# Districtele Turciei
Provinciile Turciei sunt împărțite în 923 districte (ilçeler; sing. ilçe). În primii ani ai guvernării republicane, cât și în Imperiul Otoman, unitatea administrativă corespondentă a fost kaza.
În general districtele poartă numele capitalei districtului (cu excepția districtelor Antakya (în Hatay), İzmit (în Kocaeli), și Adapazarı (în Sakarya).
Districtele pot fi formate atât din zone urbane cât și din zone rurale. Unul din districtele unei provincii este districtul central (merkez ilçe) și este administrat de un vice-guvernator, celelalte districte fiind administrate de un sub-guvernator(kaymakam). 
Districtele de mai jos sunt ordonate după provincii, cu capitala evidențiată.

Districtele Turciei

## Provincia Adana

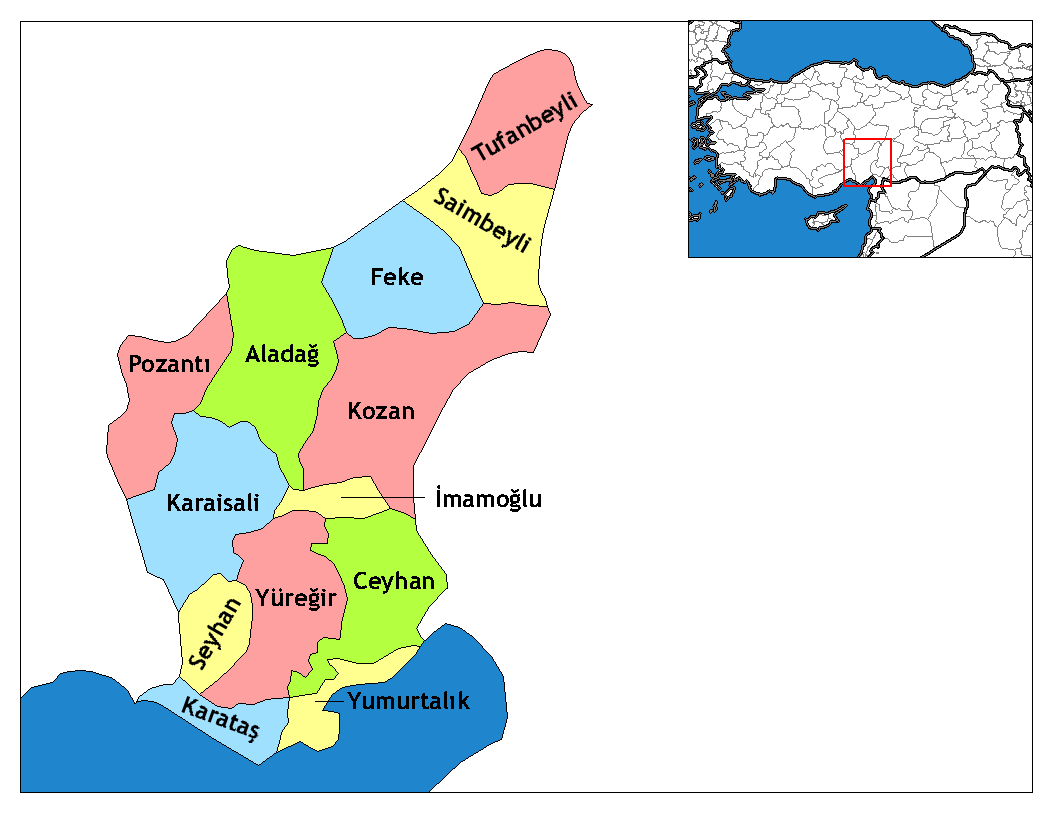
Districtele din Adana

- Aladağ
- Ceyhan
- Çukurova
- Feke
- İmamoğlu
- Karaisalı
- Karataș
- Kozan
- Pozantı
- Saimbeyli
- Sarıçam
- Seyhan
- Tufanbeyli
- Yumurtalik
- Yüreğir

## Provincia Adıyaman

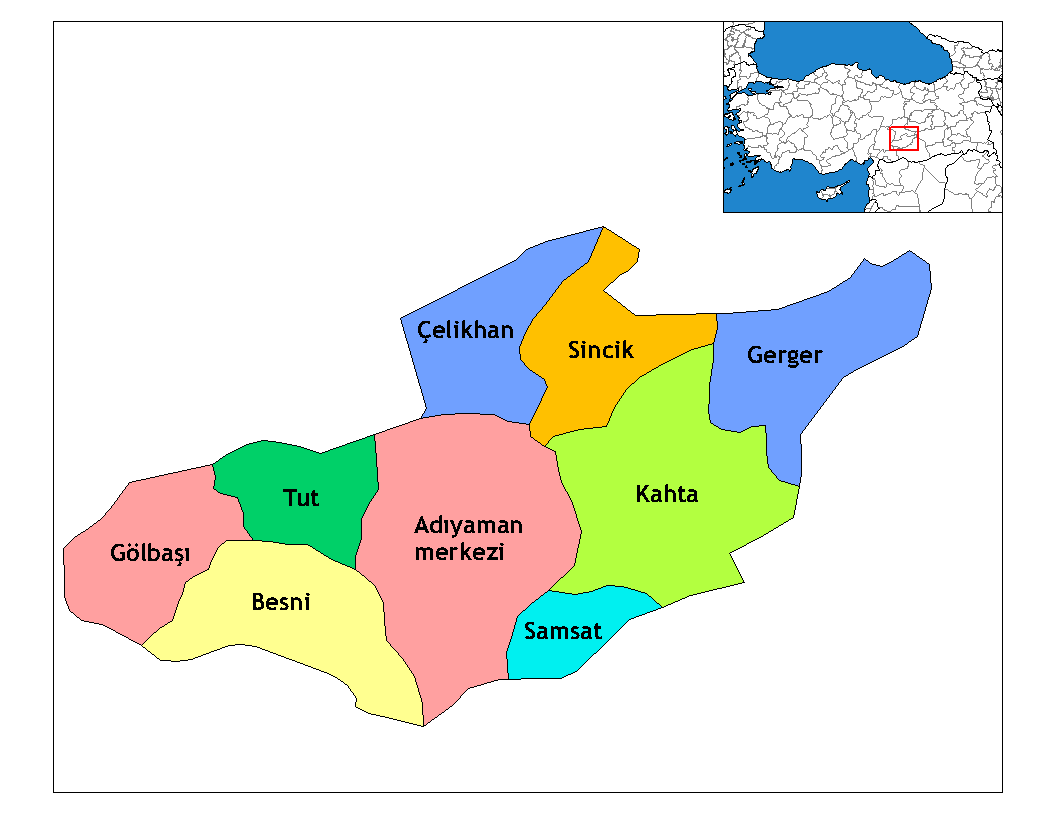
Districtele din Adıyaman

- Adıyaman
- Besni
- Çelikhan
- Gerger
- Gölbașı
- Kahta
- Samsat
- Sincik
- Tut

## Provincia Afyonkarahisar

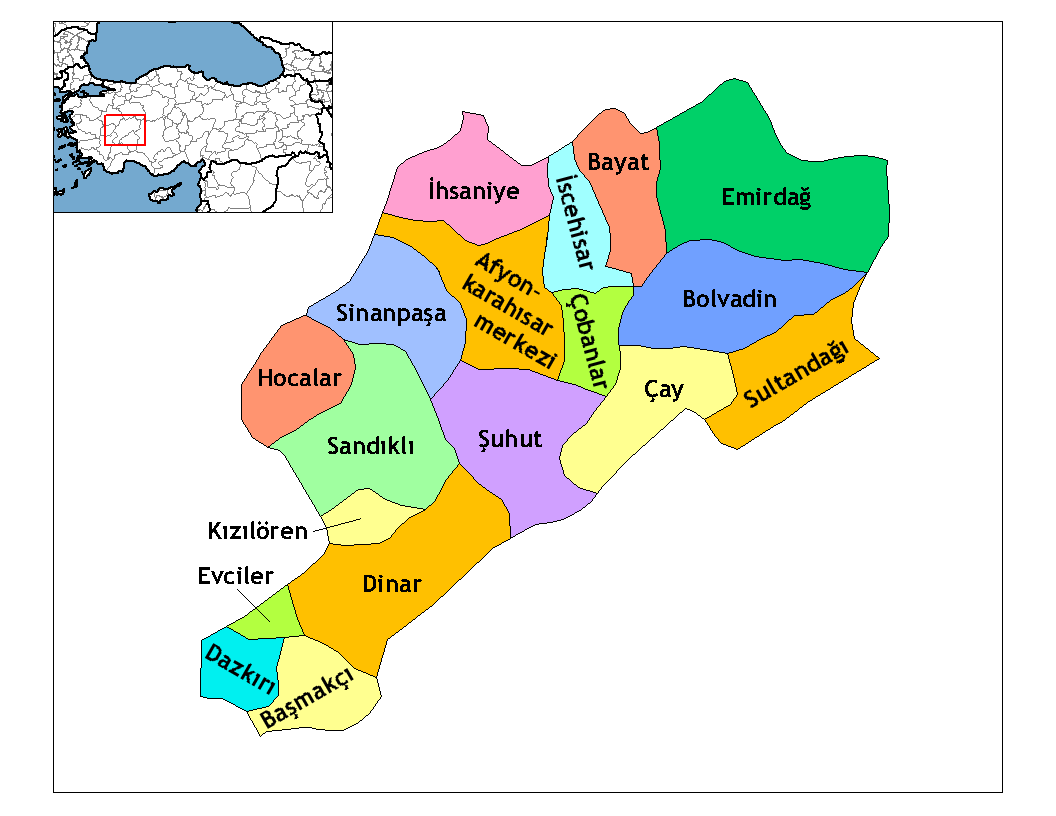
Districtele din Afyonkarahisar

| - Afyonkarahisar - Başmakçı - Bayat - Bolvadin - Çay - Çobanlar - Dazkırı - Dinar - Emirdağ | - Evciler - Hocalar - İhsaniye - İscehisar - Kızılören - Sandıklı - Sinanpaşa - Sultandağı - Şuhut |

## Provincia Ağrı

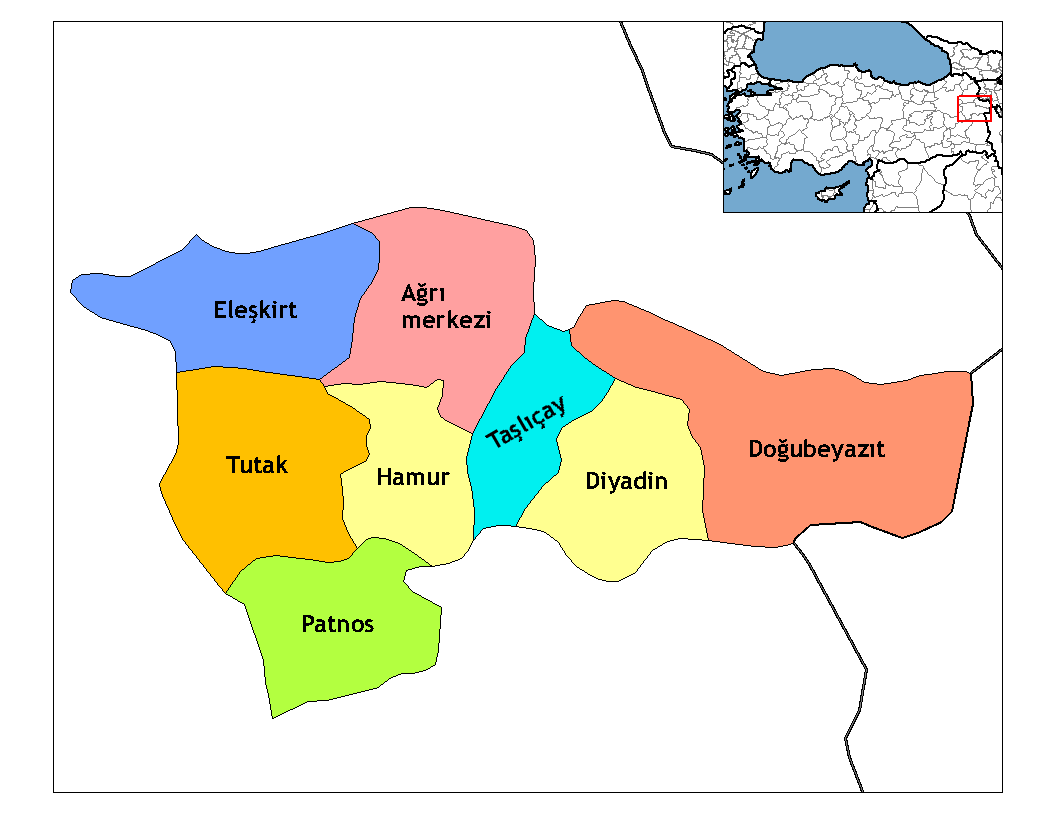
Districtele din Ağrı

- Ağrı
- Diyadin
- Doğubeyazıt
- Eleșkirt
- Hamur
- Patnos
- Tașlıçay
- Tutak

## Provincia Aksaray

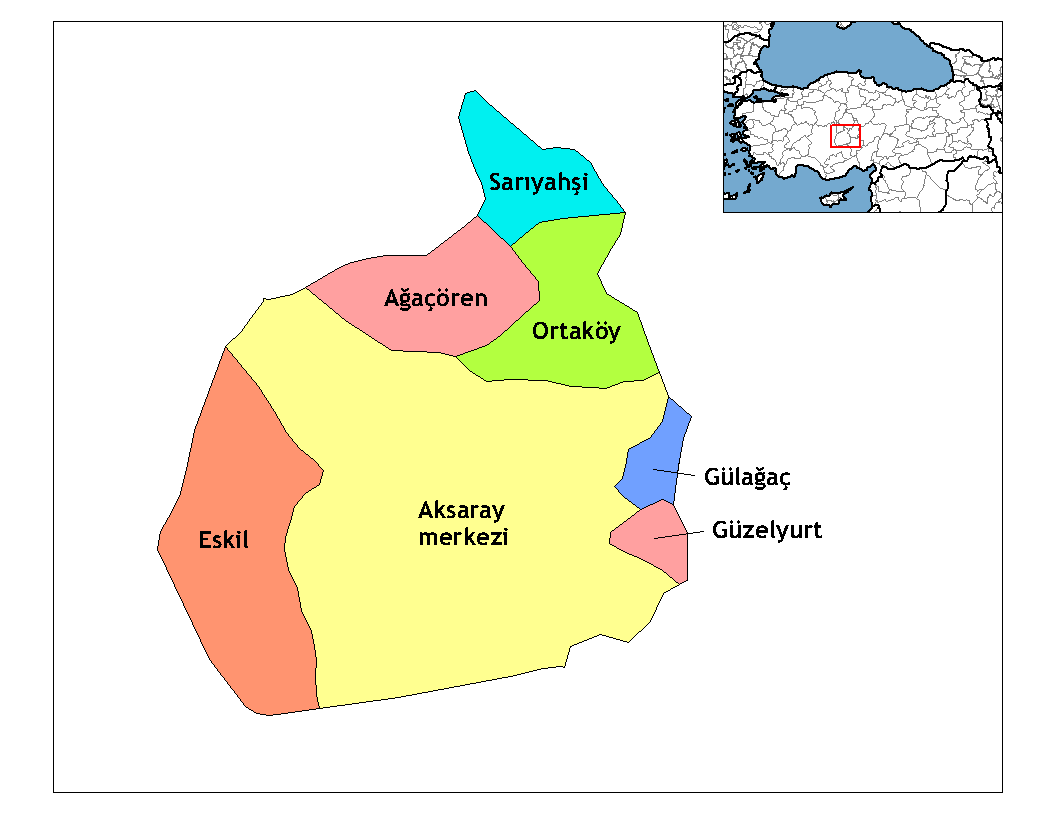
Districtele din Aksaray

- Ağaçören
- Aksaray
- Eskil
- Gülağaç
- Güzelyurt
- Ortaköy
- Sarıyahși

## Provincia Amasya

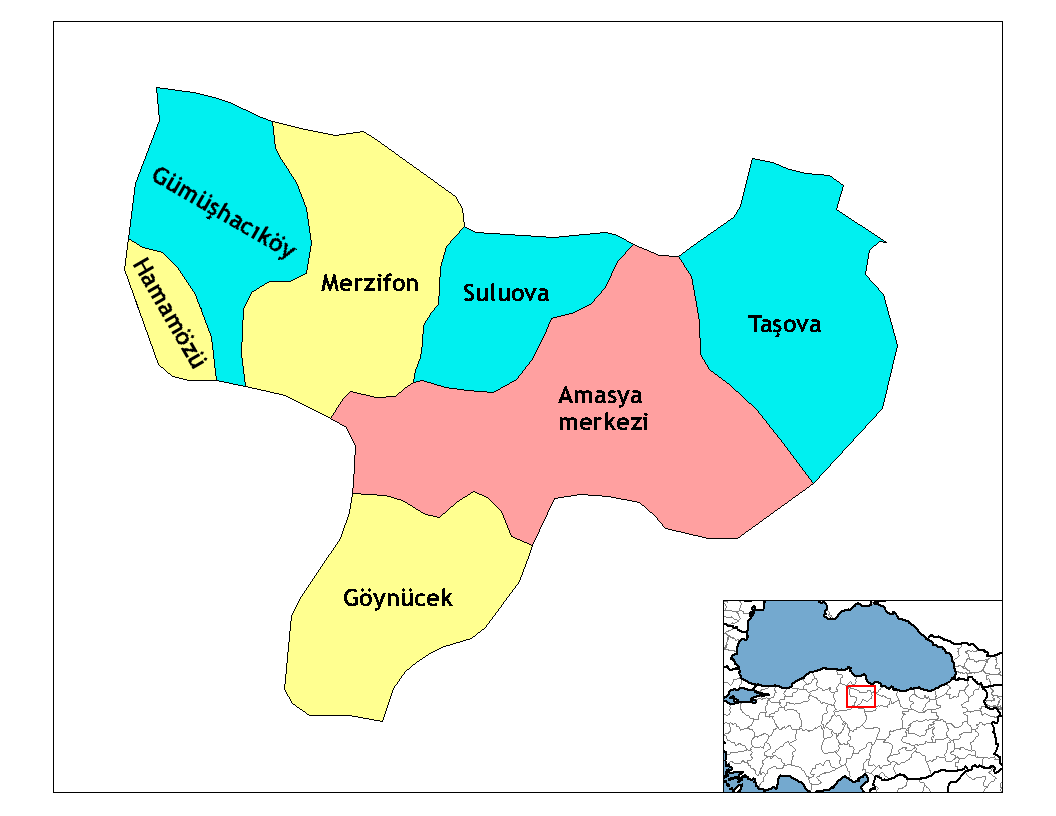
Districtele din Amasya

- Amasya
- Göynücek
- Gümüșhacıköy
- Hamamözü
- Merzifon
- Suluova
- Tașova

## Provincia Ankara

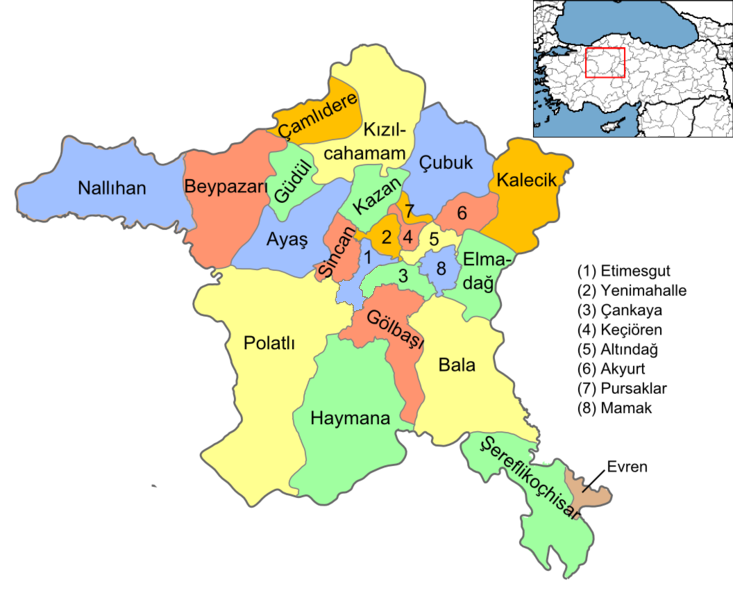
Districtele din Ankara

| - Akyurt - Altındağ - Ankara - Ayaş - Bala - Beypazarı - Çamlıdere - Ankara - Çubuk - Elmadağ - Etimesgut - Evren - Gölbaşı | - Güdül - Haymana - Kalecik - Kazan - Keçiören - Kızılcahamam - Mamak - Nallıhan - Pursaklar - Polatlı - Sincan - Şereflikoçhisar - Yenimahalle |

## Provincia Antalya

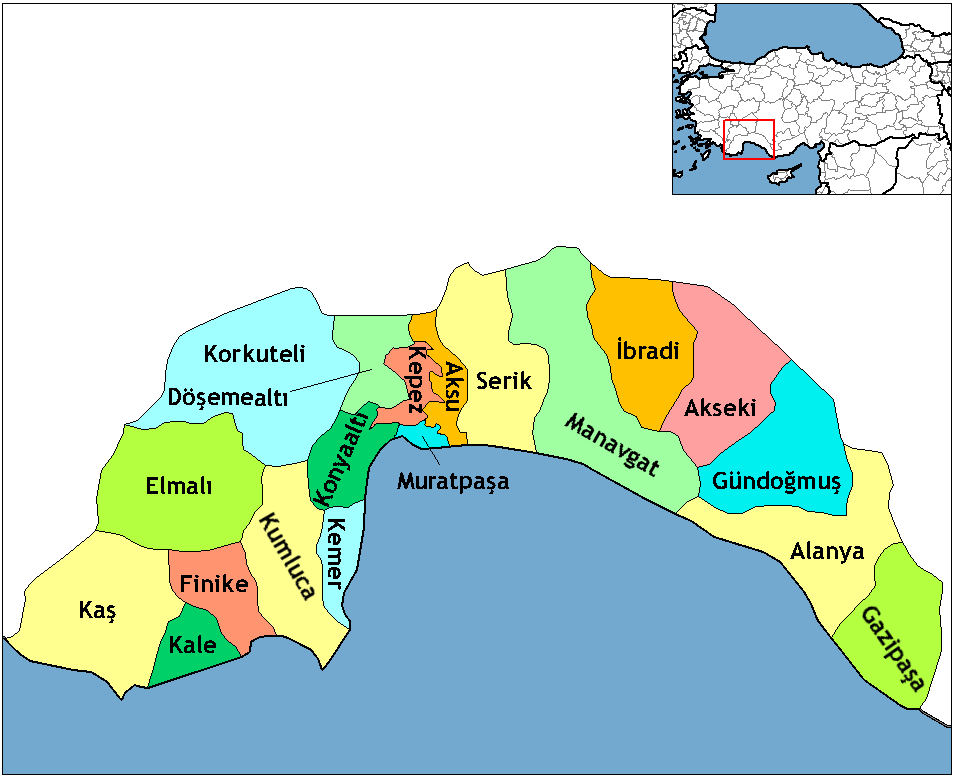
Districtele din Antalya

- Aksu
- Akseki
- Alanya
- Demre
- Döșemealtı
- Elmalı
- Finike
- Gazipașa
- Gündoğmuș
- İbradi
- Kaș
- Kemer
- Konyaaltı
- Korkuteli
- Kumluca
- Manavgat
- Muratpașa
- Serik

## Provincia Ardahan

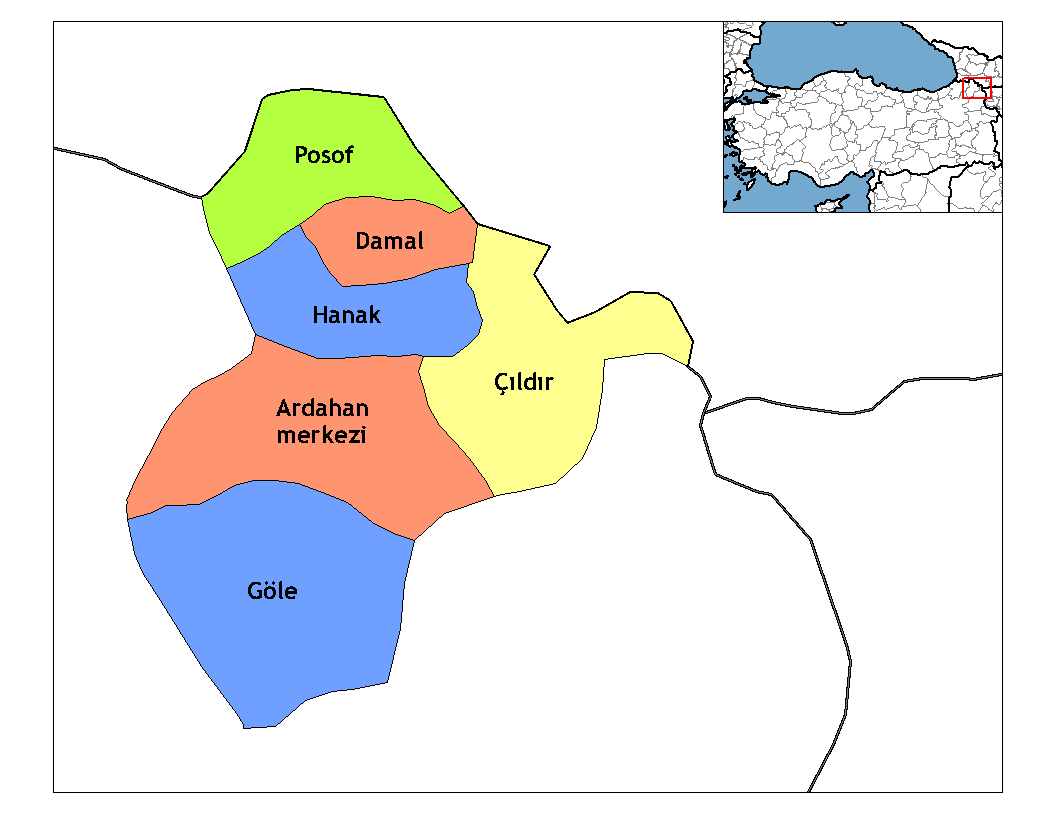
Districtele din Ardahan

- Ardahan
- Çıldır
- Damal
- Göle
- Hanak
- Posof

## Provincia Artvin

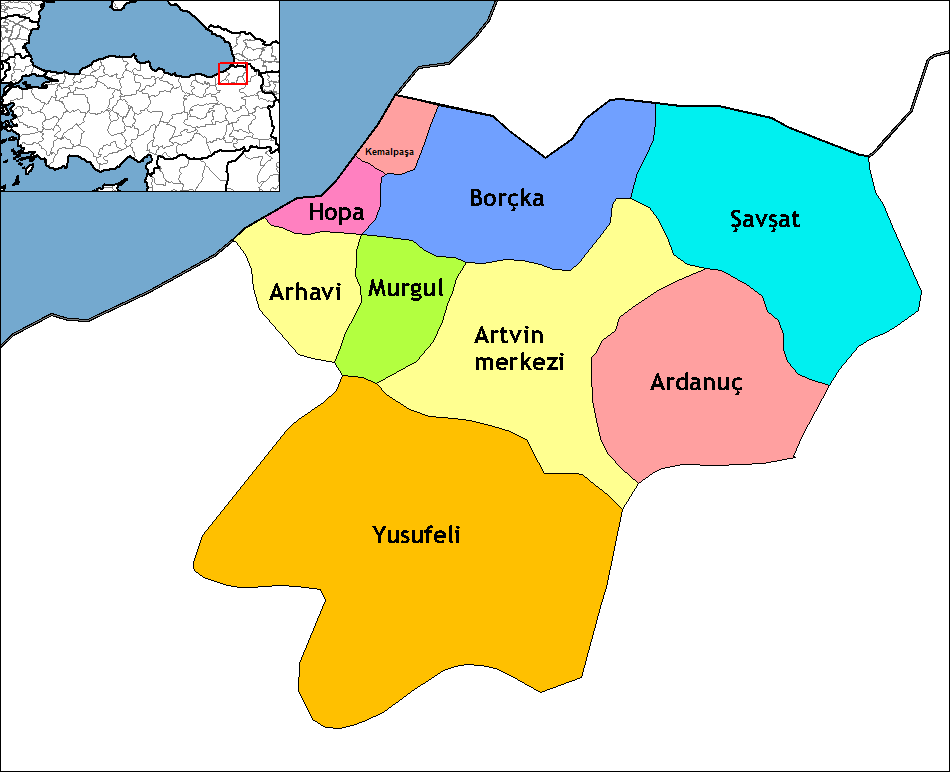
Districtele din Artvin

- Ardanuç
- Arhavi
- Artvin
- Borçka
- Hopa
- Murgul
- Șavșat
- Yusufeli

## Provincia Aydın

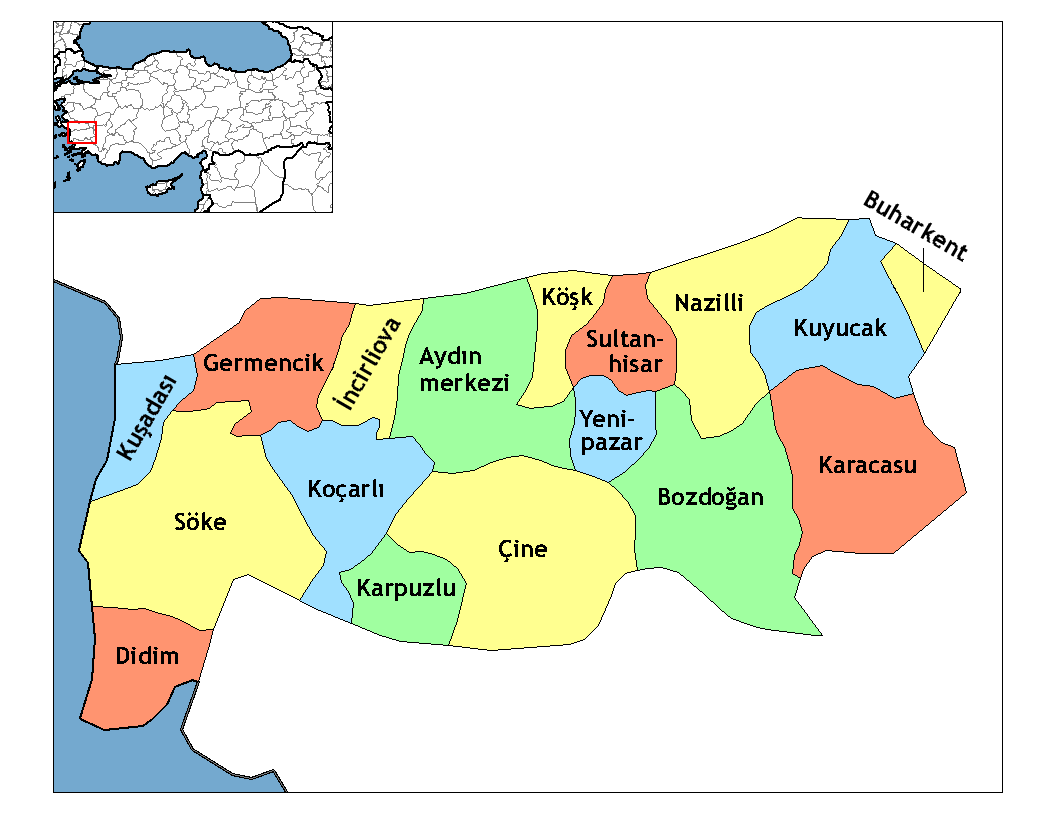
Districtele din Aydın

| - Bozdoğan - Buharkent - Çine - Didim - Efeler - Germencik - Incirliova - Karacasu - Karpuzlu | - Koçarlı - Köşk - Kuşadası - Kuyucak - Nazilli - Söke - Sultanhisar - Yenipazar |

## Provincia Balıkesir

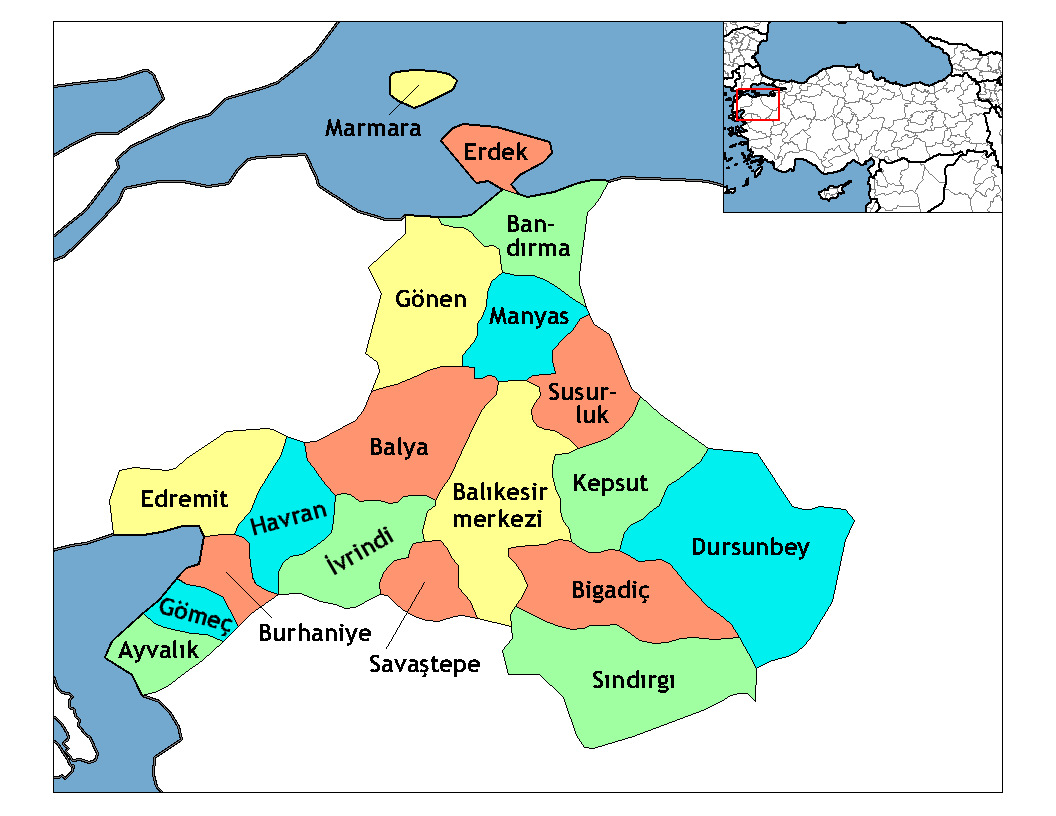
Districtele din Balıkesir

| - Altıeylül - Ayvalık - Balya - Bandirma - Bigadiç - Burhaniye - Dursunbey - Edremit - Erdek - Gömeç | - Gönen - Havran - İvrindi - Karesi - Kepsut - Manyas - Marmara - Savaştepe - Sındırgı - Susurluk |

## Provincia Bartın

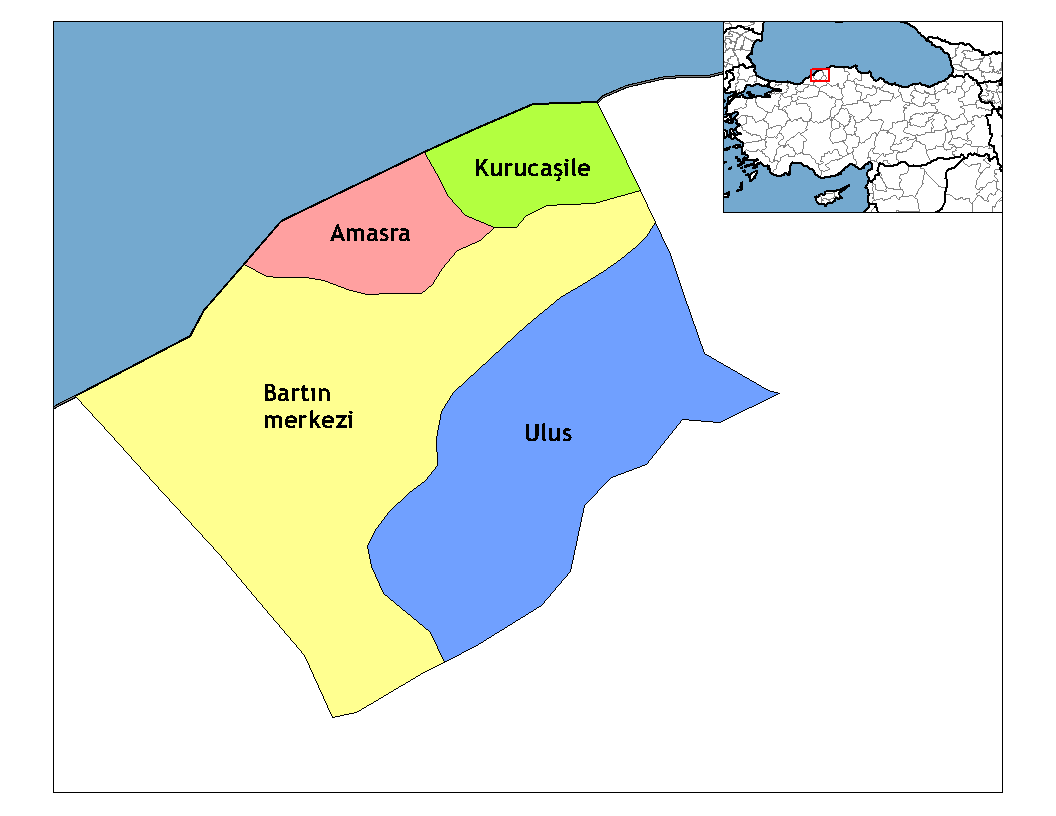
Districtele din Bartın

- Amasra
- Bartın
- Kurucașile
- Ulus

## Provincia Batman

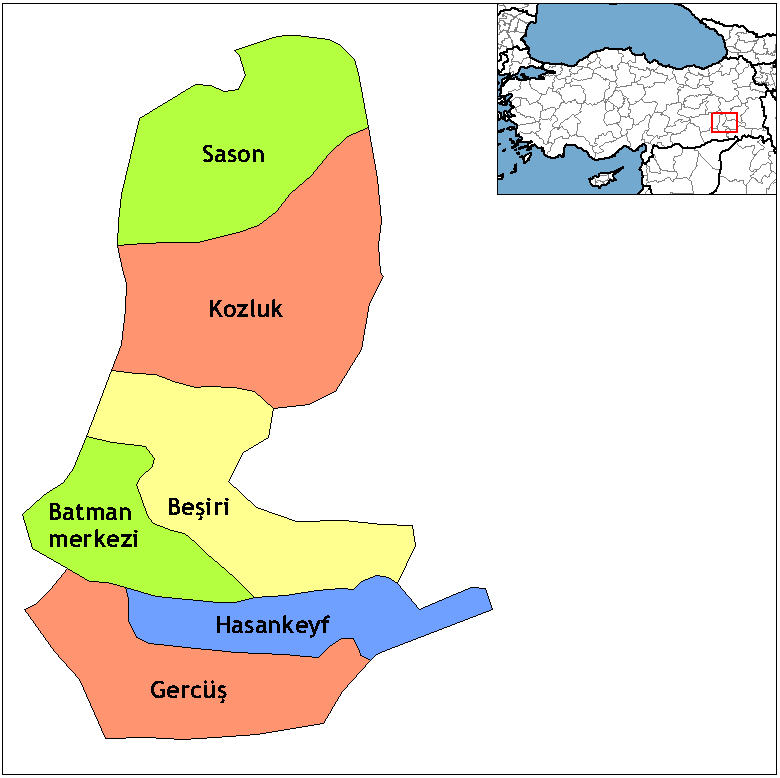
Districtele din Batman

- Batman
- Beșiri
- Gercüș
- Hasankeyf
- Kozluk
- Sason

## Provincia Bayburt

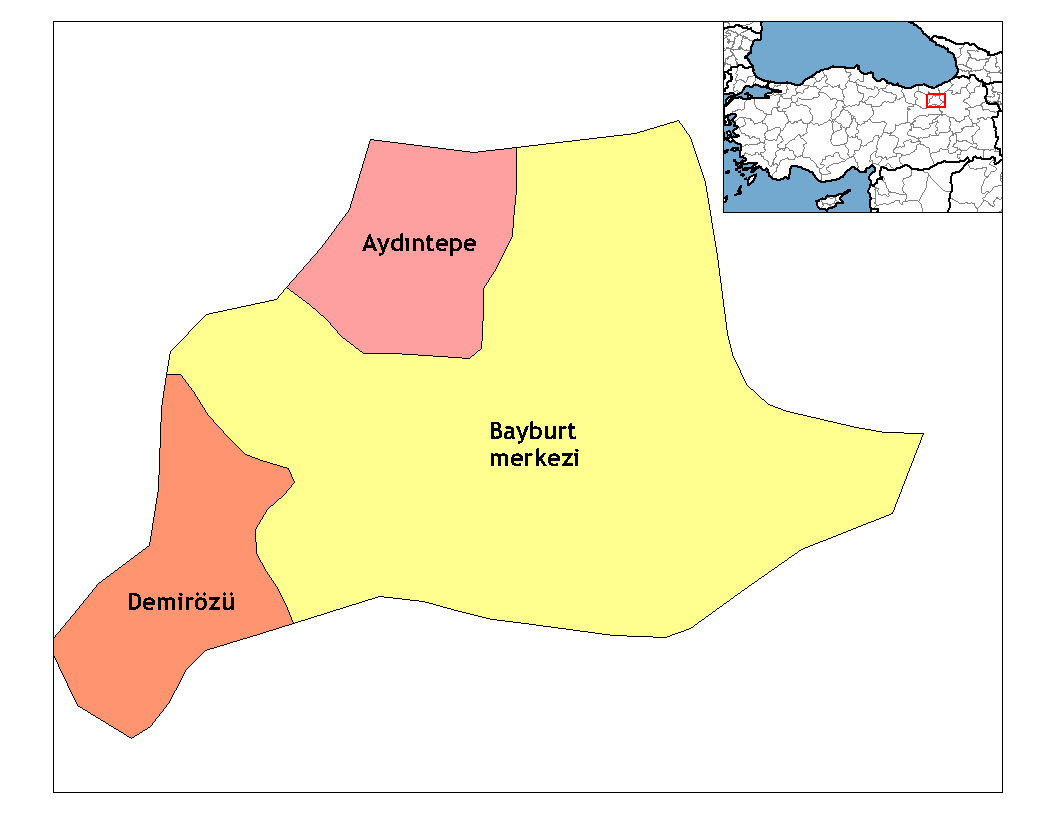
Districtele din Bayburt

- Aydıntepe
- Bayburt
- Demirözü

## Provincia Bilecik

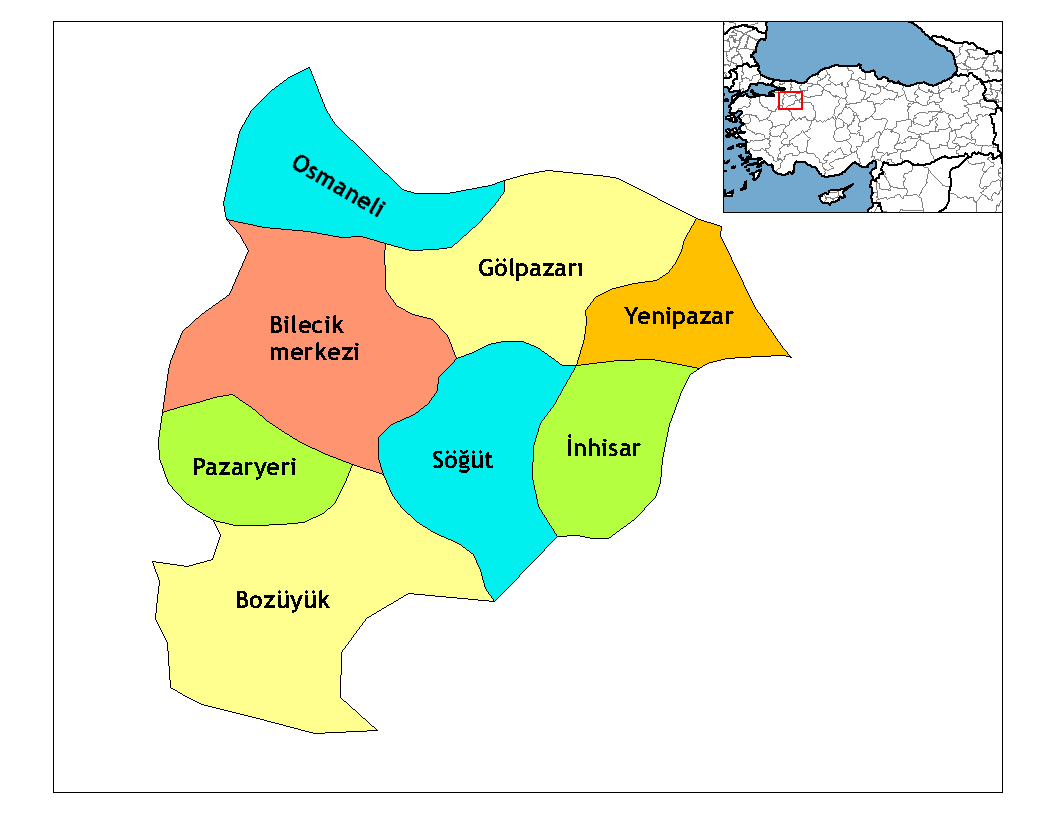
Districtele din Bilecik

- Bilecik
- Bozüyük
- Gölpazarı
- İnhisar
- Osmaneli
- Pazaryeri
- Söğüt
- Yenipazar

## Provincia Bingöl

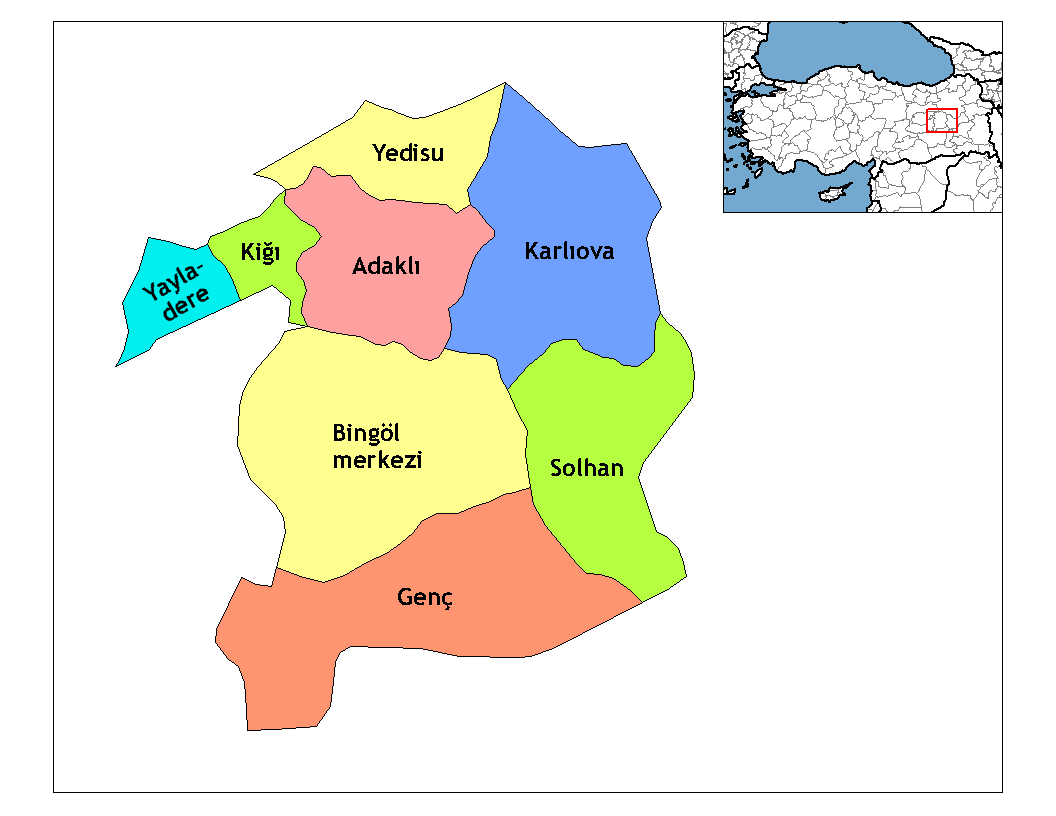
Districtele din Bingöl

- Adaklı
- Bingöl
- Genç
- Karlıova
- Kiğı
- Solhan
- Yayladere
- Yedisu

## Provincia Bitlis

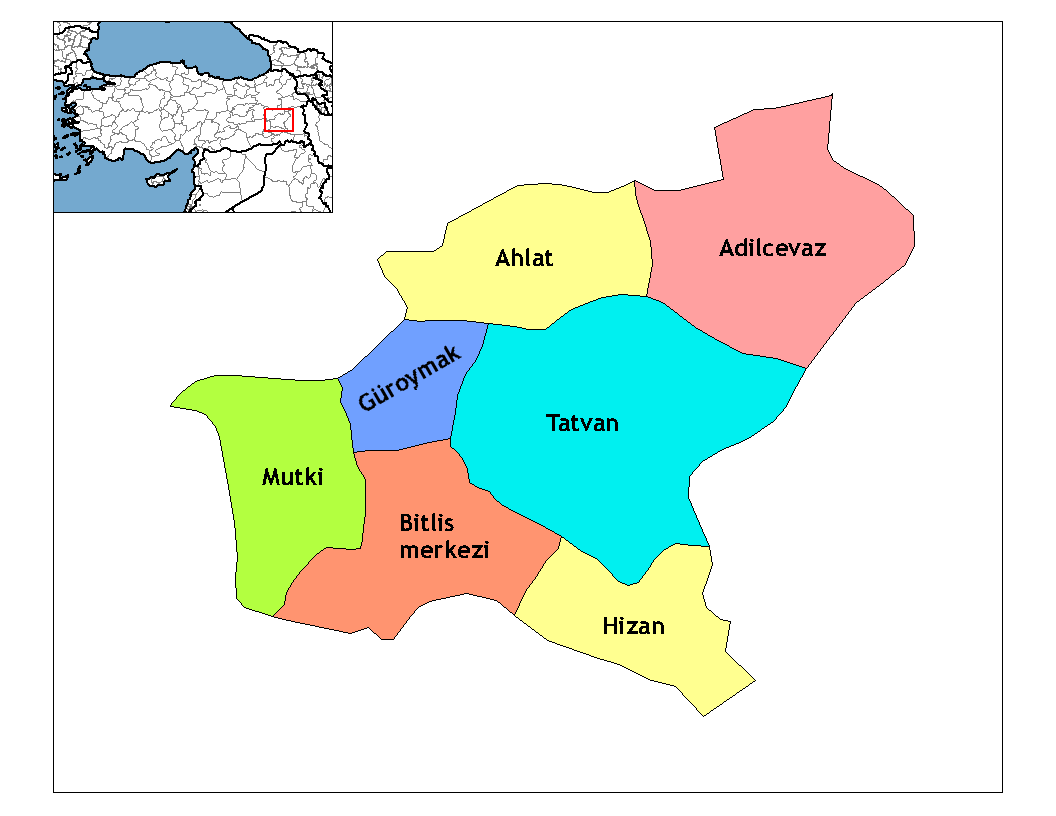
Districtele din Bitlis

- Adilcevaz
- Ahlat
- Bitlis
- Güroymak
- Hizan
- Mutki
- Tatvan

## Provincia Bolu

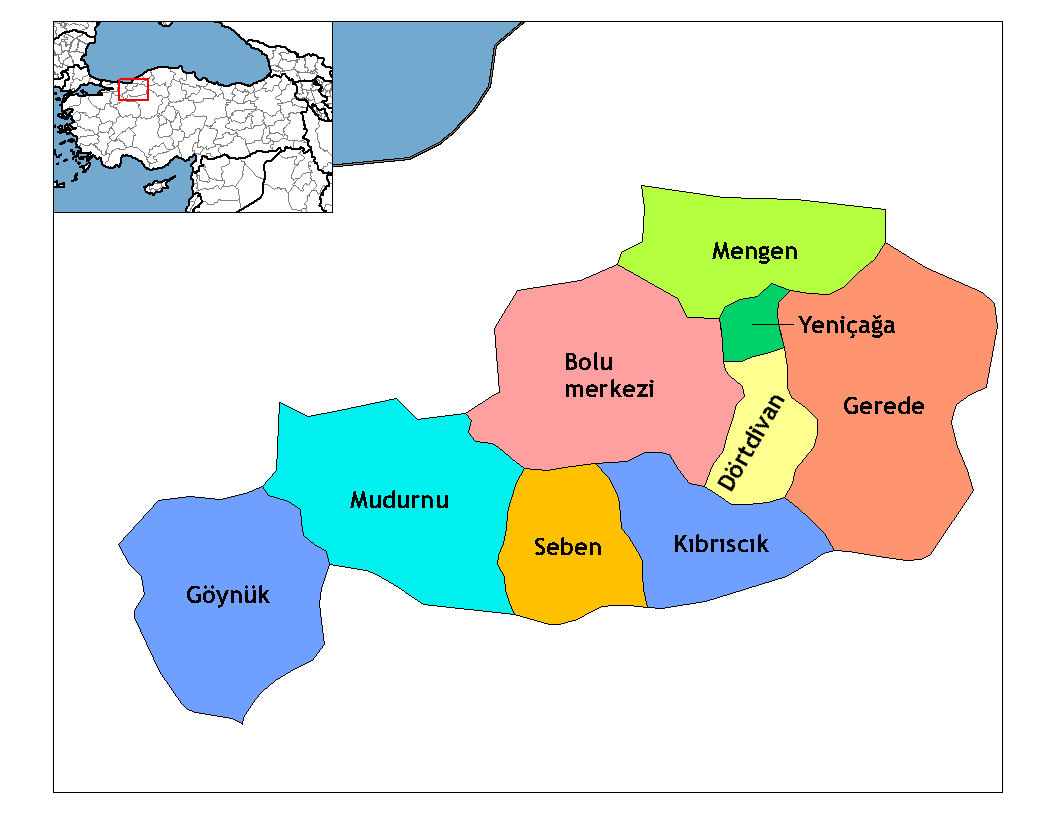
Districtele din Bolu

- Bolu
- Dörtdivan
- Gerede
- Göynük
- Kıbrıscık
- Mengen
- Mudurnu
- Seben
- Yeniçağa

## Provincia Burdur

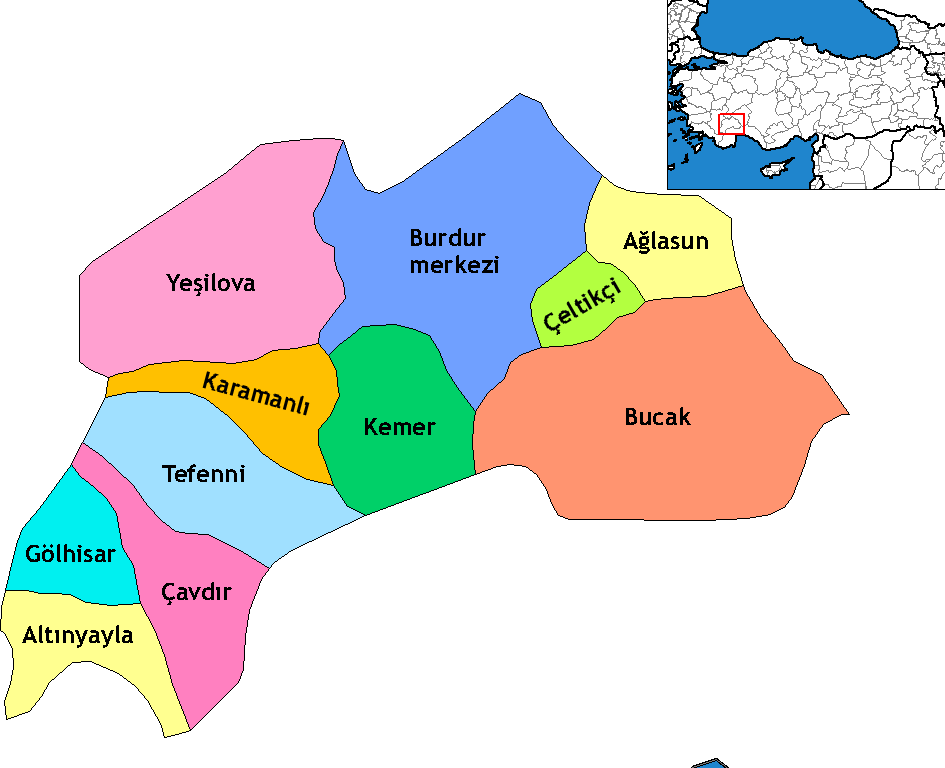
Districtele din Burdur

- Ağlasun
- Altınyayla
- Bucak
- Burdur
- Çavdır
- Çeltikçi
- Gölhisar
- Karamanli
- Kemer
- Tefenni
- Yeșilova

## Provincia Bursa

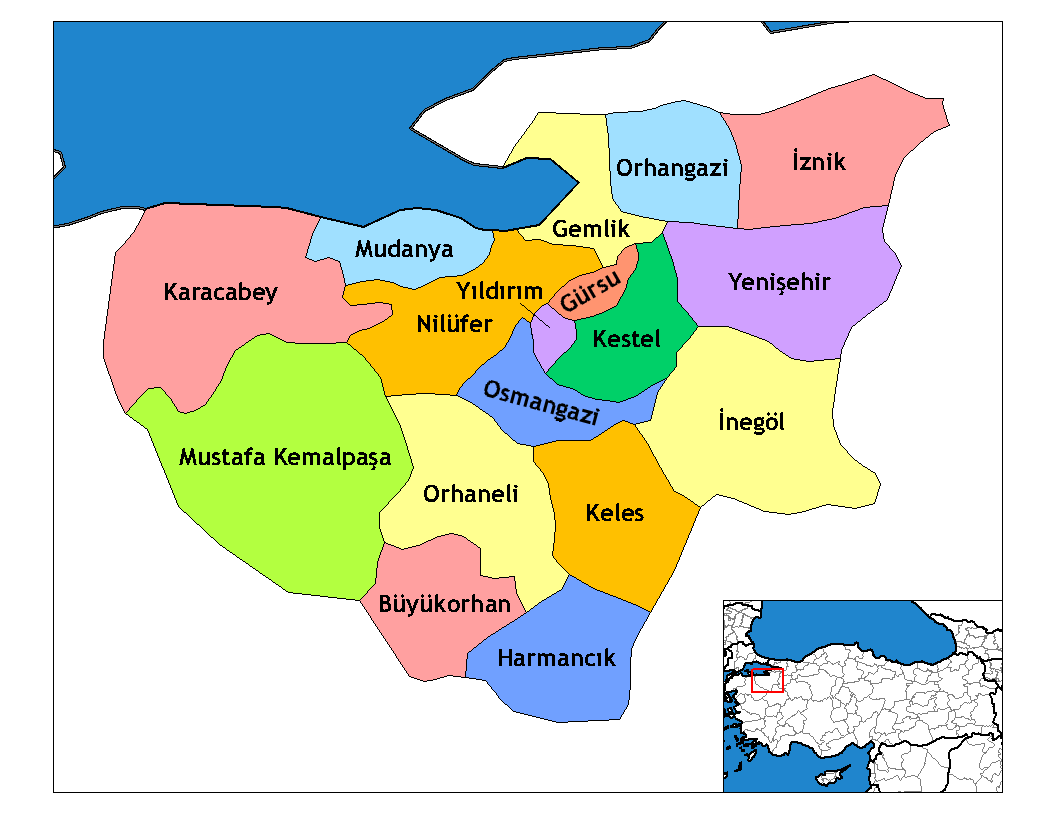
Districtele din Bursa

| - Büyükorhan - Gemlik - Gürsu - Harmancık - İnegöl - İznik - Karacabey - Keles - Kestel | - Mudanya - Güzelyalı - Mustafakemalpaşa - Nilüfer, - Orhaneli - Orhangazi - Osmangazi - Yenişehir - Yıldırım |

## Provincia Çanakkale

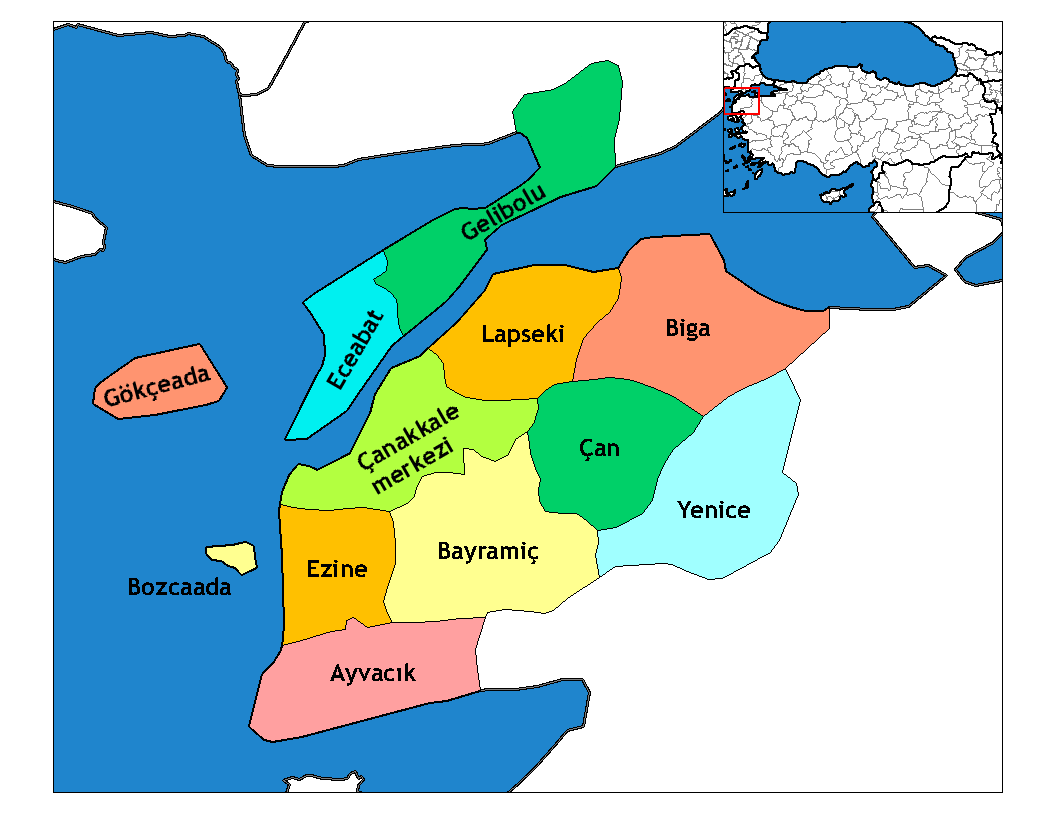
Districtele din Çanakkale

- Ayvacık
- Bayramiç
- Biga
- Bozcaada
- Çan
- Çanakkale
- Eceabat
- Ezine
- Gelibolu
- Gökçeada
- Lapseki
- Yenice

## Provincia Çankırı

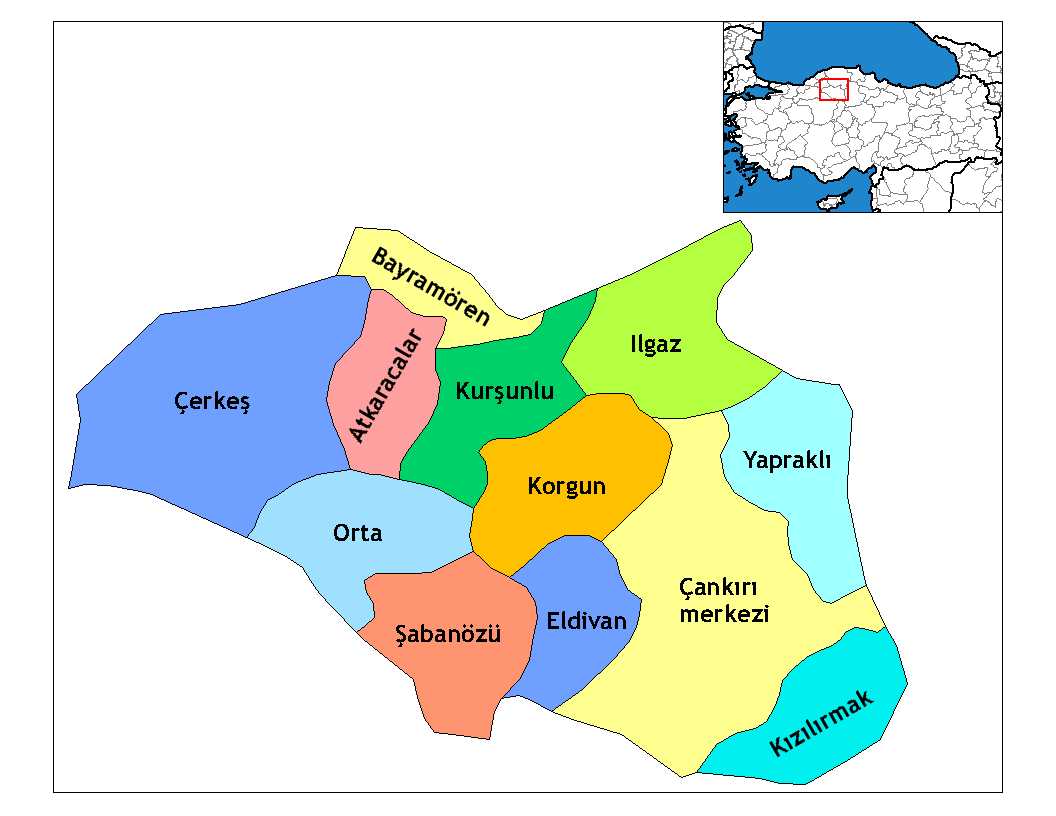
Districtele din Çankırı

- Atkaracalar
- Bayramören
- Çankırı
- Çerkeș
- Eldivan
- Ilgaz
- Kızılırmak
- Korgun
- Kurșunlu
- Orta
- Șabanözü
- Yapraklı

## Provincia Çorum

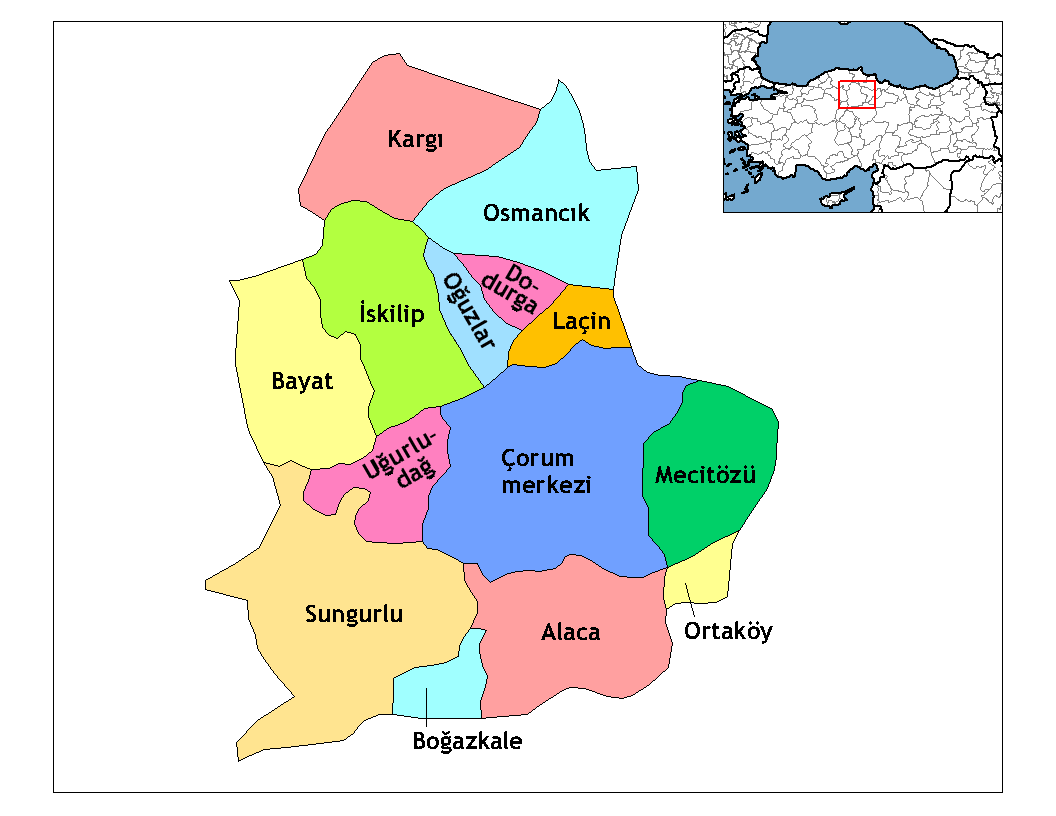
Districtele din Çorum

- Alaca
- Bayat
- Boğazkale
- Çorum
- Dodurga
- İskilip
- Kargı
- Laçin
- Mecitözü
- Oğuzlar
- Ortaköy
- Osmancık
- Sungurlu
- Uğurludağ

## Provincia Denizli

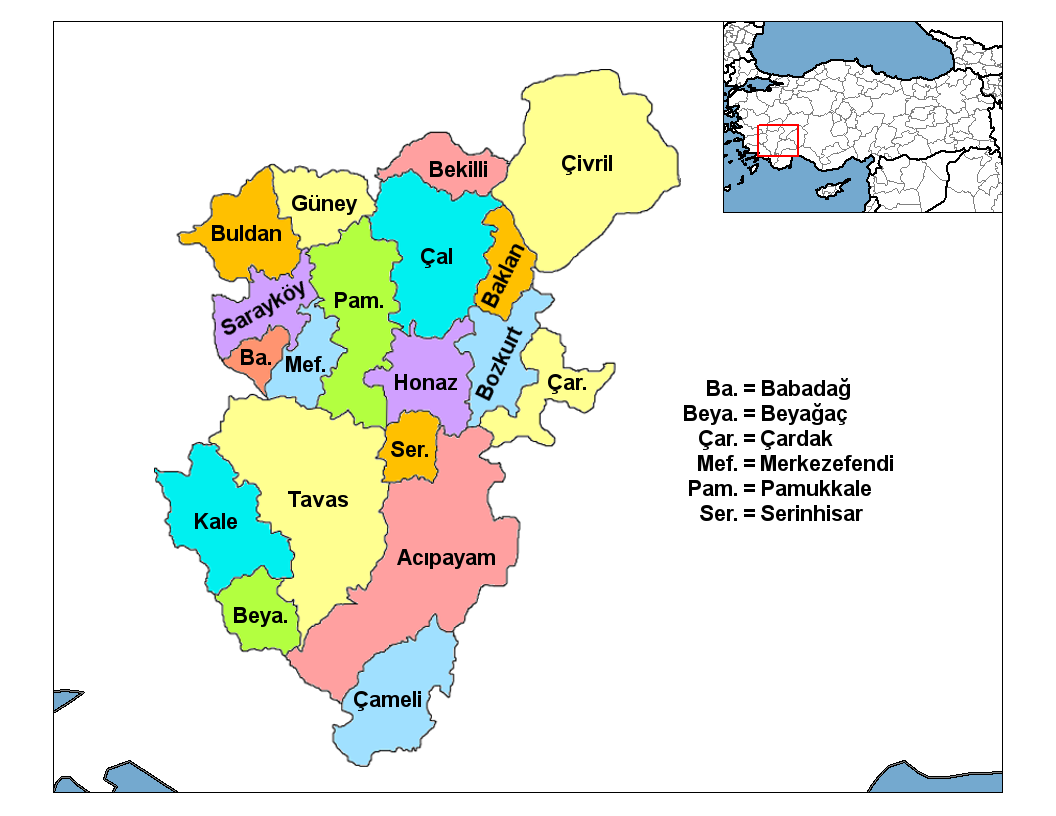
Districtele din Denizli

| - Acıpayam - Babadağ - Baklan - Bekilli - Beyağaç - Bozkurt - Buldan - Çal - Çameli | - Çardak - Çivril - Güney - Honaz - Merkezefendi - Kale - Pamukkale - Sarayköy - Serinhisar - Tavas |

## Provincia Diyarbakır

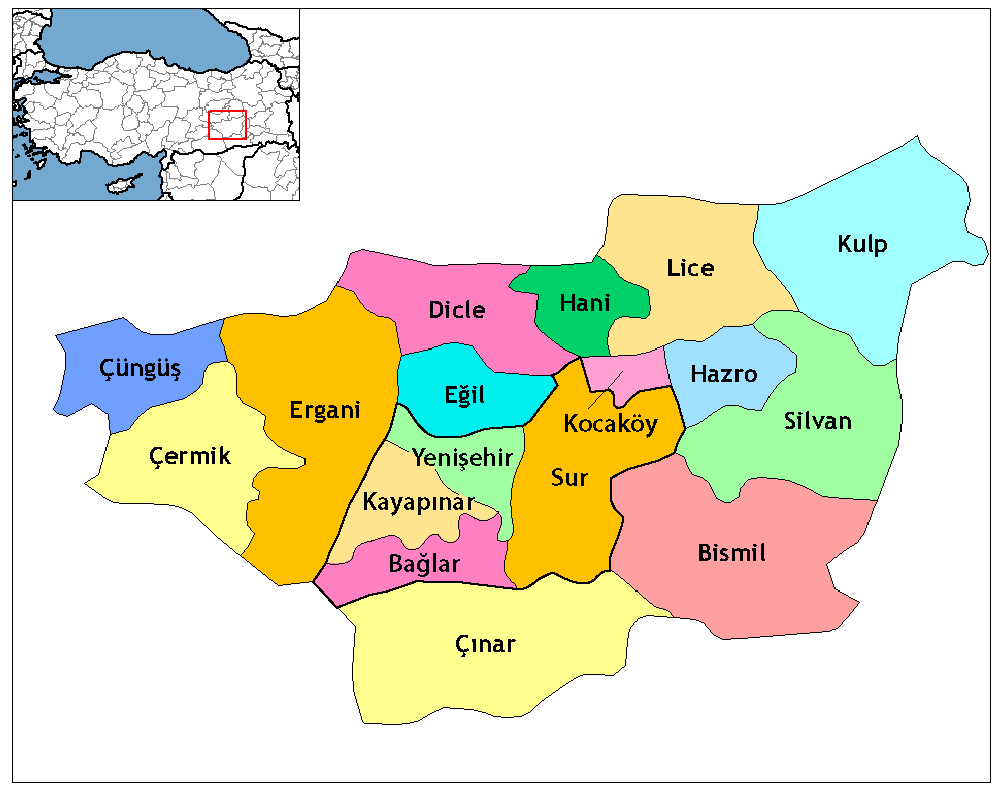
Districtele din Diyarbakır

- Bağlar
- Bismil
- Çermik
- Çınar
- Çüngüș
- Dicle
- Eğil
- Ergani
- Hani
- Hazro
- Kayapınar
- Kocaköy
- Kulp
- Lice
- Sur
- Silvan
- Yenișehir

## Provincia Düzce

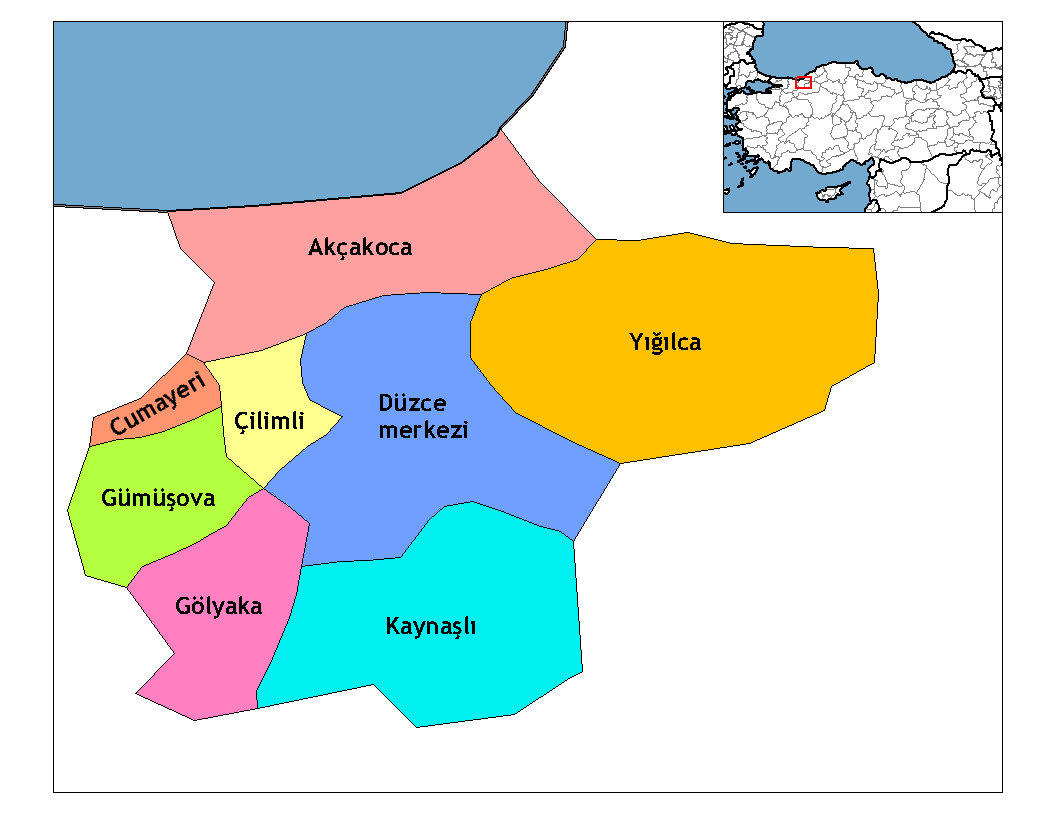
Districtele din Düzce

- Akçakoca
- Çilimli
- Cumayeri
- Düzce
- Gölyaka
- Gümüșova
- Kaynașlı
- Yığılca

## Provincia Edirne

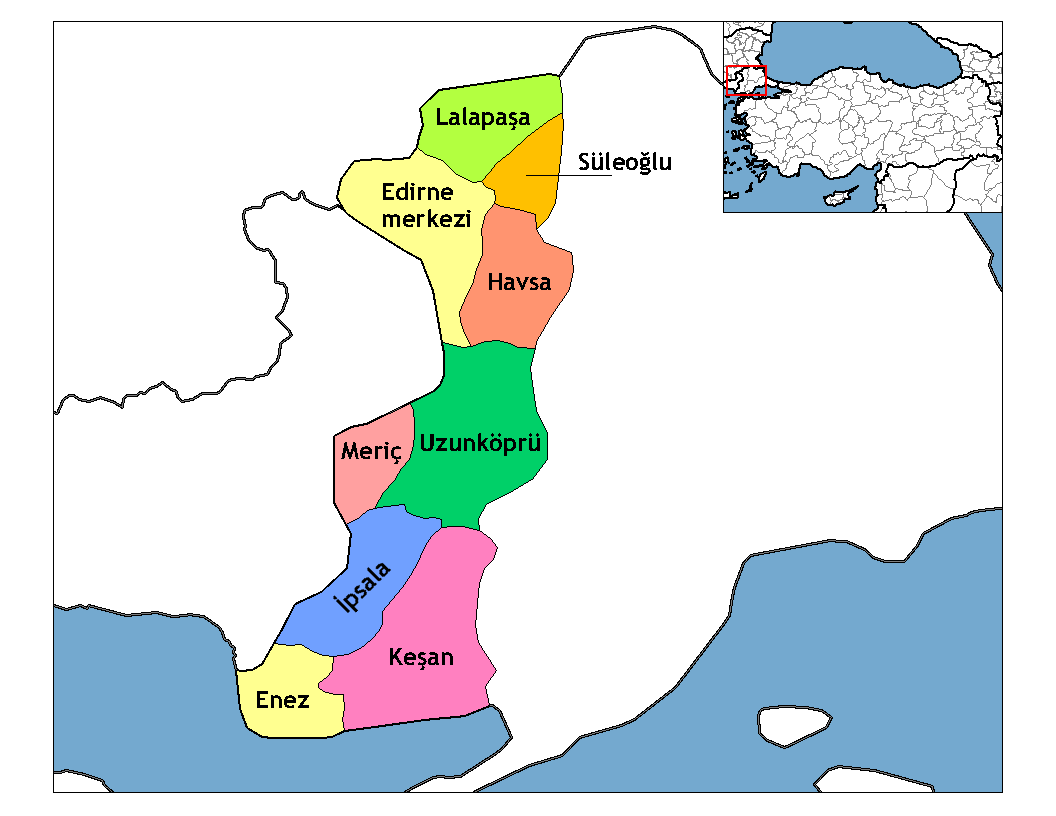
Districtele din Edirne

- Edirne
- Enez
- Havsa
- İpsala
- Keșan
- Lalapașa
- Meriç
- Süleoğlu
- Uzunköprü

## Provincia Elazığ

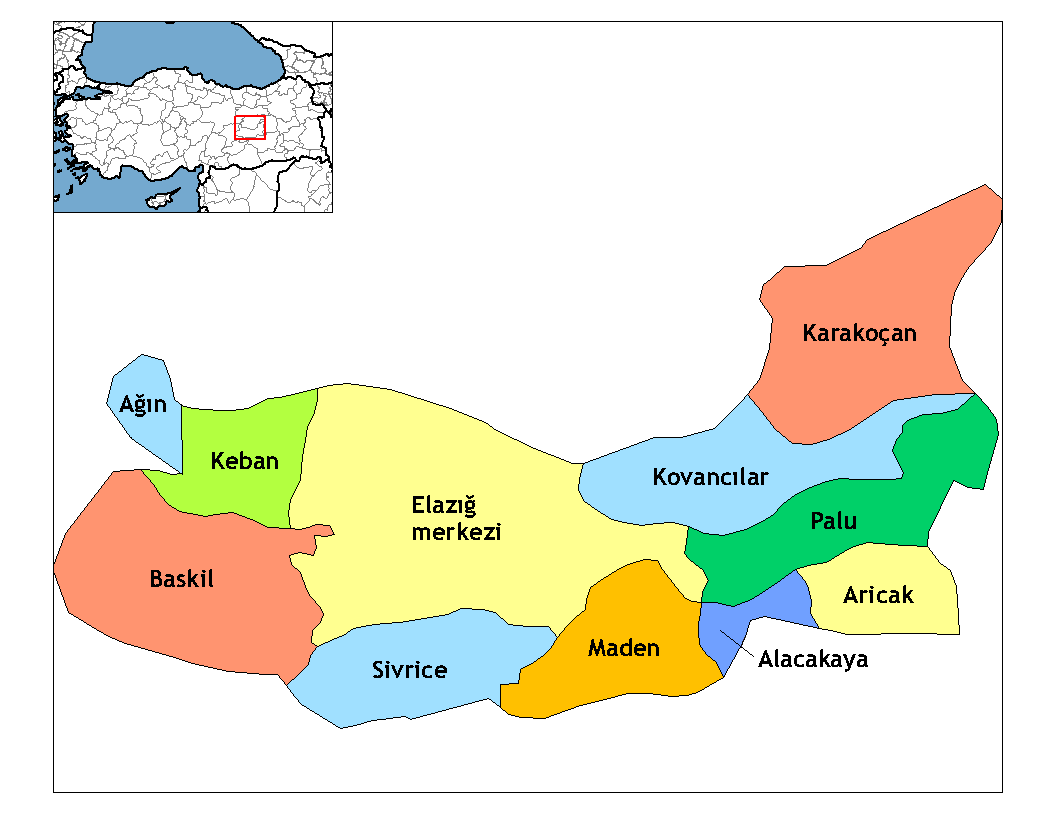
Districtele din Elazığ

- Ağın
- Alacakaya
- Arıcak
- Baskil
- Elazığ
- Karakoçan
- Keban
- Kovancılar
- Maden
- Palu
- Sivrice

## Provincia Erzincan

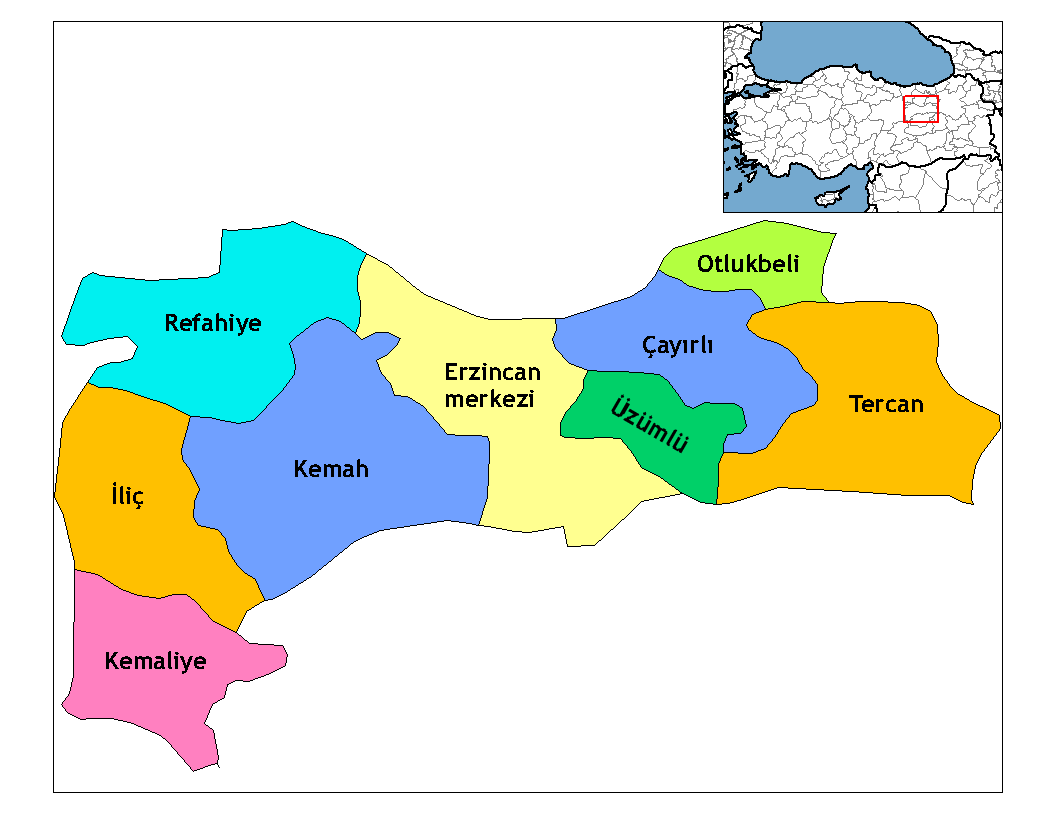
Districtele din Erzincan

- Çayırlı
- Erzincan
- İliç
- Kemah
- Kemaliye
- Otlukbeli
- Refahiye
- Tercan
- Üzümlü

## Provincia Erzurum

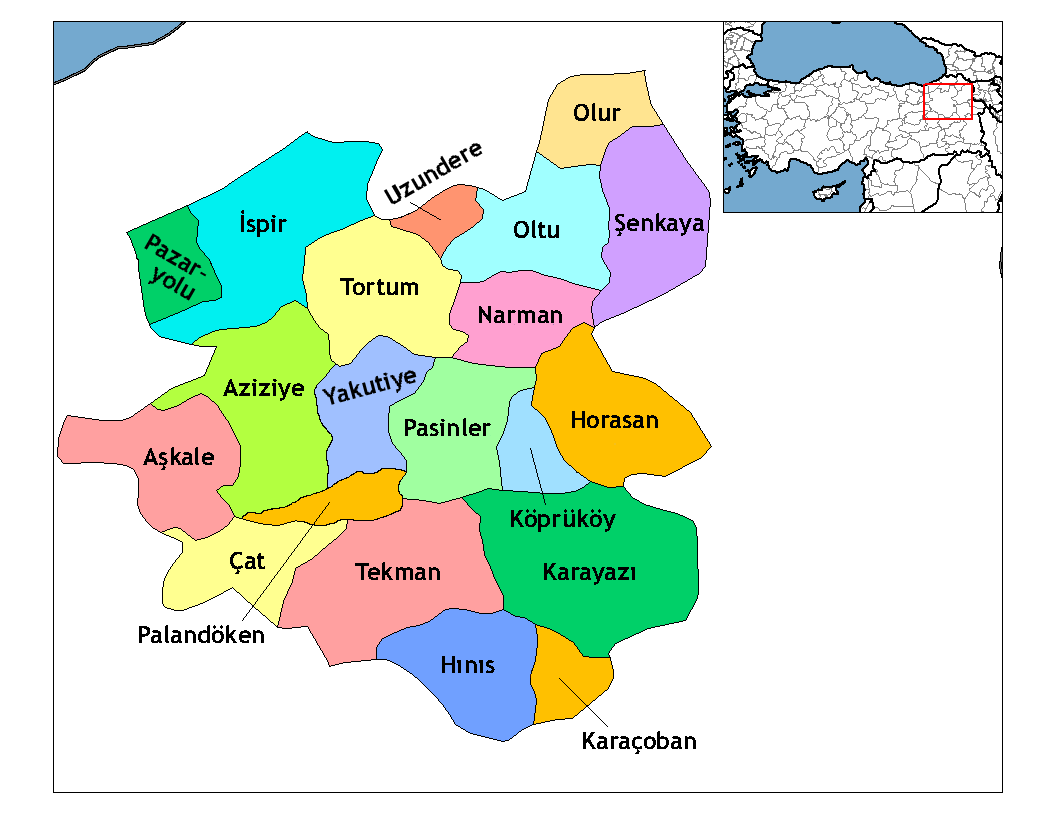
Districtele din Erzurum

| - Aşkale - Aziziye - Çat - Hınıs - Horasan - İspir - Karaçoban - Karayazı - Köprüköy | - Narman - Oltu - Olur - Palandöken - Pasinler - Pazaryolu - Şenkaya - Tekman - Tortum - Uzundere - Yakutiye |

## Provincia Eskișehir

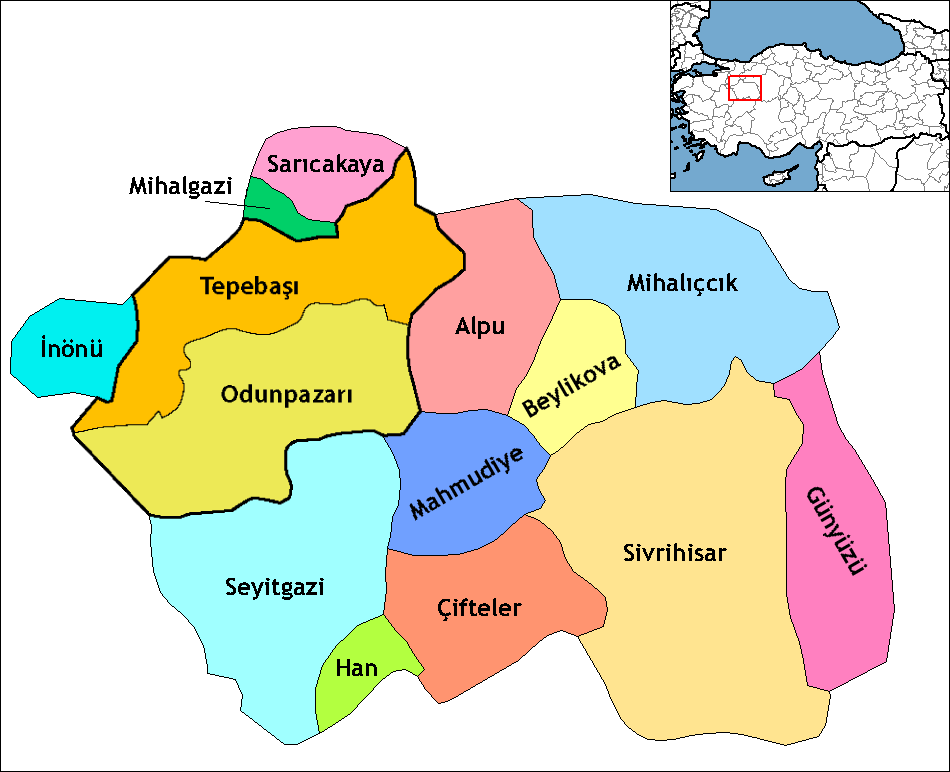
Districtele din Eskișehir

- Alpu
- Beylikova
- Çifteler
- Günyüzü
- Han
- İnönü
- Mahmudiye
- Mihalgazi
- Mihalıççık
- Odunpazarı
- Sarıcakaya
- Seyitgazi
- Sivrihisar
- Tepebașı

## Provincia Gaziantep

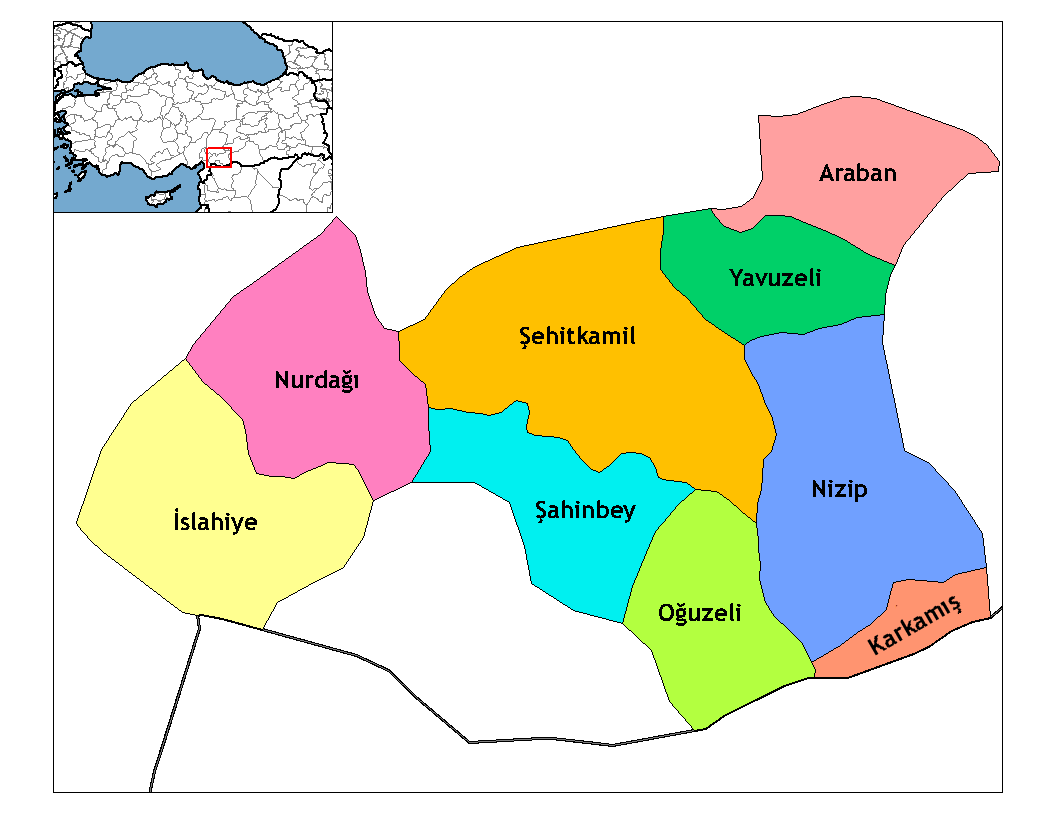
Districtele din Gaziantep

- Araban
- Islahiye
- Karkamıș
- Nizip
- Nurdağı
- Oğuzeli
- Șahinbey
- Șehitkamil
- Yavuzeli

## Provincia Giresun

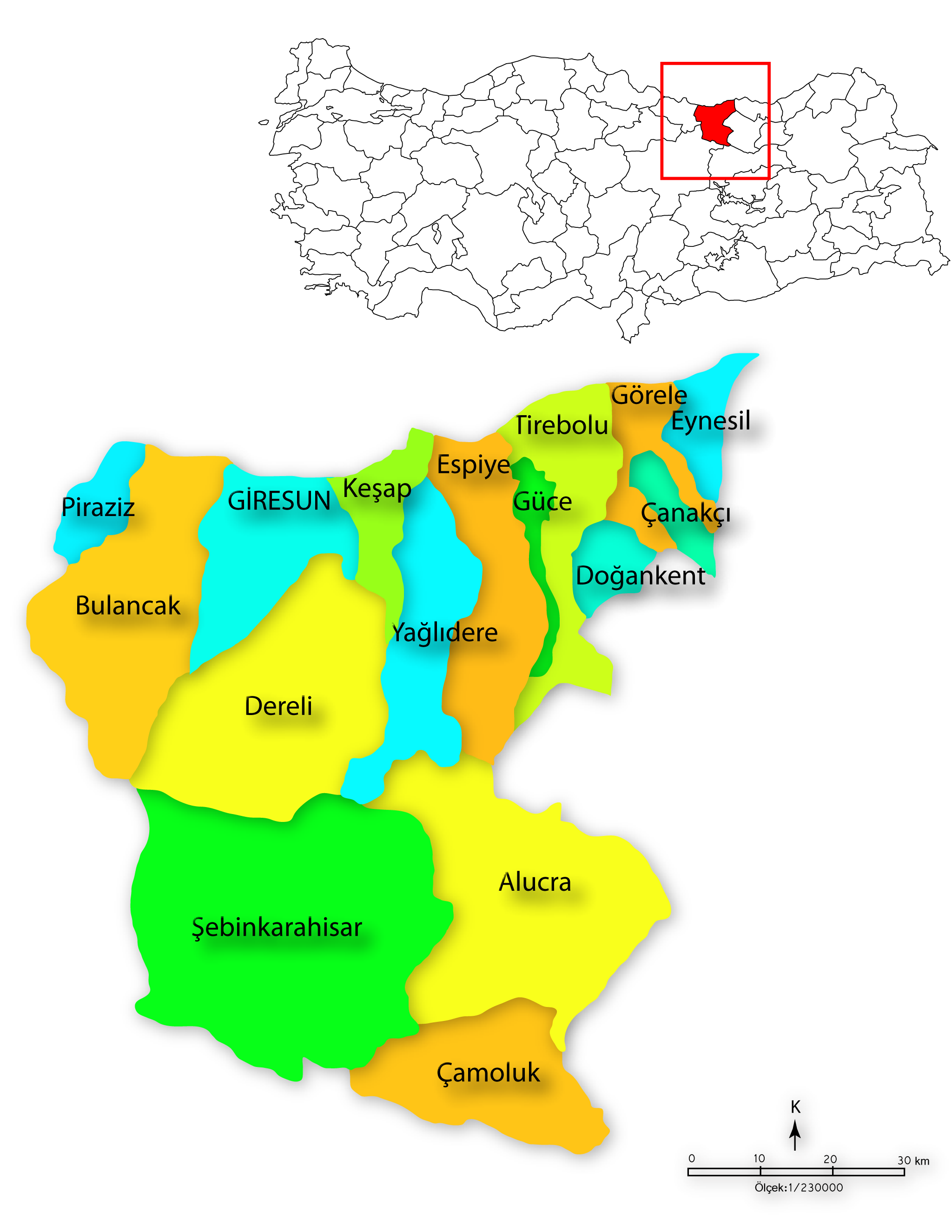
Districtele din Giresun

- Alucra
- Bulancak
- Çamoluk
- Çanakçı
- Dereli
- Doğankent
- Espiye
- Eynesil
- Giresun
- Görele
- Güce
- Keșap
- Piraziz
- Șebinkarahisar
- Tirebolu
- Yağlıdere

## Provincia Gümüșhane

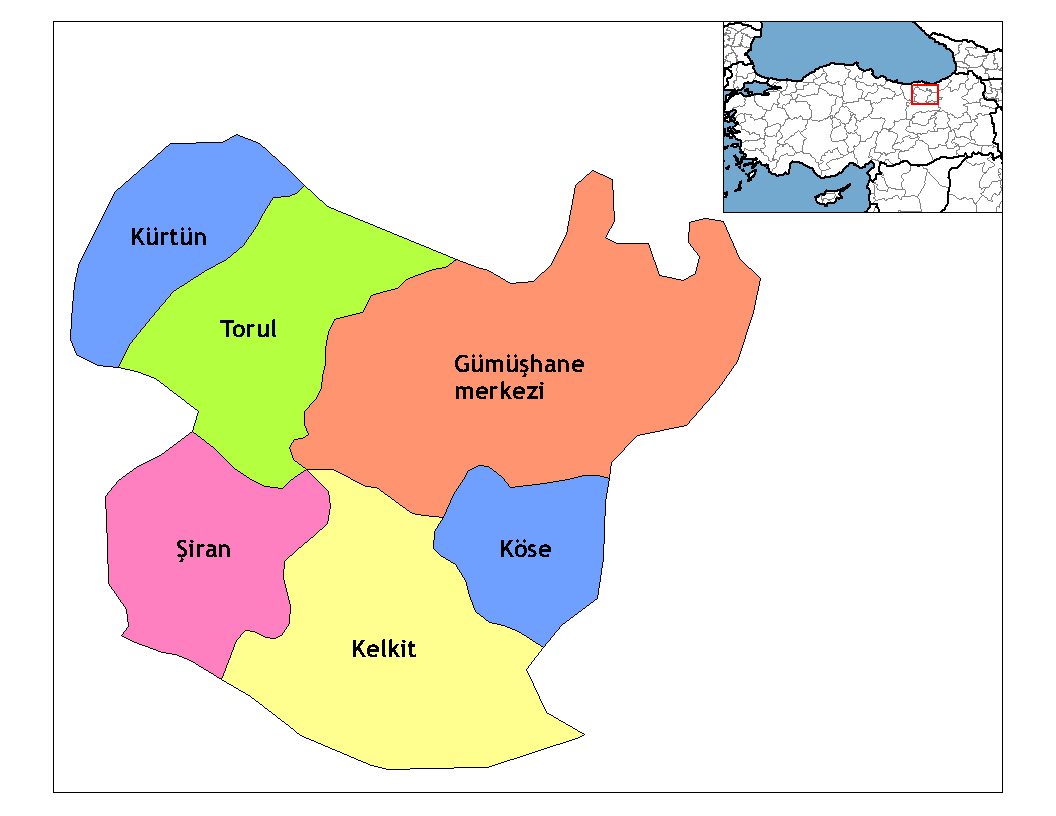
Districtele din Gümüșhane

- Gümüșhane
- Kelkit
- Köse
- Kürtün
- Șiran
- Torul

## Provincia Hakkâri

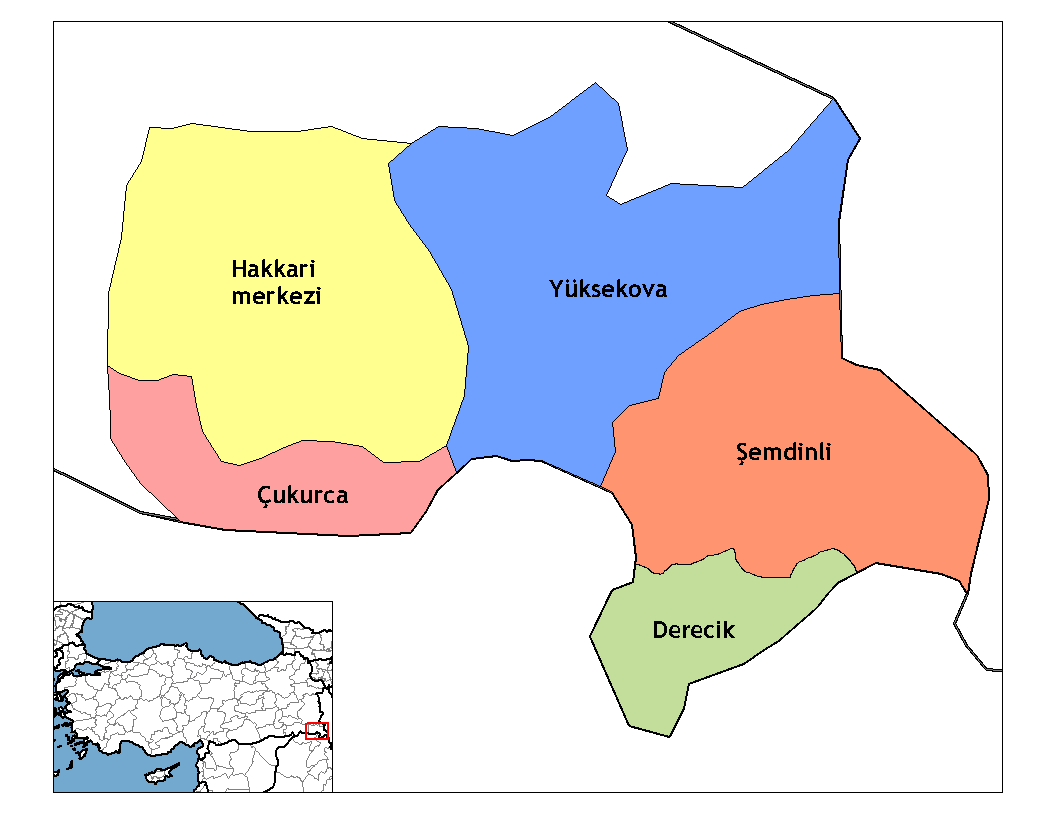
Districtele din Hakkâri

- Çukurca
- Hakkâri
- Șemdinli
- Yüksekova

## Provincia Hatay

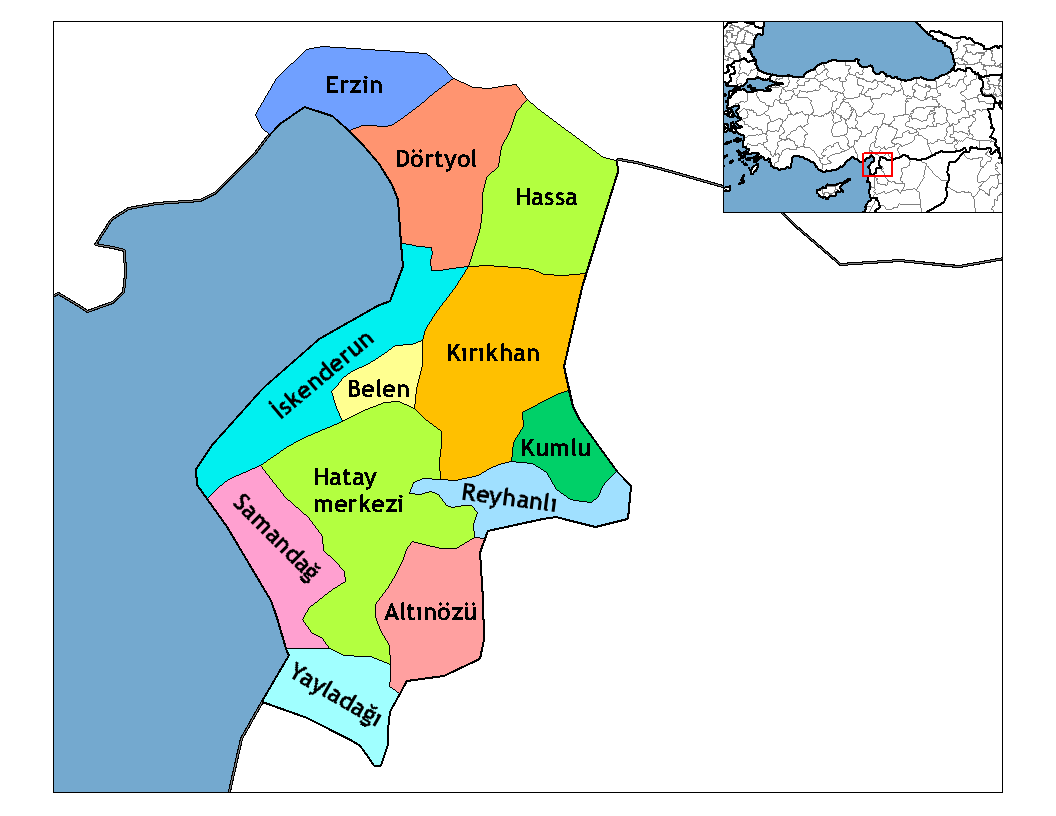
Districtele din Hatay

- Altınözü
- Antakya
- Arsuz
- Belen
- Defne
- Dörtyol
- Erzin
- Hassa
- İskenderun
- Kırıkhan
- Kumlu
- Payas
- Reyhanlı
- Samandağ
- Yayladağı

## Provincia Iğdır

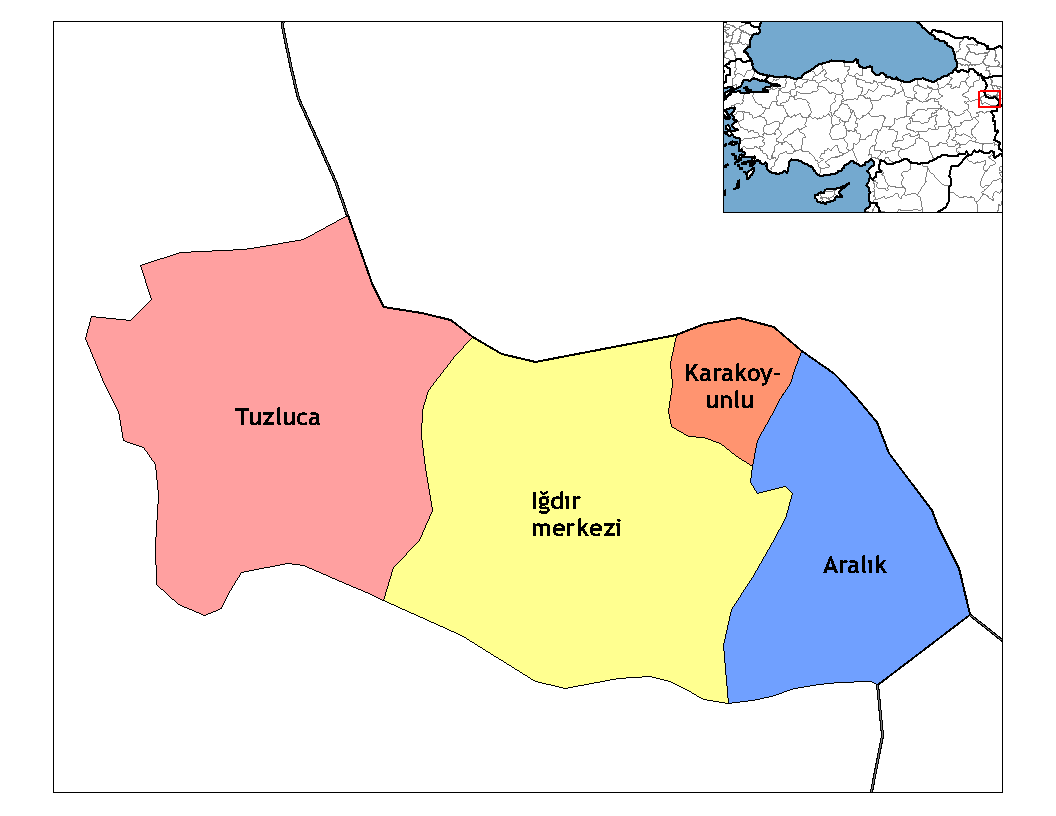
Districtele din Iğdır

- Aralık
- Iğdır
- Karakoyunlu
- Tuzluca

## Provincia Isparta

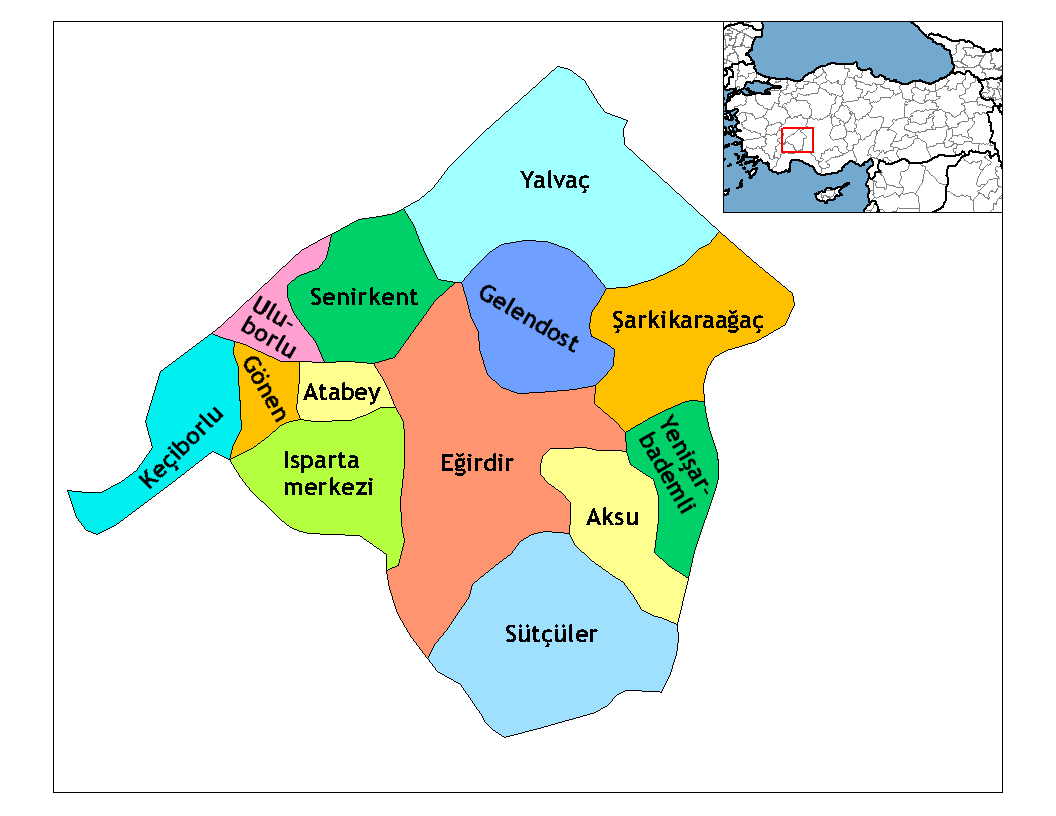
Districtele din Isparta

- Aksu
- Atabey
- Eğirdir
- Gelendost
- Gönen
- Isparta
- Keçiborlu
- Șarkikaraağaç
- Senirkent
- Sütçüler
- Uluborlu
- Yalvaç
- Yenișarbademli

## Provincia İstanbul

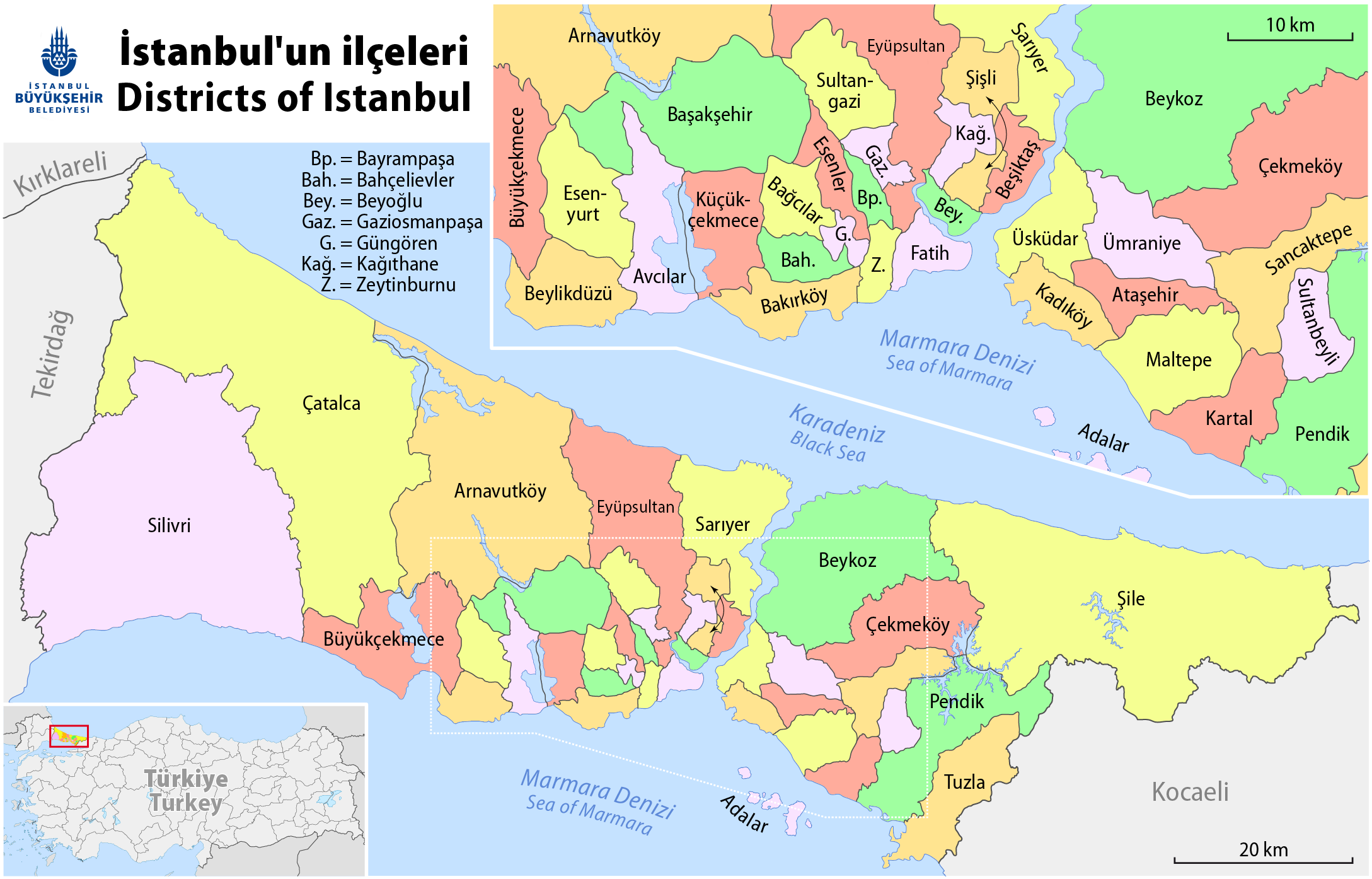
Districtele din İstanbul

| - Adalar - Arnavutköy - Ataşehir - Avcılar - Bağcılar - Bahçelievler - Bakırköy - Bayrampaşa - Başakşehir - Beşiktaş - Beykoz - Beylikdüzü - Beyoğlu - Büyükçekmece - Çatalca - Çekmeköy - Esenler - Esenyurt - Eyüp - Fatih - Gaziosmanpaşa | - Güngören - Kadıköy - Kağıthane - Kartal - Küçükçekmece - Maltepe - Pendik - Sancaktepe - Sarıyer - Şile - Silivri - Şişli - Sultanbeyli - Sultangazi - Tuzla - Ümraniye - Üsküdar - Zeytinburnu |

## Provincia İzmir

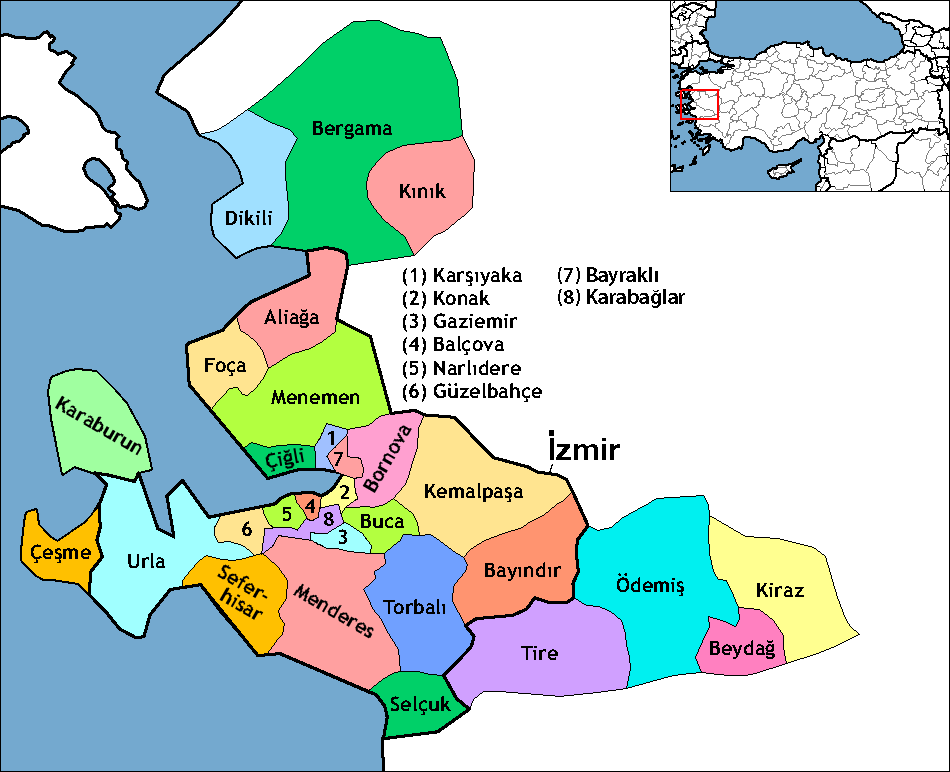
Districtele din İzmir

| - Aliağa - Balçova - Bayındır - Bayraklı - Bergama - Beydağ - Bornova - Buca - Çeşme - Çiğli - Dikili - Foça - Gaziemir - Güzelbahçe - Karabağlar - Karaburun | - Karşıyaka - Kemalpaşa - Kınık - Kiraz - Konak - Menderes - Menemen - Narlidere - Ödemiş - Seferihisar - Selçuk - Tire - Torbalı - Urla |

## Provincia Kahramanmaraș

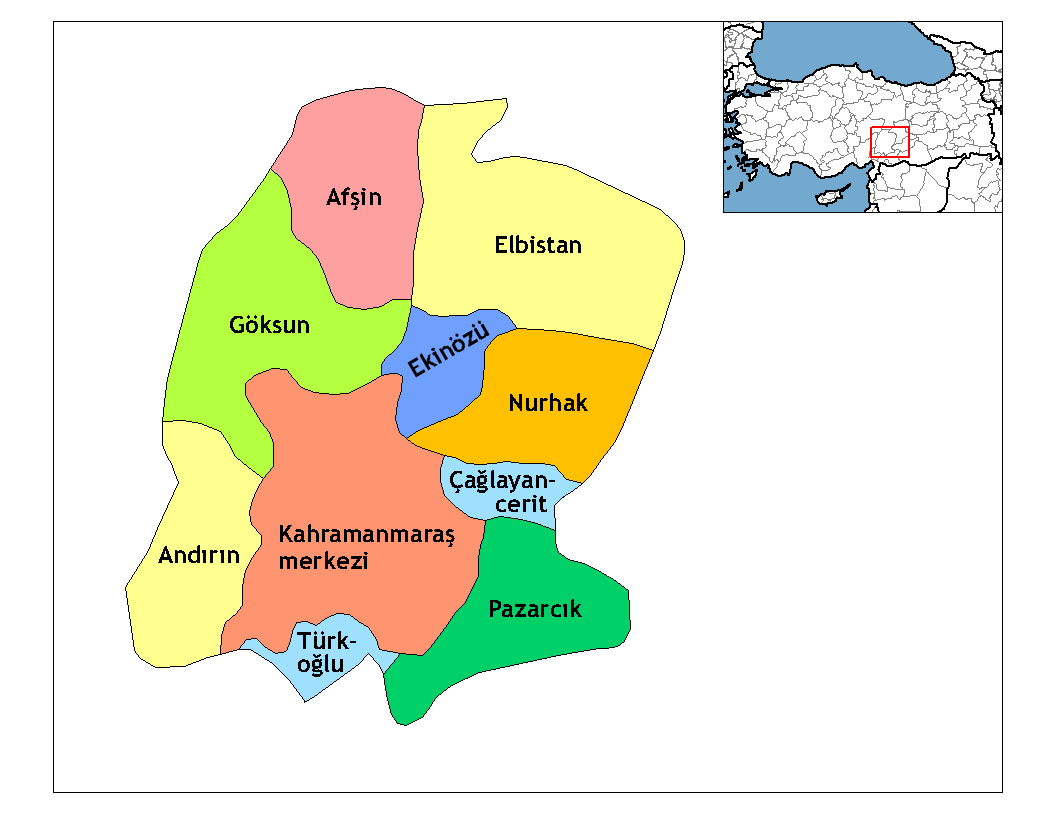
Districtele din Kahramanmaraș

- Afșin
- Andırın
- Çağlayancerit
- Dulkadiroğlu
- Ekinözü
- Elbistan
- Göksun
- Nurhak
- Onikișubat
- Pazarcık
- Türkoğlu

## Provincia Karabük

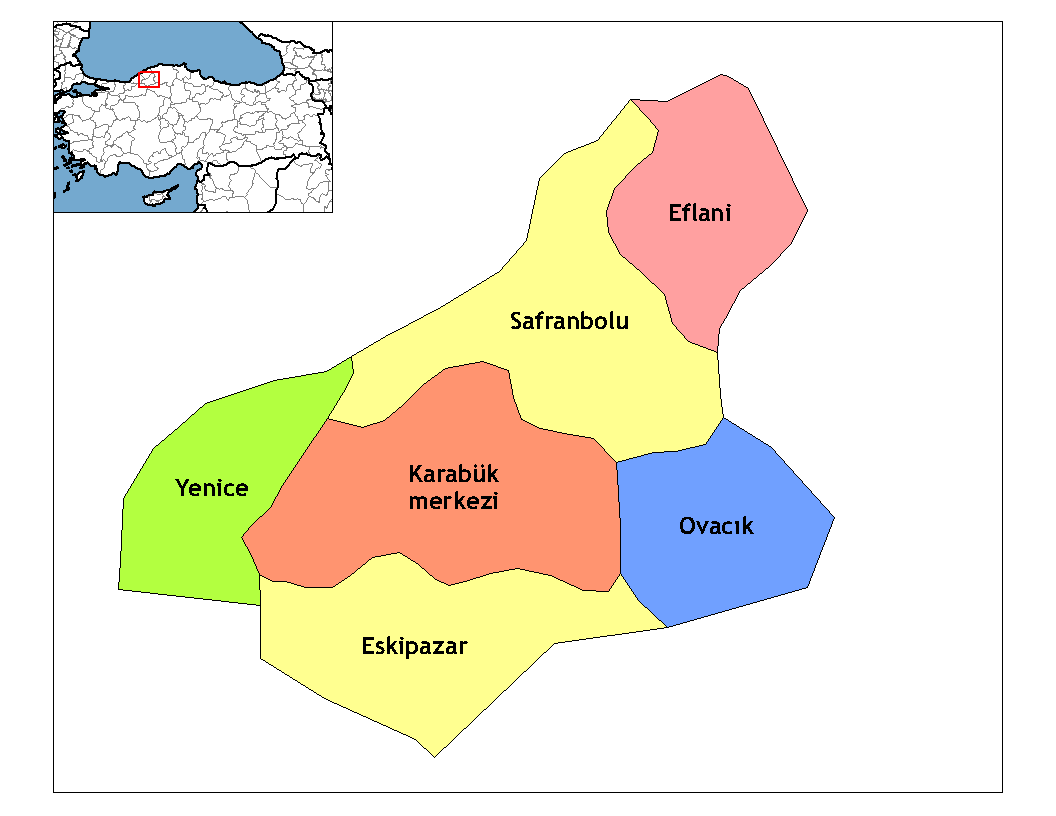
Districtele din Karabük

- Eflani
- Eskipazar
- Karabük
- Ovacık
- Safranbolu
- Yenice

## Provincia Karaman

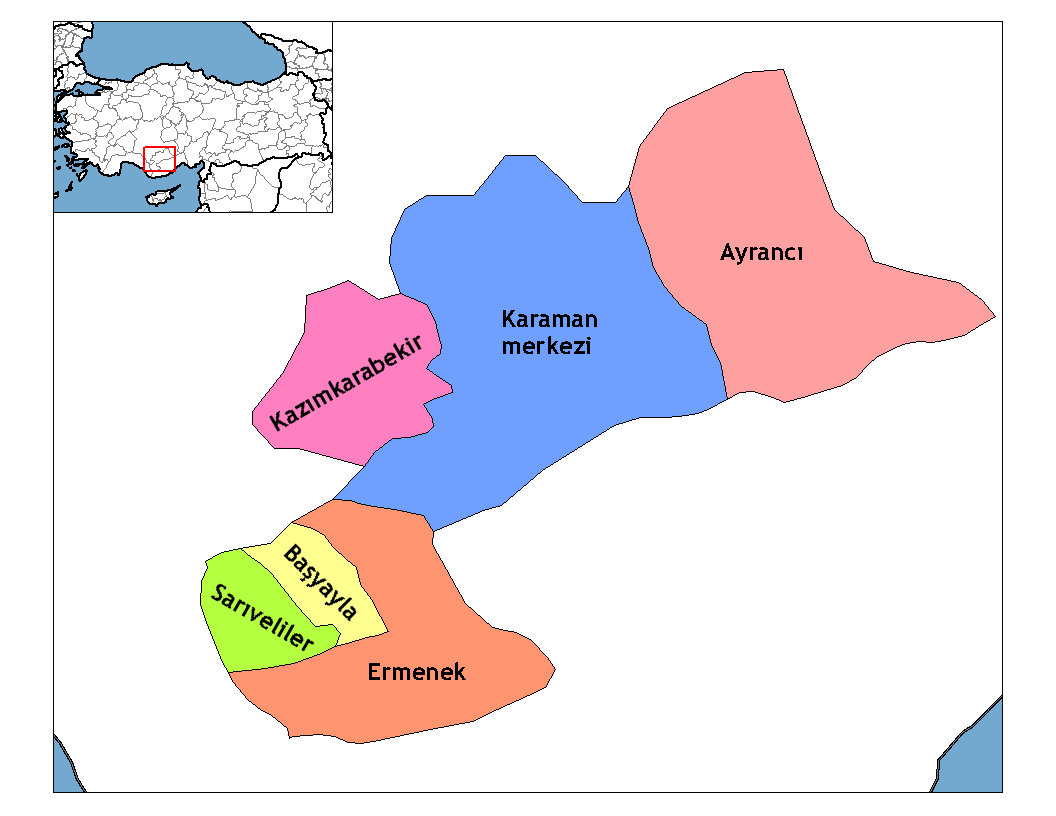
Districtele din Karaman

- Ayrancı
- Bașyayla
- Ermenek
- Karaman
- Kazımkarabekir
- Sarıveliler

## Provincia Kars

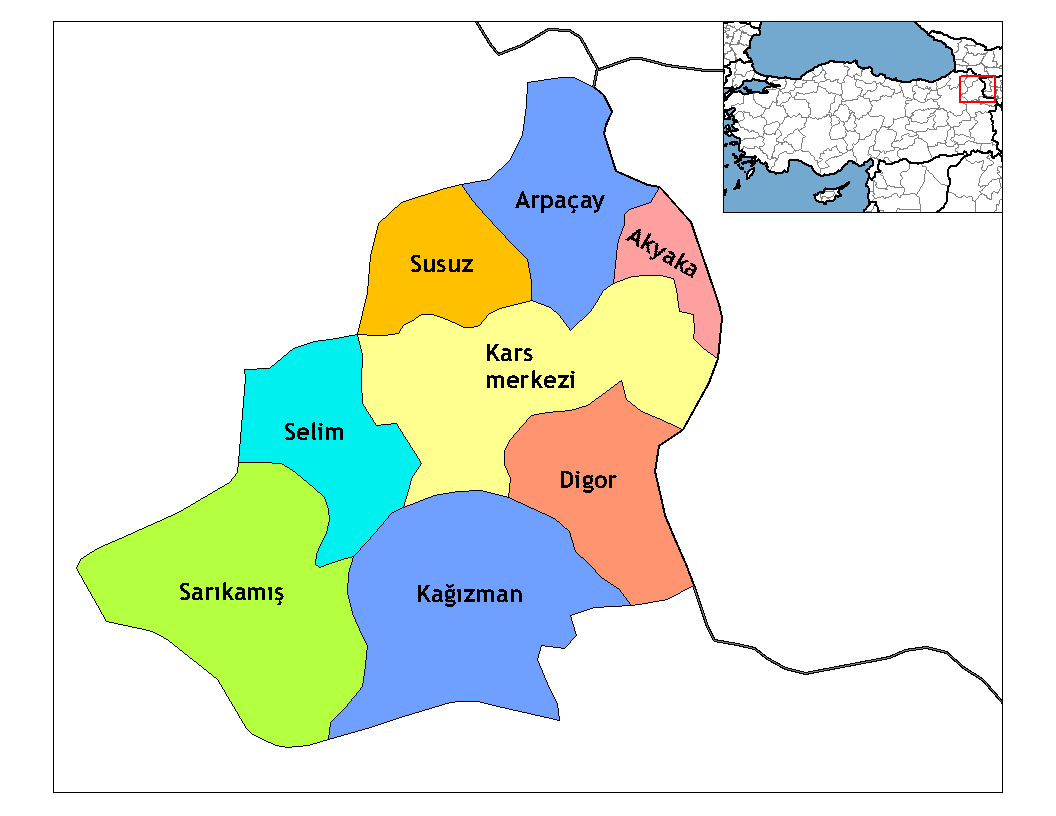
Districtele din Kars

- Akyaka
- Arpaçay
- Digor
- Kağızman
- Kars
- Sarıkamıș
- Selim
- Susuz

## Provincia Kastamonu

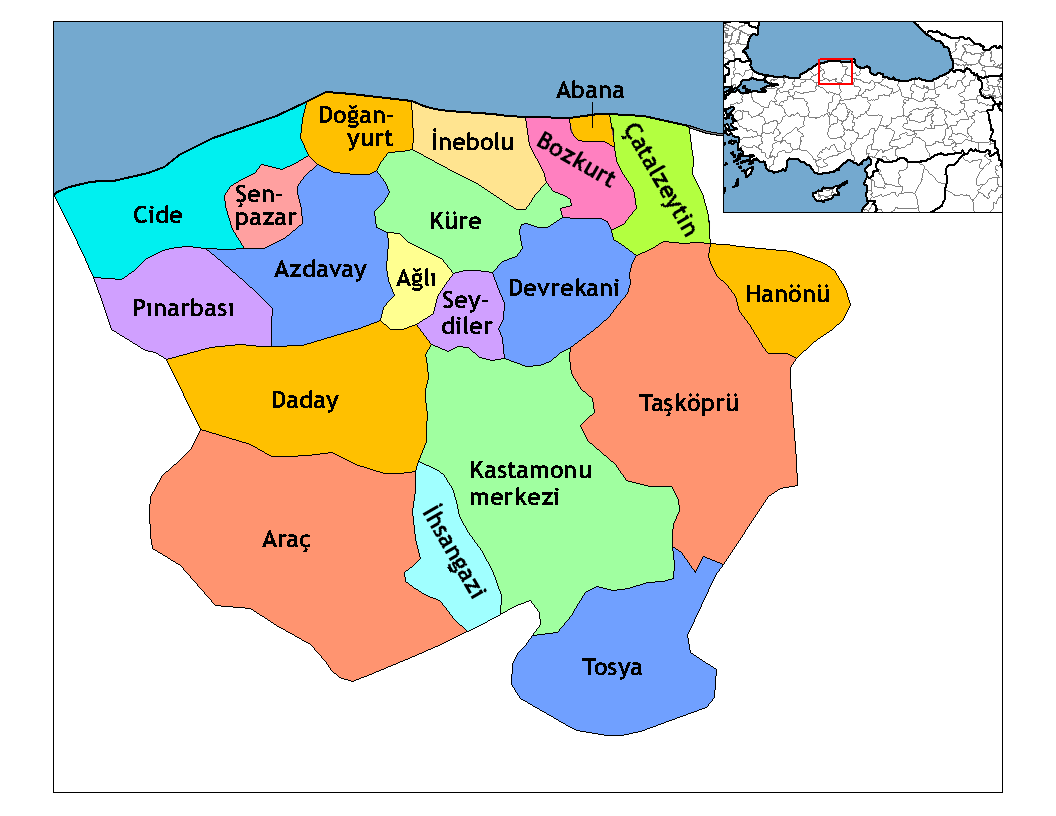
Districtele din Kastamonu

| - Abana - Ağlı - Araç - Azdavay - Bozkurt - Çatalzeytin - Cide - Daday - Devrekani - Doğanyurt | - Hanönü - İhsangazi - İnebolu - Kastamonu - Küre - Pınarbaşı - Şenpazar - Seydiler - Taşköprü - Tosya |

## Provincia Kayseri

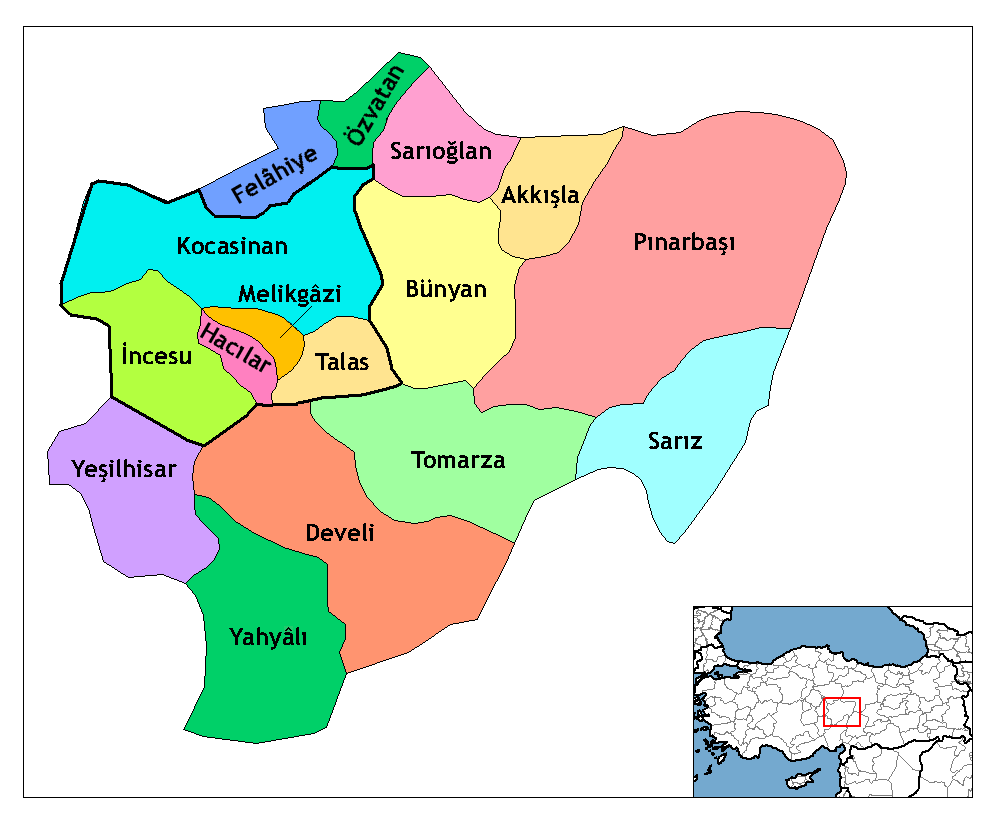
Districtele din Kayseri

| - Akkışla - Bünyan - Develi - Felahiye - Hacılar - İncesu - Kocasinan - Melikgazi | - Özvatan - Pınarbaşı - Sarıoğlan - Sarız - Talas - Tomarza - Yahyalı - Yeşilhisar |

## Provincia Kırıkkale

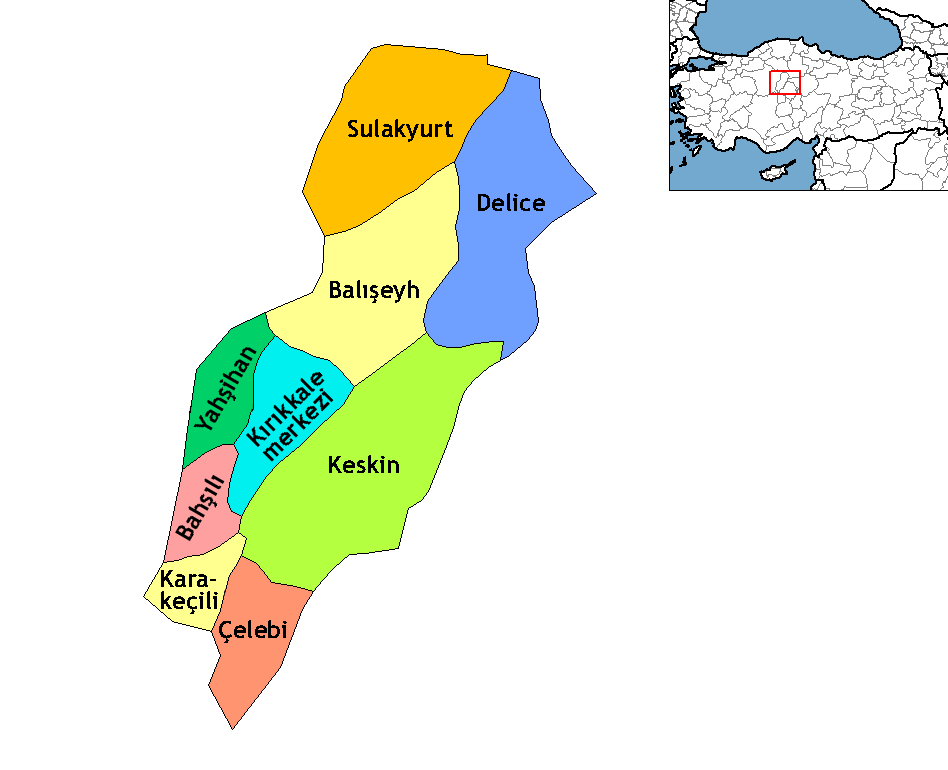
Districtele din Kırıkkale

- Bahșılı
- Balıșeyh
- Çelebi
- Delice
- Karakeçili
- Keskin
- Kırıkkale
- Sulakyurt
- Yahșihan

## Provincia Kırklareli

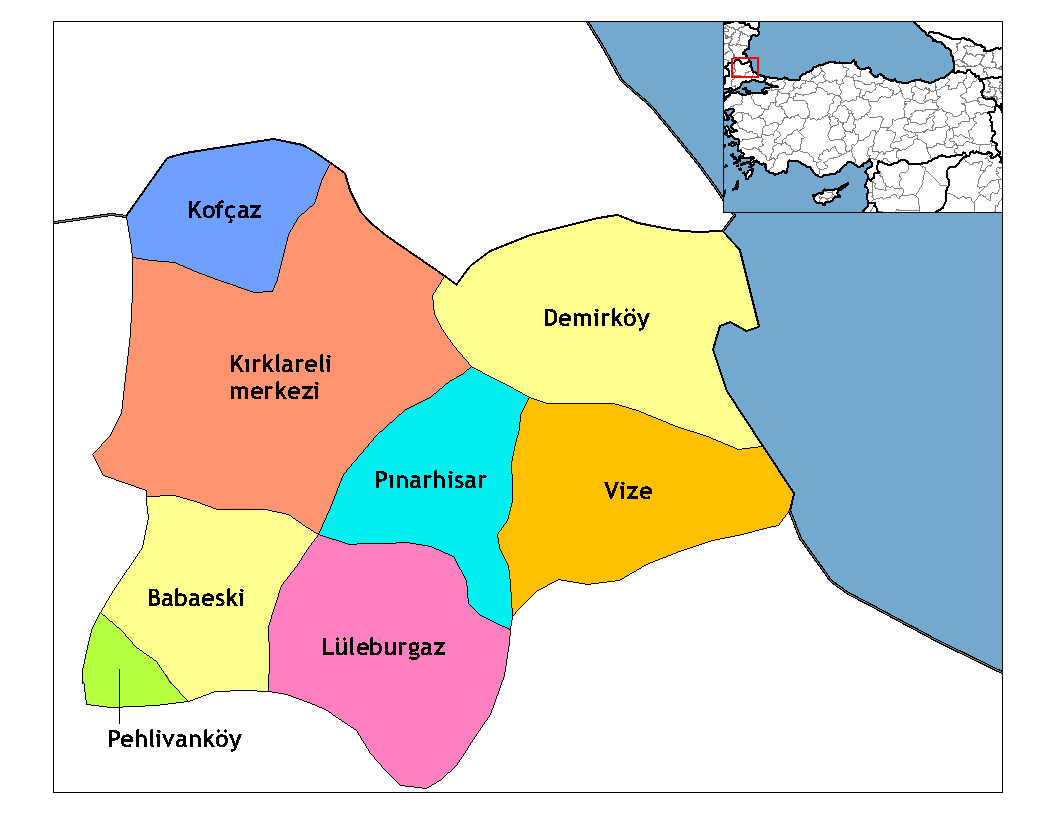
Districtele din Kırklareli

- Babaeski
- Demirköy
- Kırklareli
- Kofçaz
- Lüleburgaz
- Pehlivanköy
- Pınarhisar
- Vize

## Provincia Kırșehir

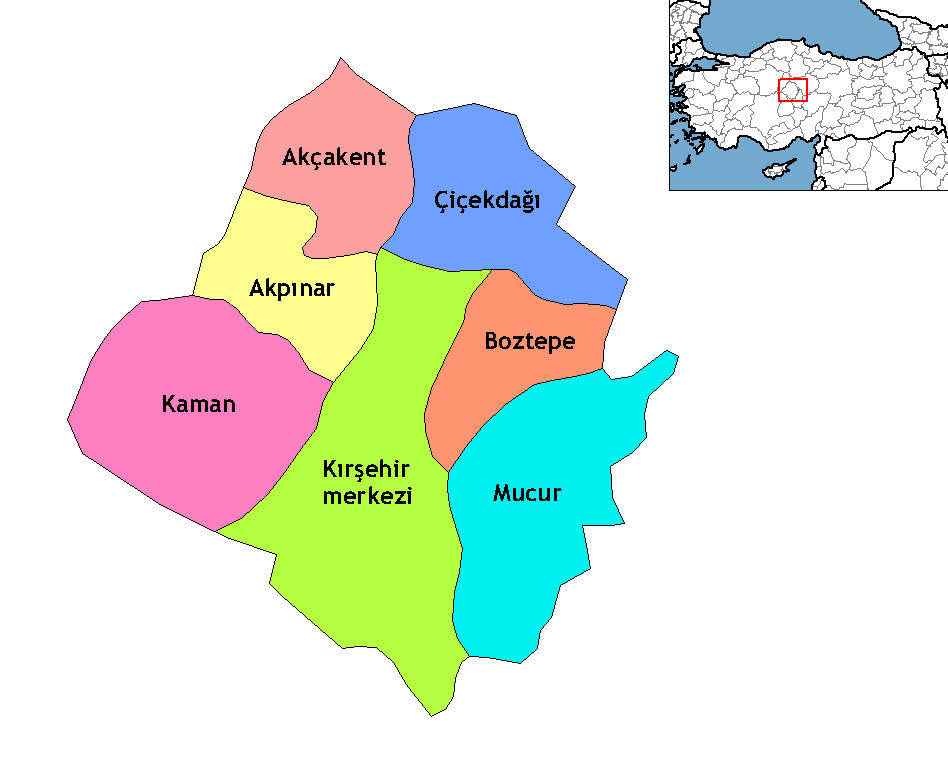
Districtele din Kırșehir

- Akçakent
- Akpınar
- Boztepe
- Çiçekdağı
- Kaman
- Kırșehir
- Mucur

## Provincia Kilis
Format:Kilis, Turkey Labelled Map

- Elbeyli
- Kilis
- Musabeyli
- Polateli

## Provincia Kocaeli

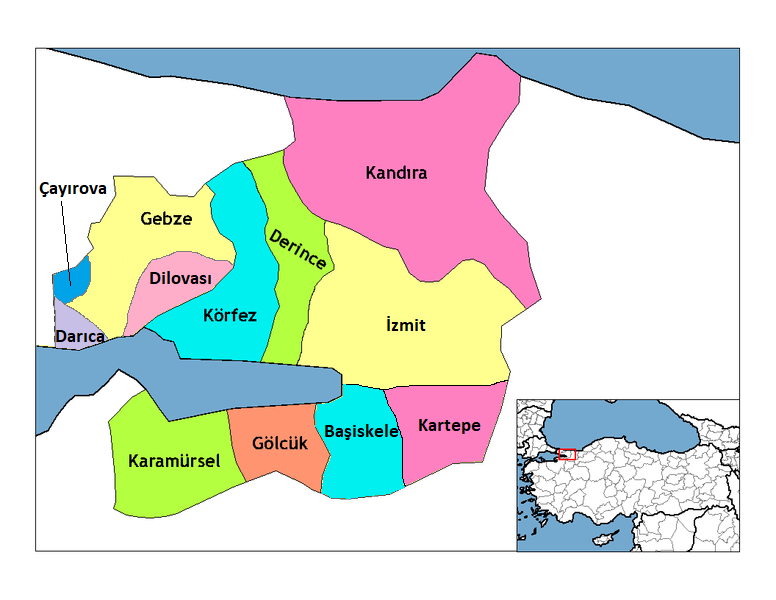
Districtele din Kocaeli

- Bașiskele
- Çayırova
- Darıca
- Dilovası
- Derince
- Gebze
- Gölcük
- İzmit
- Kandıra
- Kartepe
- Karamürsel
- Körfez

## Provincia Konya

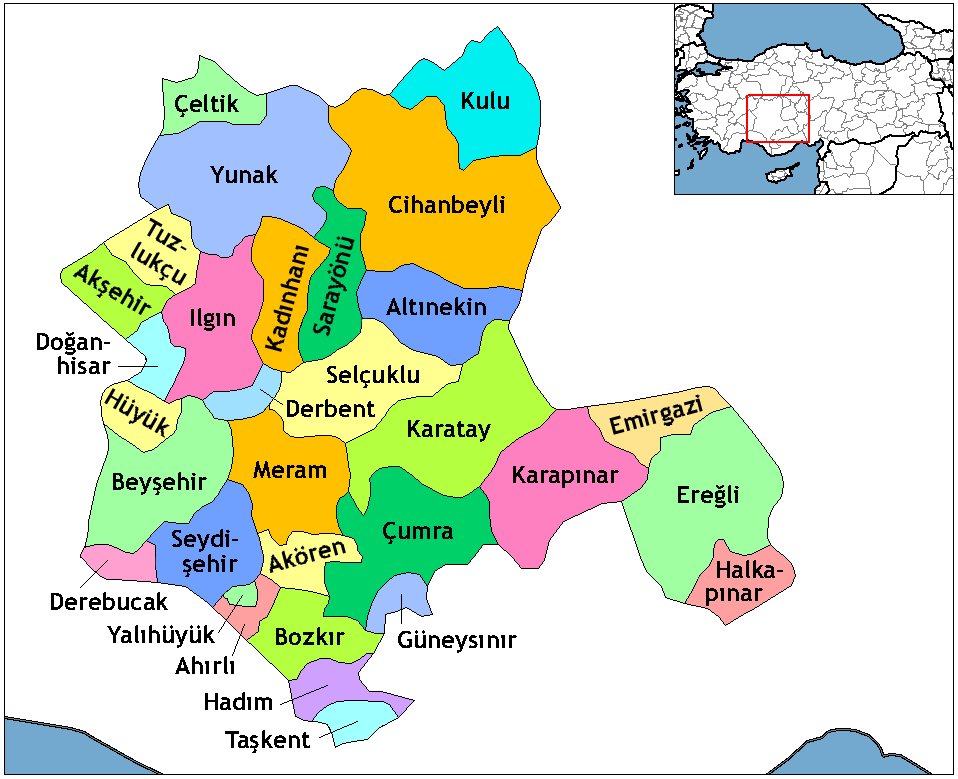
Districtele din Konya

| - Ahırlı - Akören - Akşehir - Altınekin - Beyşehir - Bozkır - Çeltik - Cihanbeyli - Çumra - Derbent - Derebucak - Doğanhisar - Emirgazi - Ereğli - Güneysınır - Hadım | - Halkapınar - Hüyük - Ilgın - Kadınhanı - Karapınar - Karatay - Kulu - Meram - Sarayönü - Selçuklu - Seydişehir - Taşkent - Tuzlukçu - Yalıhüyük - Yeniceoba - Yunak |

## Provincia Kütahya

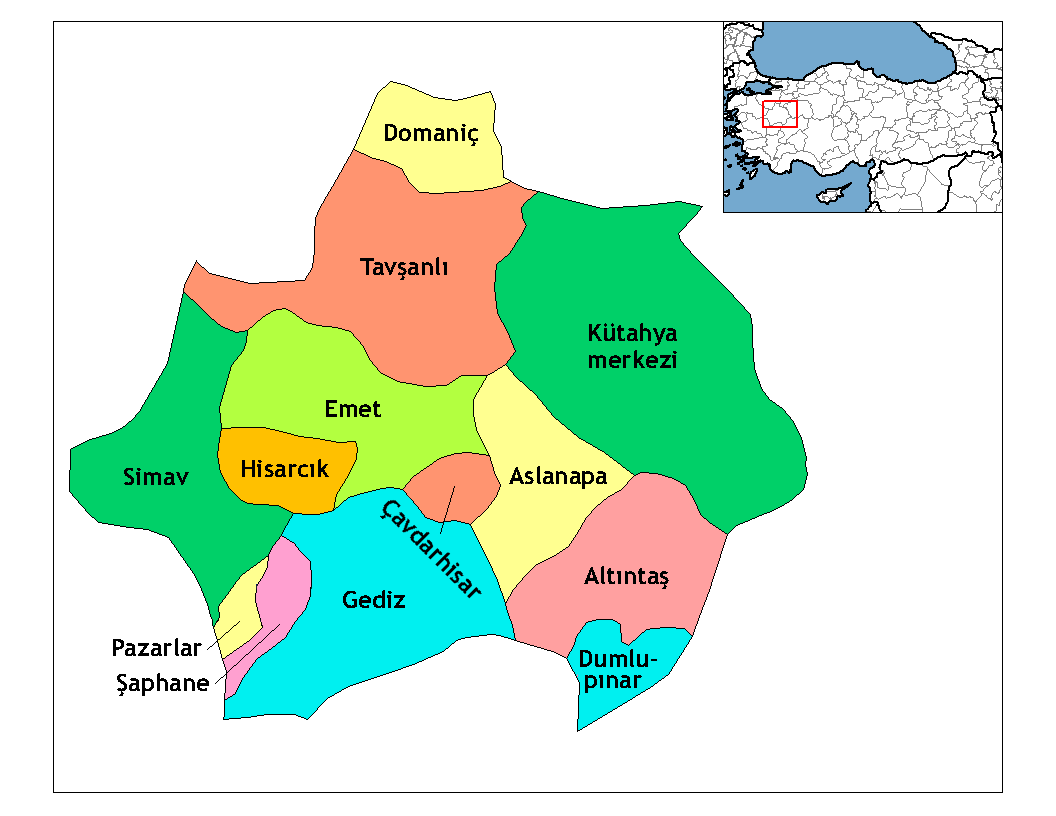
Districtele din Kütahya

- Altıntaș
- Aslanapa
- Çavdarhisar
- Domaniç
- Dumlupınar
- Emet
- Gediz
- Hisarcık
- Kütahya
- Pazarlar
- Șaphane
- Simav
- Tavșanlı

## Provincia Malatya

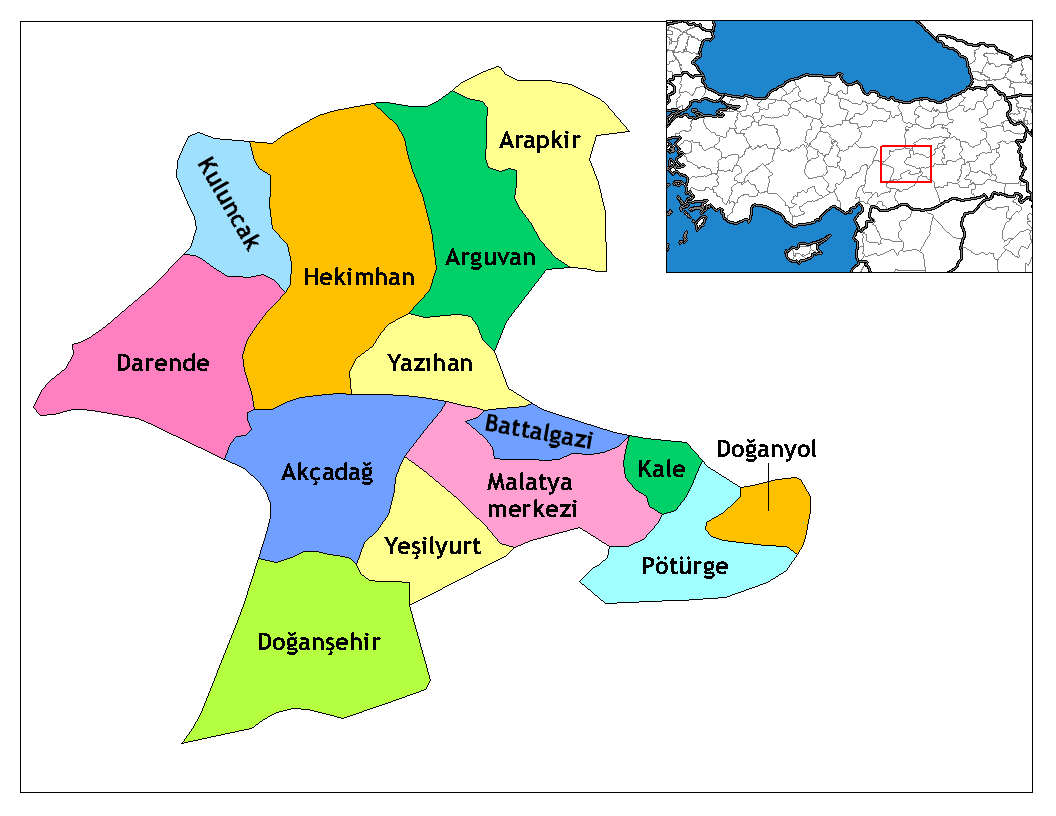
Districtele din Malatya

- Akçadağ
- Arapgir
- Arguvan
- Battalgazi
- Darende
- Doğanșehir
- Doğanyol
- Hekimhan
- Kale
- Kuluncak
- Pötürge
- Yazıhan
- Yeșilyurt

## Provincia Manisa

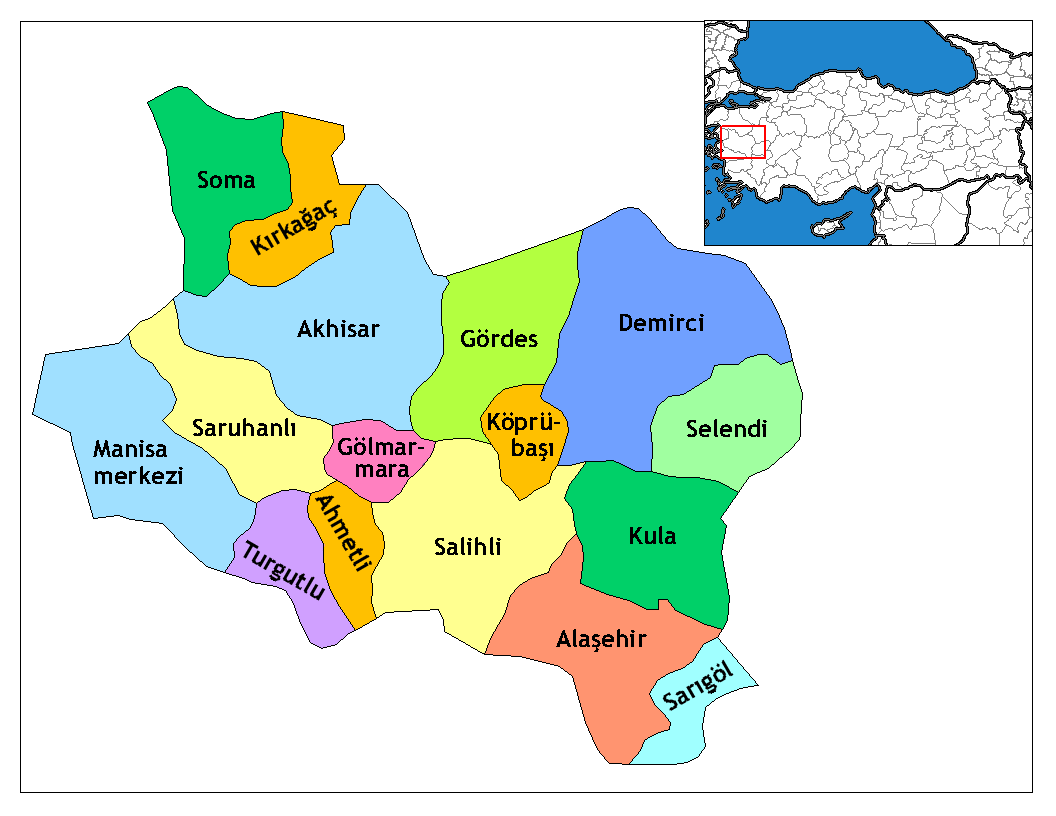
Districtele din Manisa

- Ahmetli
- Akhisar
- Alașehir
- Demirci
- Gölmarmara
- Gördes
- Kırkağaç
- Köprübașı
- Kula
- Salihli
- Sarıgöl
- Saruhanlı
- Selendi
- Soma
- Șehzadeler
- Turgutlu
- Yunusemre

## Provincia Mardin

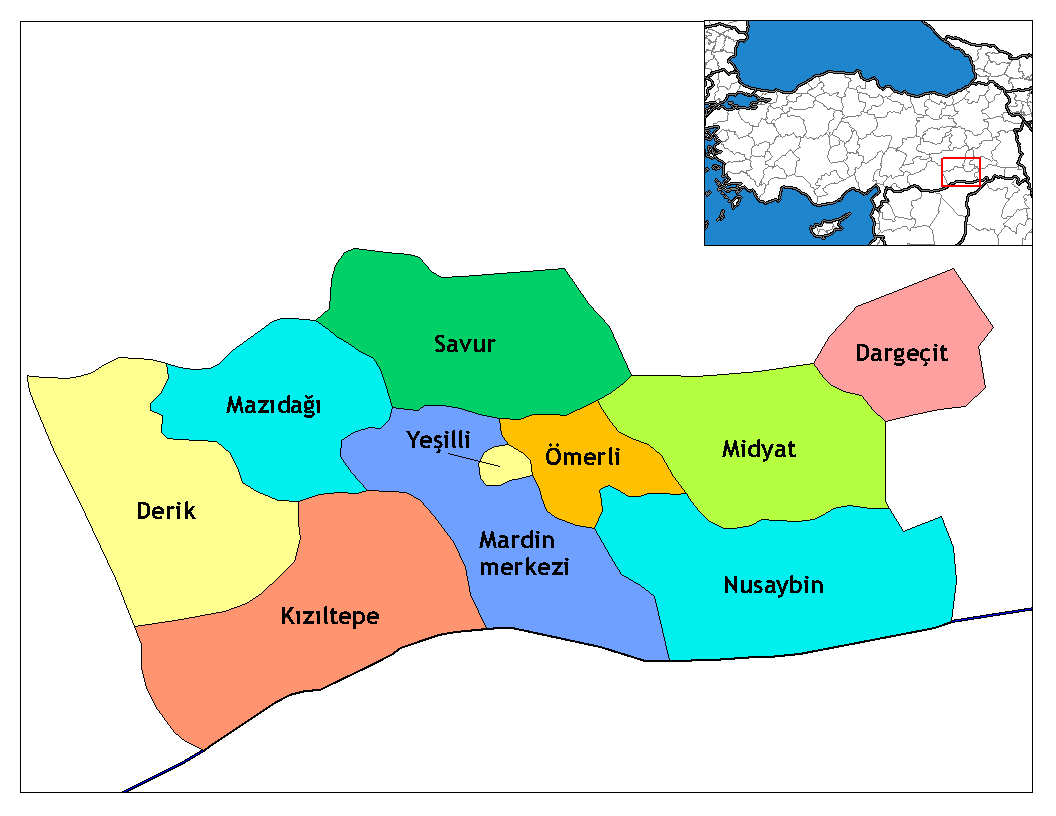
Districtele din Mardin

- Artuklu
- Dargeçit
- Derik
- Kızıltepe
- Mazıdağı
- Midyat
- Nusaybin
- Ömerli
- Savur
- Yeșilli

## Provincia Mersin

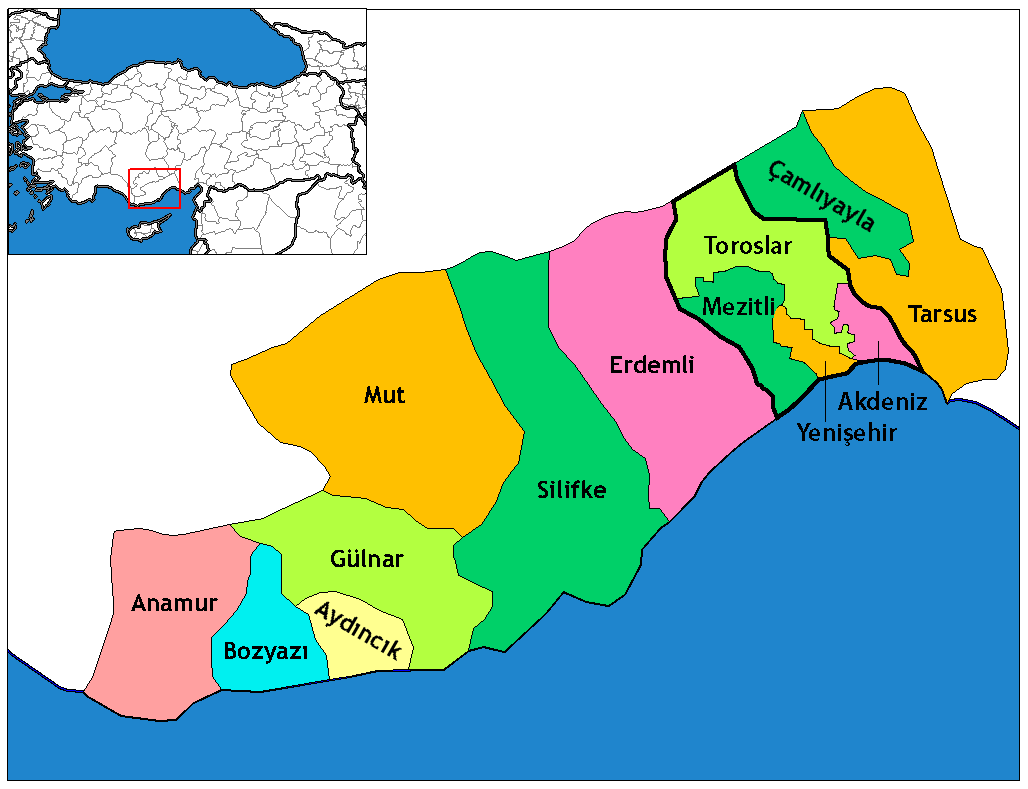
Districtele din Mersin

- Anamur
- Akdeniz
- Aydıncık
- Bozyazı
- Çamlıyayla
- Erdemli
- Gülnar
- Mezitli
- Mut
- Silifke
- Tarsus
- Toroslar
- Yenișehir

## Provincia Muğla

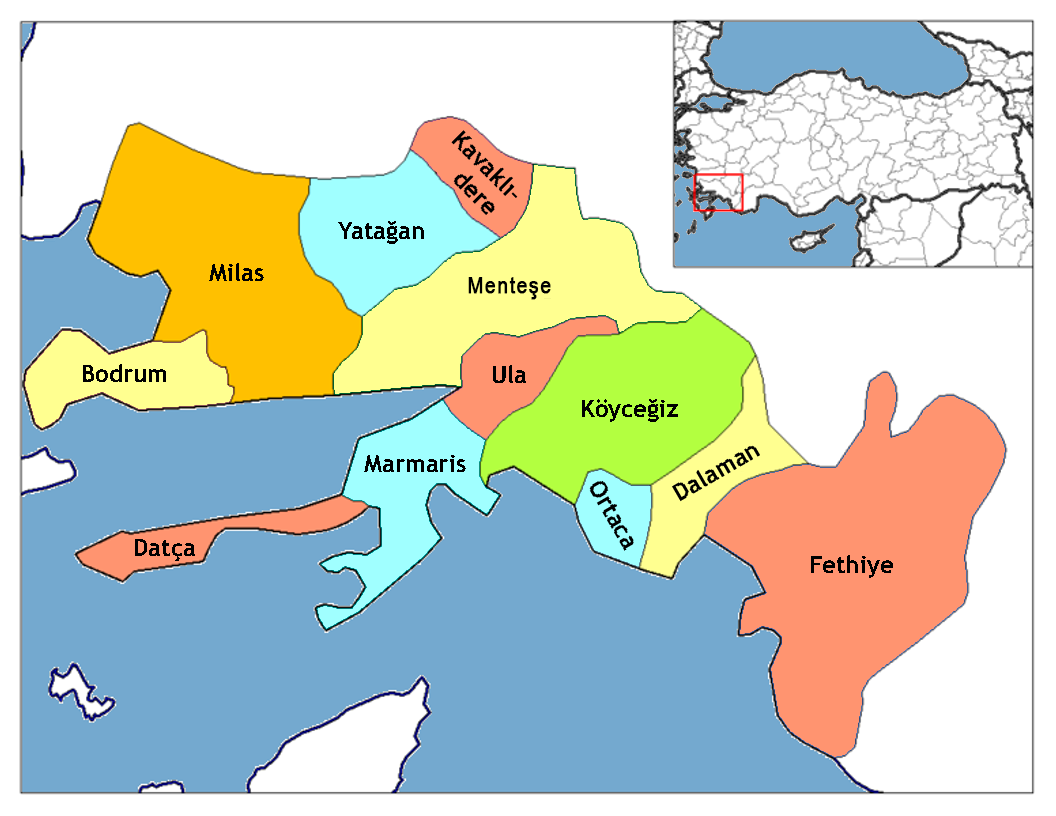
Districtele din Muğla

- Bodrum
- Dalaman
- Datça
- Fethiye
- Kavaklıdere
- Köyceğiz
- Marmaris
- Menteșe
- Milas
- Ortaca
- Seydikemer
- Ula
- Yatağan

## Provincia Muș

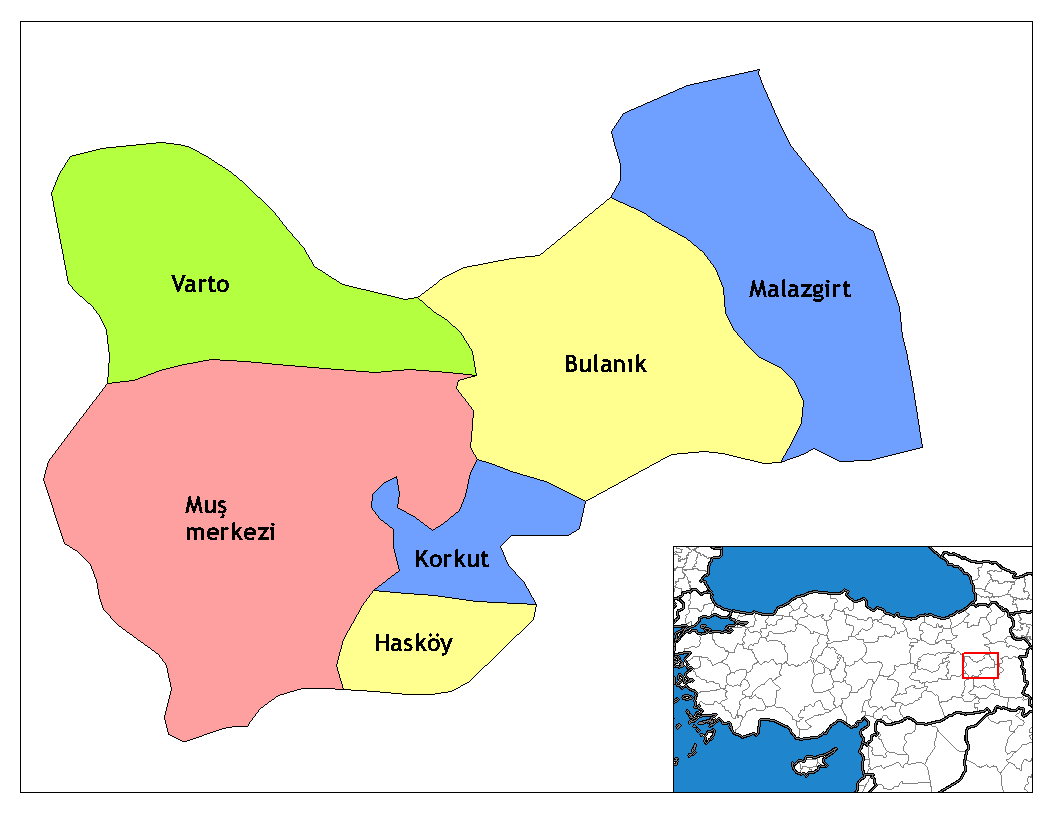
Districtele din Muș

- Bulanık
- Hasköy
- Korkut
- Malazgirt
- Muș
- Varto

## Provincia Nevșehir

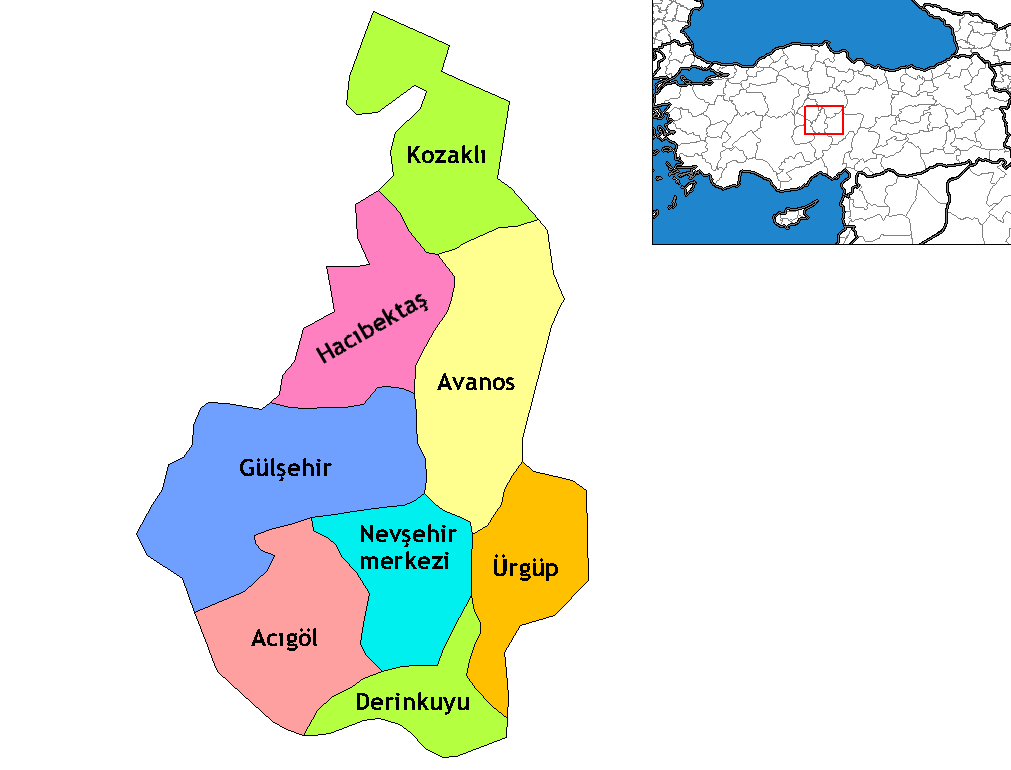
Districtele din Nevșehir

- Acıgöl
- Avanos
- Derinkuyu
- Gülșehir
- Hacıbektaș
- Kozaklı
- Nevșehir
- Ürgüp

## Provincia Niğde

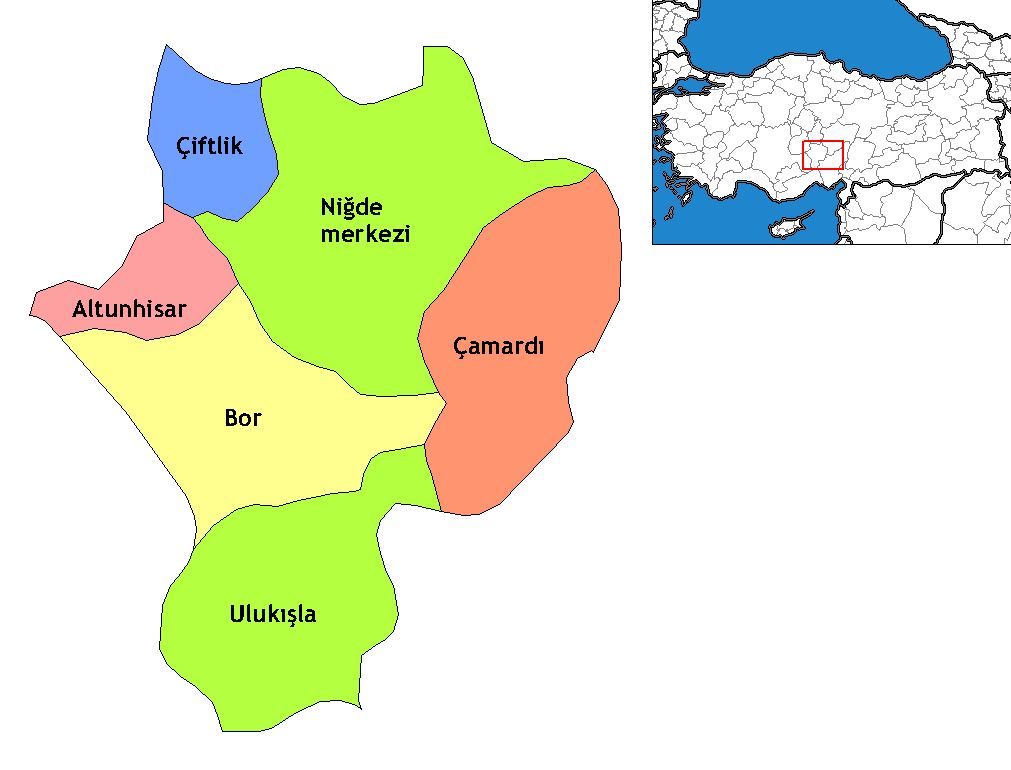
Districtele din Niğde

- Altunhisar
- Bor
- Çamardı
- Çiftlik
- Niğde
- Ulukıșla

## Provincia Ordu

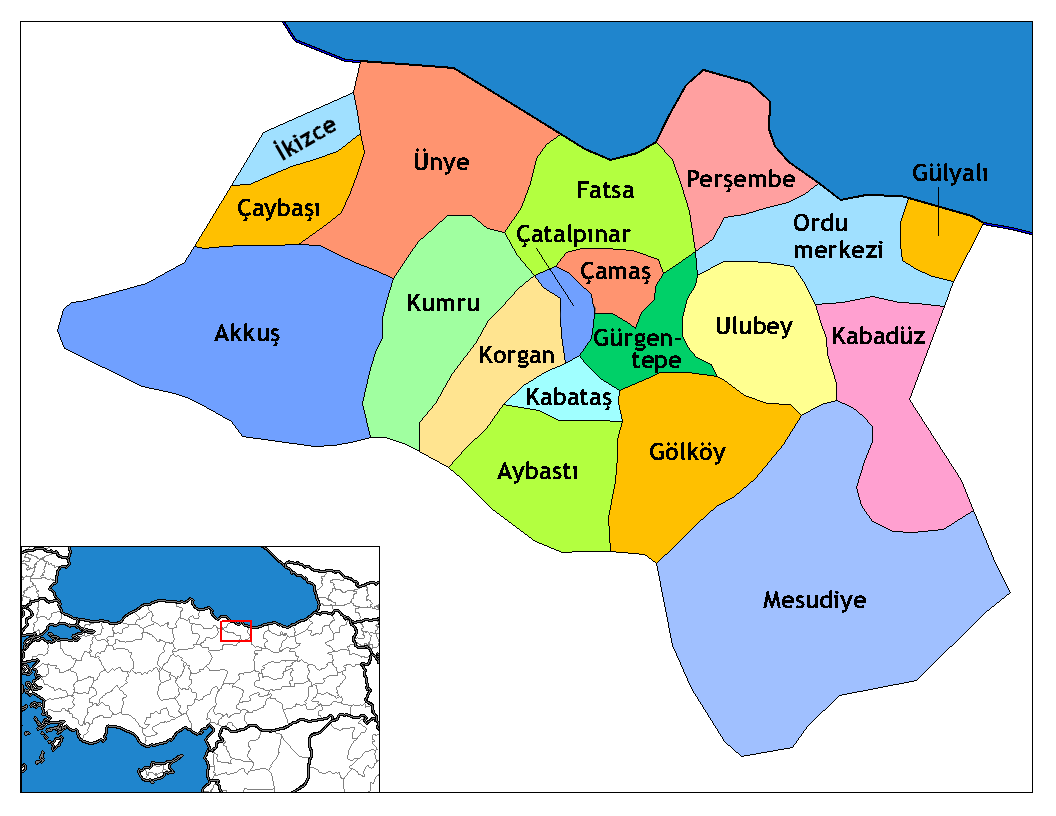
Districtele din Ordu

| - Akkuş - Altınordu - Aybastı - Çamaş - Çatalpınar - Çaybaşı - Fatsa - Gölköy - Gülyalı - Gürgentepe - İkizce | - Kabadüz - Kabataş - Korgan - Kumru - Mesudiye - Perşembe - Ulubey - Ünye |

## Provincia Osmaniye

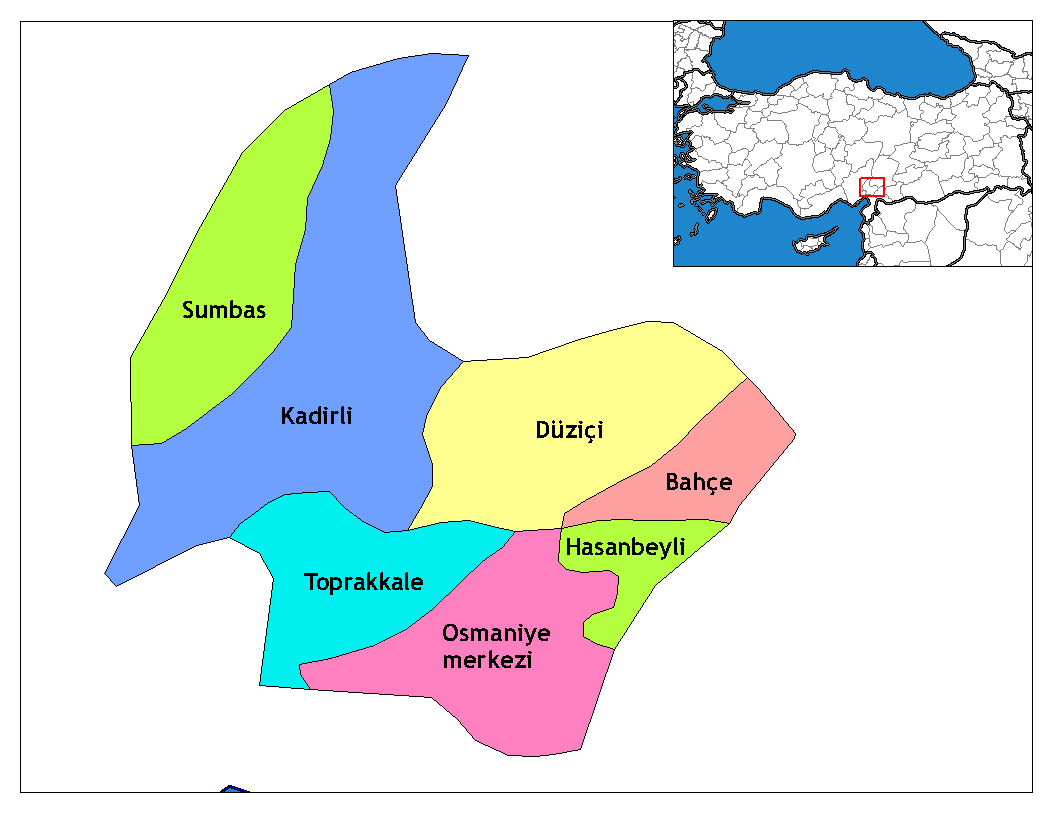
Districtele din Osmaniye

- Bahçe
- Düziçi
- Hasanbeyli
- Kadirli
- Osmaniye
- Sumbas
- Toprakkale

## Provincia Rize

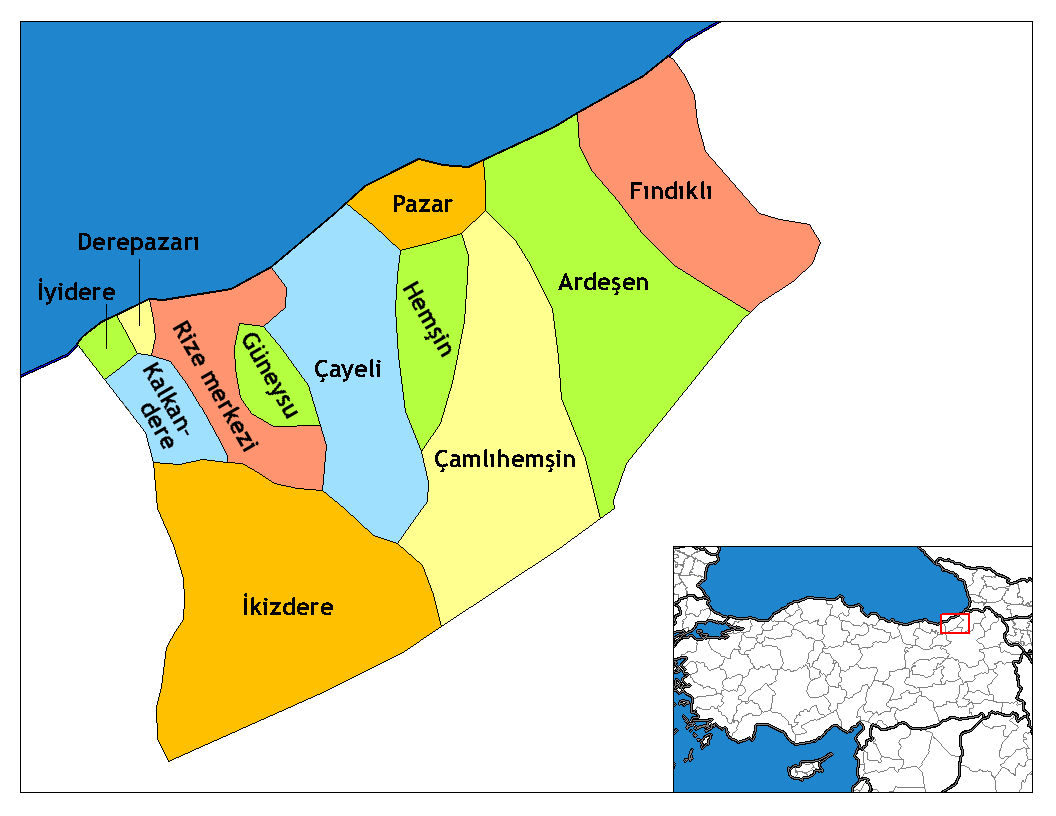
Districtele din Rize

- Ardeșen
- Çamlıhemșin
- Çayeli
- Derepazarı
- Fındıklı
- Güneysu
- Hemșin
- İkizdere
- İyidere
- Kalkandere
- Pazar
- Rize

## Provincia Sakarya

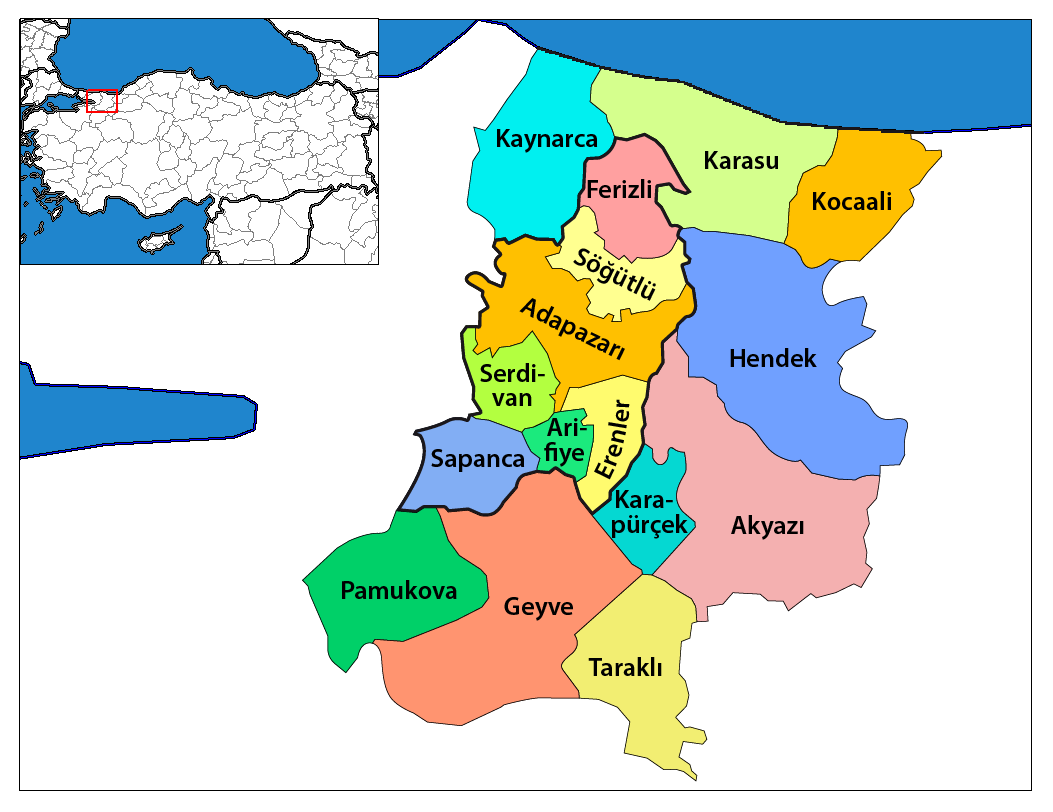
Districtele din Sakarya

- Adapazarı
- Akyazı
- Arifiye
- Erenler
- Ferizli
- Geyve
- Hendek
- Karapürçek
- Karasu
- Kaynarca
- Kocaali
- Pamukova
- Sapanca
- Serdivan
- Söğütlü
- Taraklı

## Provincia Samsun

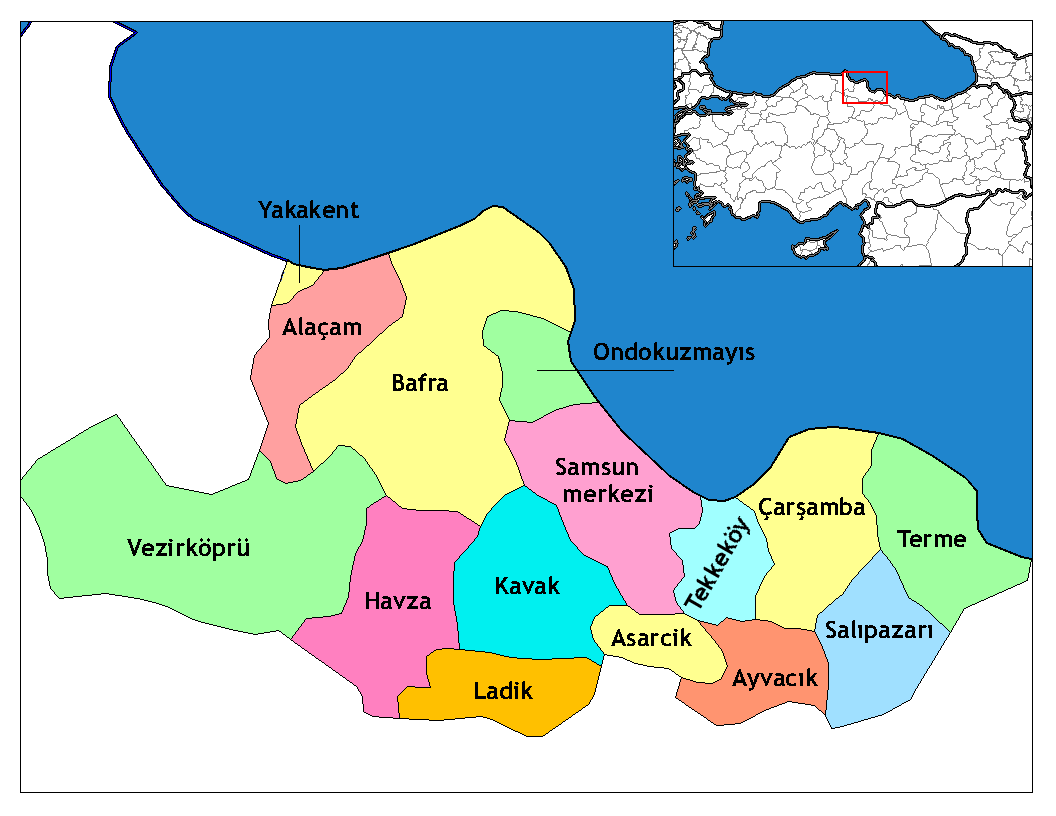
Districtele din Samsun

- Alaçam
- Asarcık
- Atakum
- Ayvacık
- Bafra
- Canik
- Çarșamba
- Havza
- İlkadım
- Kavak
- Ladik
- Ondokuz Mayıs
- Salıpazarı
- Tekkeköy
- Terme
- Vezirköprü
- Yakakent

## Provincia Șanlıurfa

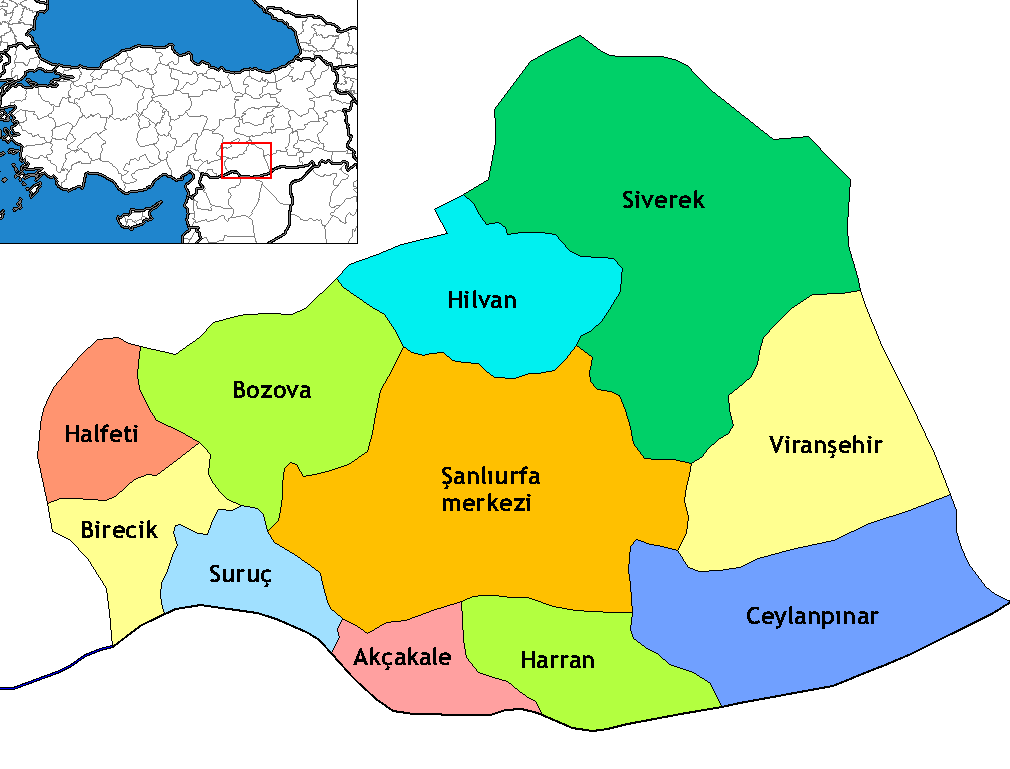
Districtele din Șanlıurfa

- Akçakale
- Birecik
- Bozova
- Ceylanpınar
- Eyyubiye
- Halfeti
- Haliliye
- Harran
- Hilvan
- Karaköprü
- Siverek
- Suruç
- Viranșehir

## Provincia Siirt

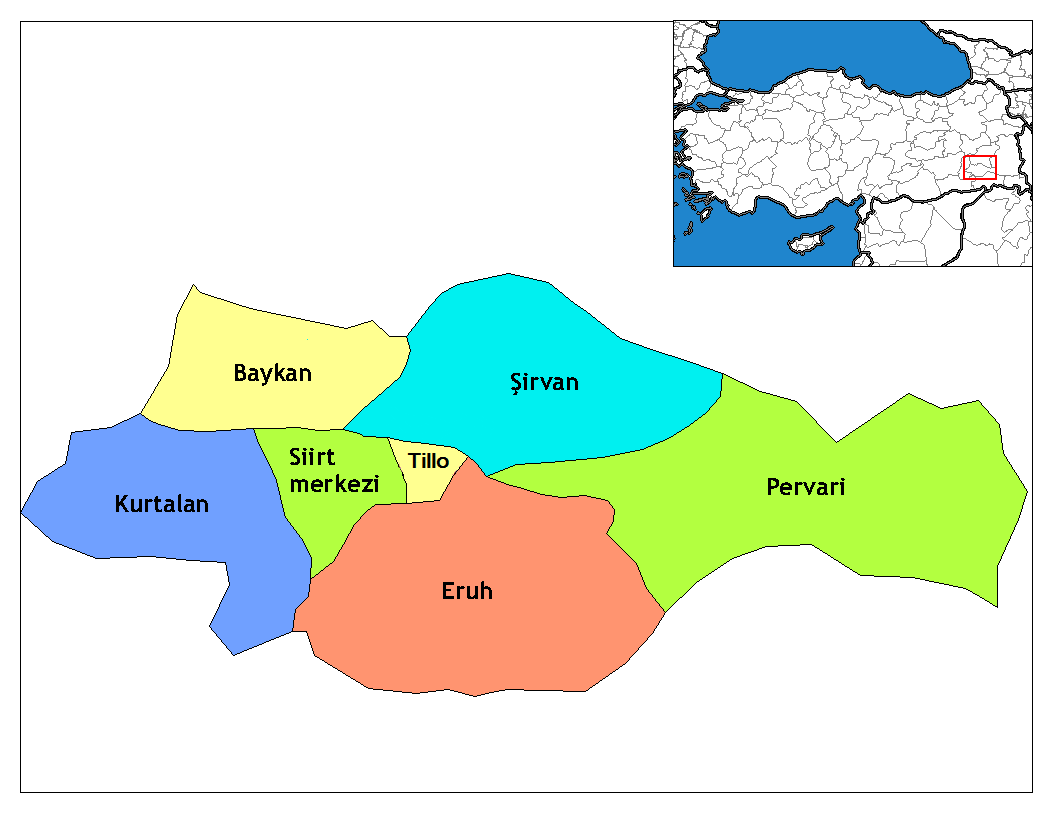
Districtele din Siirt

- Aydınlar
- Baykan
- Eruh
- Kurtalan
- Pervari
- Siirt
- Șirvan

## Provincia Sinop

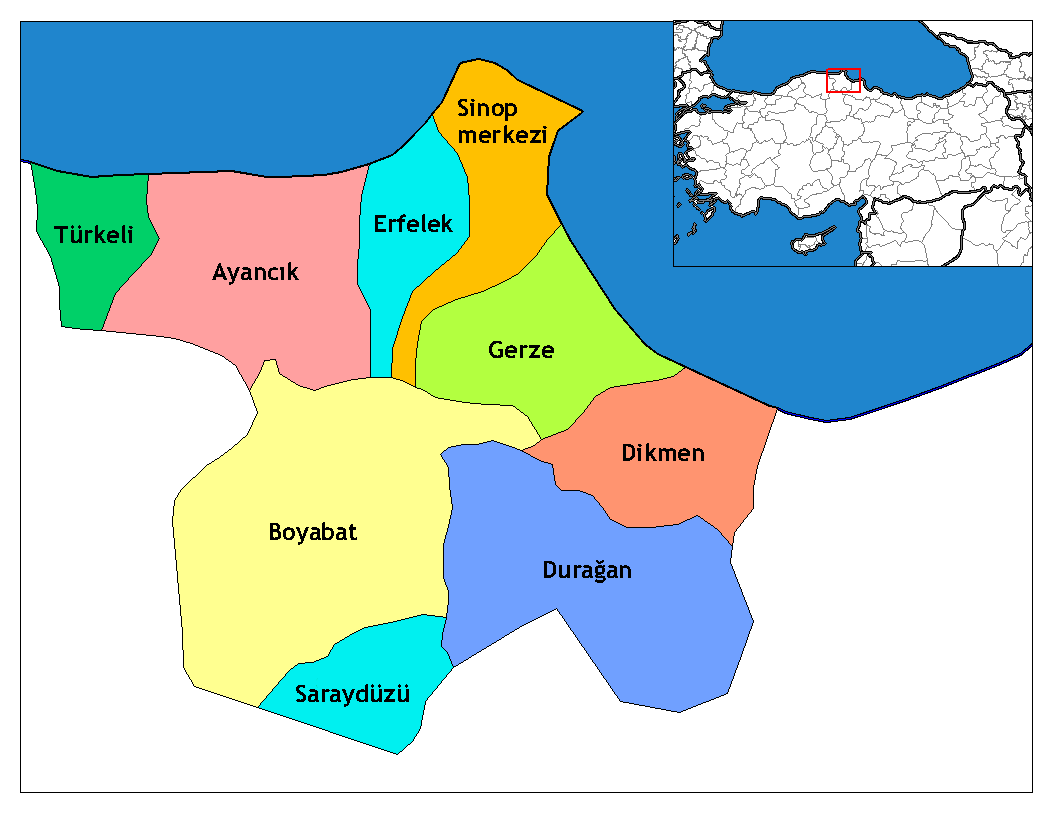
Districtele din Sinop

- Ayancık
- Boyabat
- Dikmen
- Durağan
- Erfelek
- Gerze
- Saraydüzü
- Sinop
- Türkeli

## Provincia Șırnak

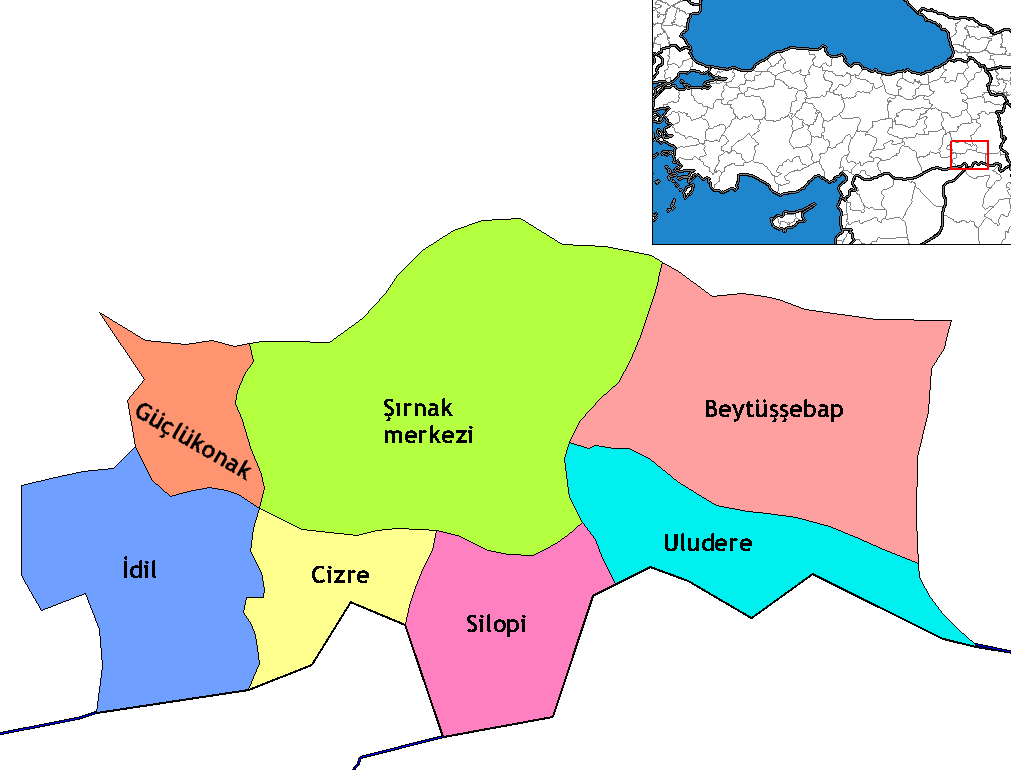
Districtele din Șırnak

- Beytüșșebap
- Cizre
- Güçlükonak
- İdil
- Silopi
- Șırnak
- Uludere

## Provincia Sivas

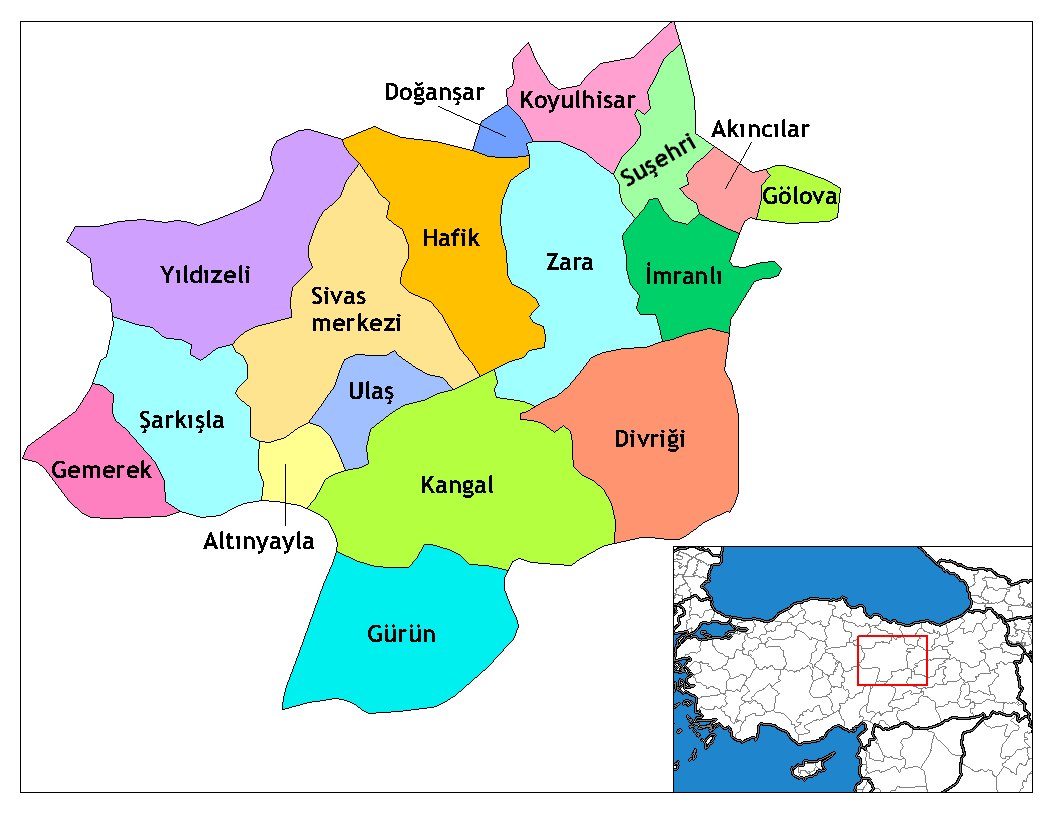
Districtele din Sivas

- Akıncılar
- Altınyayla
- Divriği
- Doğanșar
- Gemerek
- Gölova
- Gürün
- Hafik
- İmranlı
- Kangal
- Koyulhisar
- Șarkıșla
- Sivas
- Sușehri
- Ulaș
- Yıldızeli
- Zara

## Provincia Tekirdağ

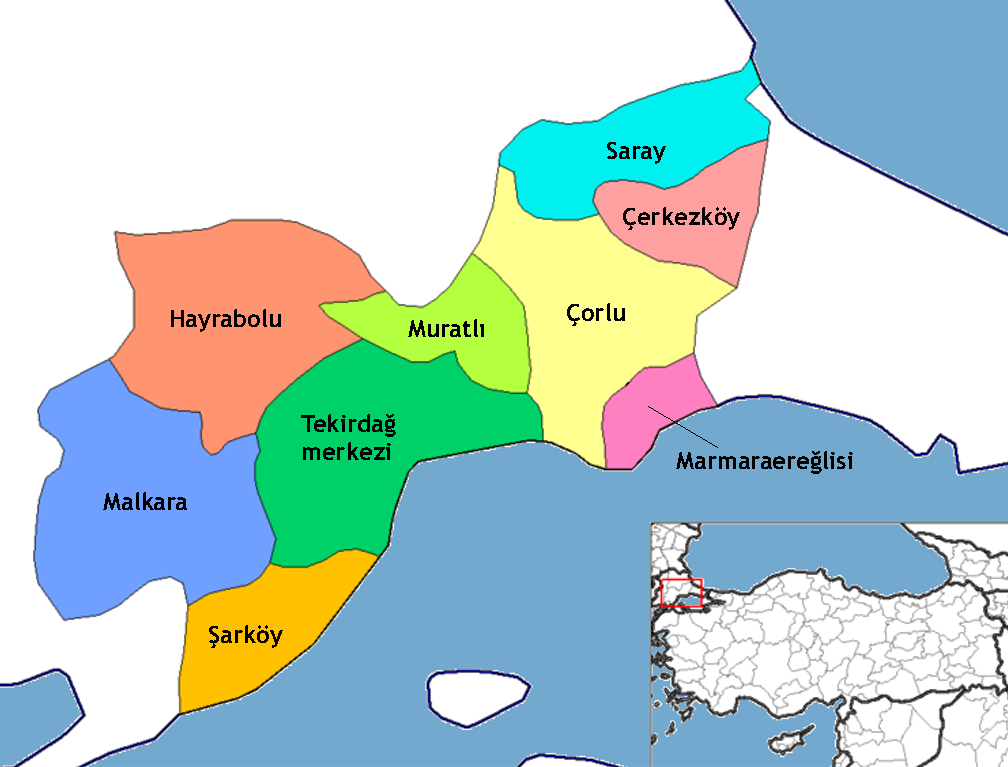
Districtele din Tekirdağ

- Çerkezköy
- Çorlu
- Ergene
- Hayrabolu
- Kapaklı
- Malkara
- Marmara Ereğli
- Muratlı
- Saray
- Süleymanpașa
- Șarköy

## Provincia Tokat

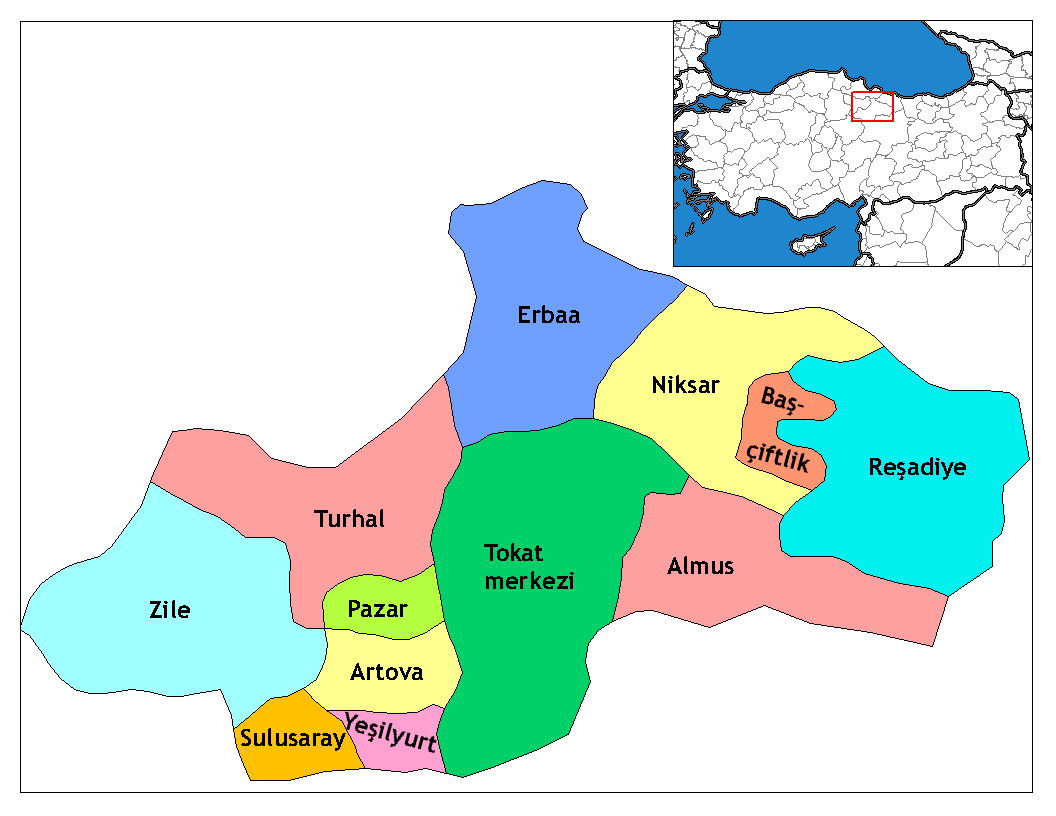
Districtele din Tokat

- Almus
- Artova
- Bașçiftlik
- Erbaa
- Niksar
- Pazar
- Reșadiye
- Sulusaray
- Tokat
- Turhal
- Yeșilyurt
- Zile

## Provincia Trabzon

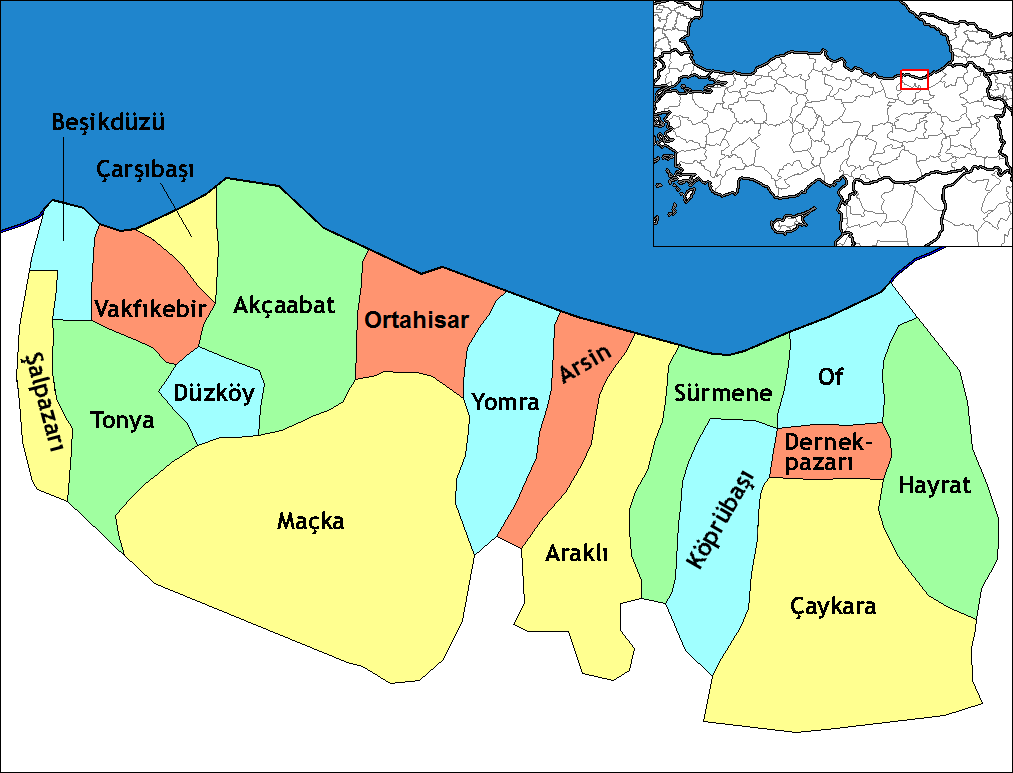
Districtele din Trabzon

| - Akçaabat - Araklı - Arsin - Beşikdüzü - Çarşıbaşı - Çaykara - Dernekpazarı - Düzköy - Hayrat | - Köprübaşı - Maçka - Of - Ortahisar - Şalpazarı - Sürmene - Tonya - Vakfıkebir - Yomra |

## Provincia Tunceli

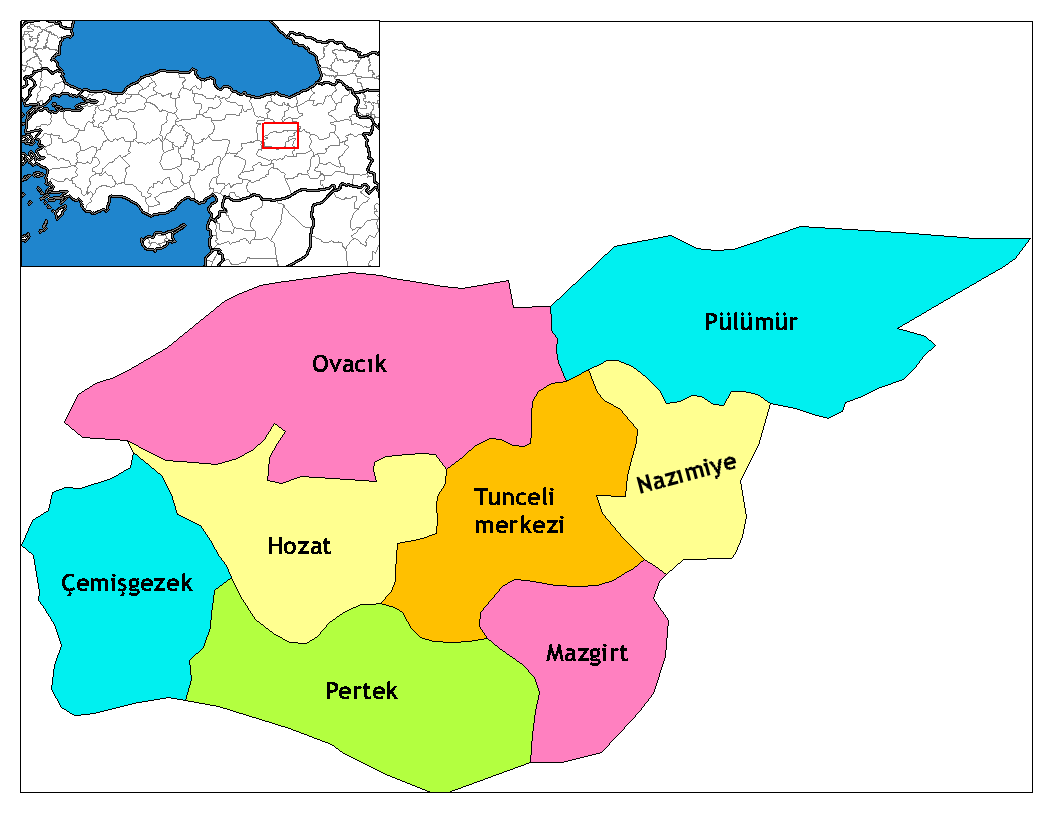
Districtele din Tunceli

- Çemișgezek
- Hozat
- Mazgirt
- Nazimiye
- Ovacık
- Pertek
- Pülümür
- Tunceli

## Provincia Ușak

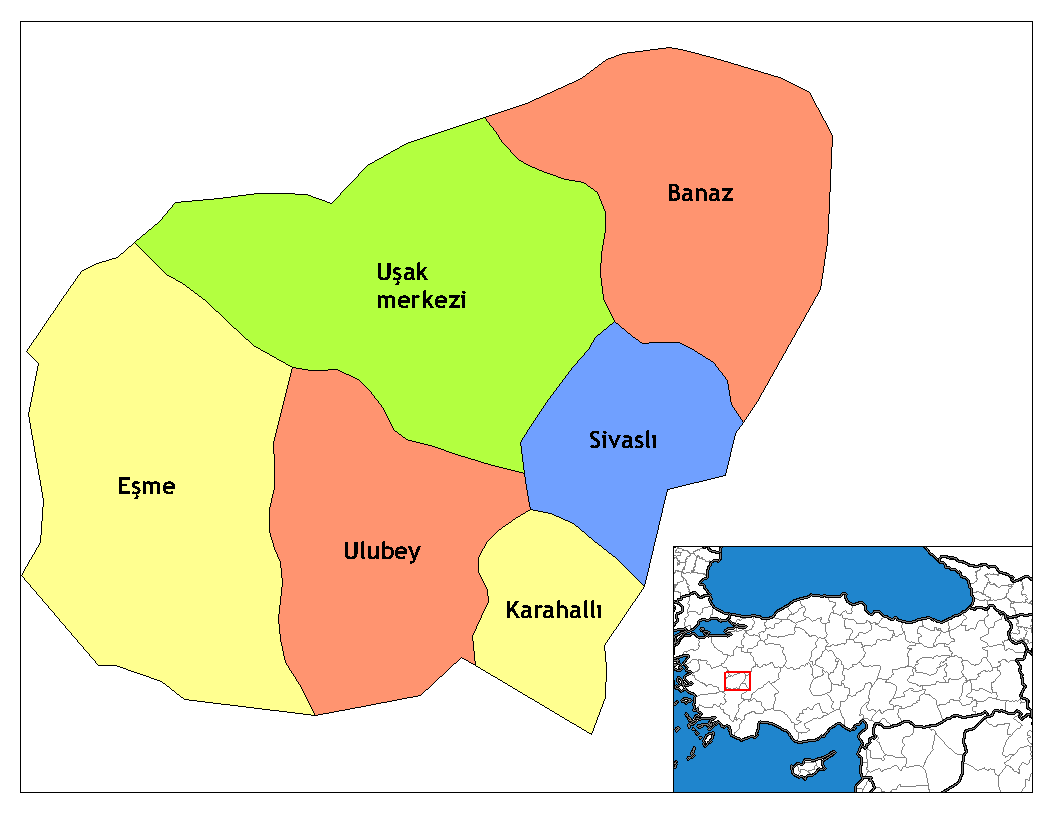
Districtele din Ușak

- Banaz
- Eșme
- Karahallı
- Sivaslı
- Ulubey
- Ușak

## Provincia Van

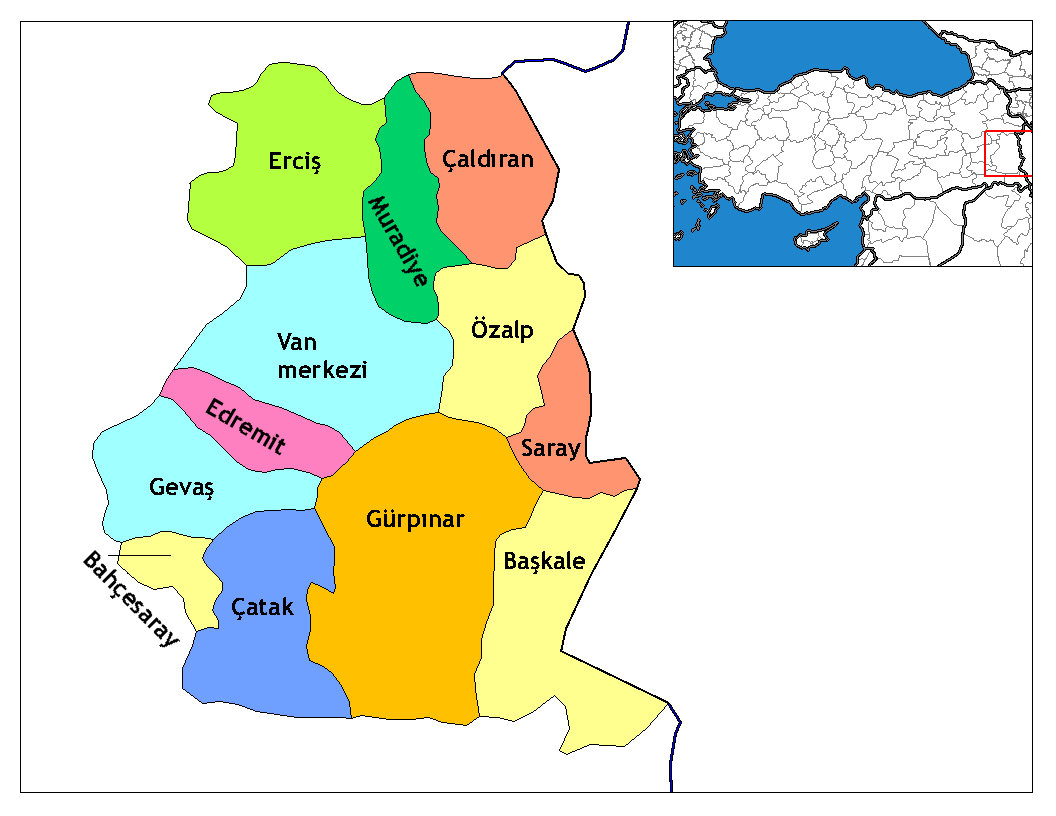
Districtele din Van

- Bahçesaray
- Bașkale
- Çaldıran
- Çatak
- Edremit
- Erciș
- Gevaș
- Gürpınar
- İpekyolu
- Muradiye
- Özalp
- Saray
- Tușba

## Provincia Yalova

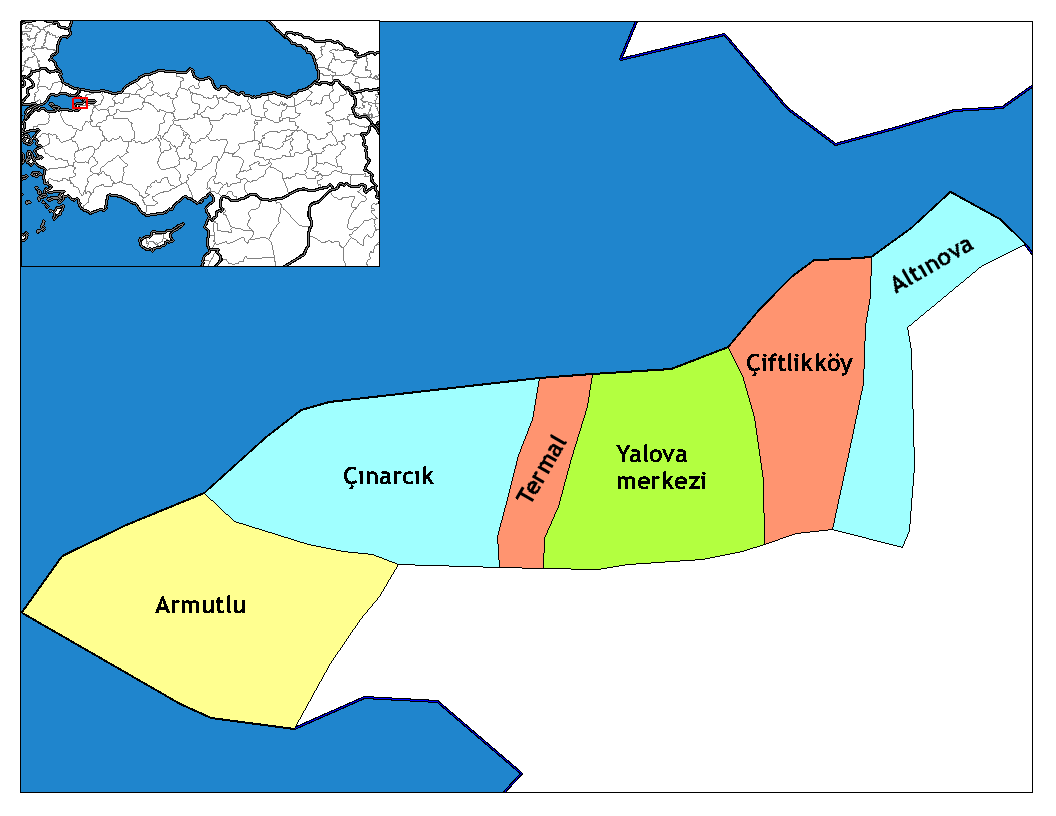
Districtele din Yalova

- Altınova
- Armutlu
- Çiftlikköy
- Çınarcık
- Termal
- Yalova

## Provincia Yozgat

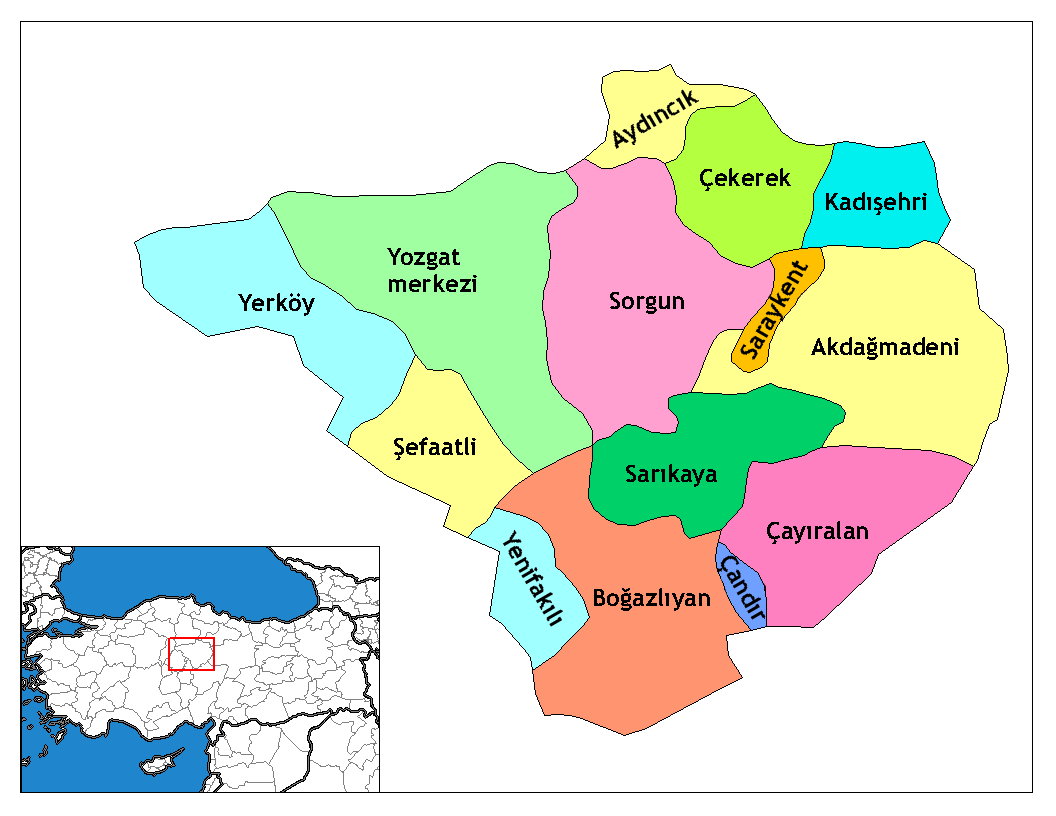
Districtele din Yozgat

- Akdağmadeni
- Aydıncık
- Boğazlıyan
- Çandır
- Çayıralan
- Çekerek
- Kadıșehri
- Saraykent
- Sarıkaya
- Șefaatli
- Sorgun
- Yenifakılı
- Yerköy
- Yozgat

## Provincia Zonguldak

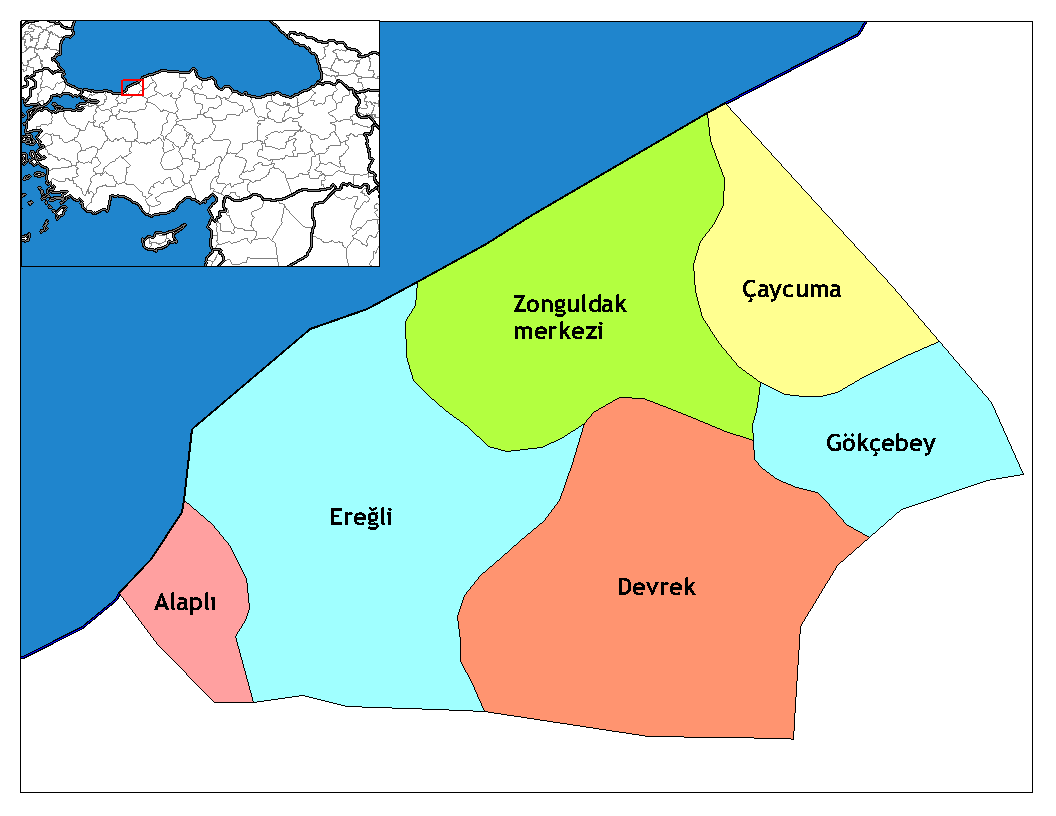
Districtele din Zonguldak

- Alapli
- Çaycuma
- Devrek
- Eregli
- Gökçebey
- Kilimli
- Kozlu
- Zonguldak